# 対魔忍RPGのエピソード一覧
対魔忍RPGのエピソード一覧（たいまにんアールピージーのエピソードのいちらん）では、 LiLiTH開発・インフィニブレイン販売によるブラウザゲーム『対魔忍RPG』のエピソードを示す。
ゲーム本編のシナリオはメインクエストとイベントクエストの2つに大分され、イベントクエストの内容がメインクエストの内容を補完することもある。
以上のことから、本項では、シナリオの実装順に準拠する。また、メインクエストのチャプター数（以下：Chapter〇〇）は、『対魔忍RPGX キャラクターコレクション』およびKADOKAWAが運営するゲーム情報サイト・TGSmartに準拠している。
本作の物語は、再創造された『対魔忍アサギ 決戦アリーナ』の世界を舞台に、対魔忍の名家・ふうま宗家の当主・小太郎が率いる独立遊撃隊と、お家復興を目指す二車骸佐らとの戦いに加え、内閣情報調査局との戦いや小太郎の出自の秘密などといった複数のストーリーアークが並走する形で構成されている。
イベントクエスト「まりの大冒険　闇の町の怪紳士」のように、小太郎以外の人物が主人公を務めるシナリオも存在する。さらに、対魔忍シリーズ以外の作品の舞台やキャラクターが登場するシナリオもあり、たとえばメインクエストのChapter27「コーデリアのふたり姫」は、小太郎が『監獄戦艦2』の世界を訪れ、同作の登場人物たちと交流する様子が描かれている。
さらに、Chapter28「雷神の対魔忍」以降は、並行世界の未来を題材としたシナリオも登場しており、このストーリーラインについては便宜上「未来編」とする。
なお、本作では同姓もしくは同名の人物が何人も登場しており、区別のために劇中での呼称とは異なる表記をする場合がある。
たとえば、ふうま小太郎の場合、劇中の人物からは「ふうま」もしくは「ふうま君」など名字で呼ばれることが多いが、ふうま時子など、ふうま姓の人物が他にも登場しているため、「小太郎」で統一する。
また、甲河アスカの場合、並行世界の未来の同一人物も「アスカ」と表記されているが、作中世界の現代と区別するため、この人物についてはユニット表記の「未来アスカ」で統一し、未来編の主要人物も同様とする。

## あらすじ（2018年実装分）
Chapter1「反乱」
- 実装日：2018年9月25日[7]

対魔忍の名家・ふうま一門の当主である弾正は、政府主導の五車対魔忍への反乱を起こす。弾正が井河アサギ率いる五車対魔忍に敗れて死亡した結果、一門は離散し、弾正の遺児である小太郎は異母姉・時子に引き取られた。
成長した小太郎は、忍法を持たない上に右目が開かないことから、一門の多くの者たちから目抜けとして見下されてきた。また、小太郎は同門の二車骸佐と相州蛇子とともに対魔忍の教育機関・五車学園に通っていたものの、授業を抜け出しては本を読んでいたため、時子からは度々叱責を受けていた。
ある日、骸佐は校内で反乱を起こす。混乱に巻き込まれた小太郎と蛇子は同級生の上原鹿之助とともに、校長・井河アサギを助けるために校長室へ向かう。三人が校長室に到着したとき、骸佐はアサギを襲おうとしてその場に倒れこむ。そこへ、校医の室井光彦が現れ、骸佐に魔薬を与えたことを認める。室井の正体は犯罪組織ノマドの大幹部・フュルストであり、骸佐とともにその場を去る。
小太郎は、骸佐たちの反乱をいち早く見抜いたことをアサギに評価され、独立遊撃隊の隊長として骸佐を捕まえるよう命じられる。
Chapter2「独立遊撃隊」
- 実装日：2018年9月25日[7]

五車学園に所属する魔科医・桐生佐馬斗は、師匠のフュルストが学園に潜入したことに気づかなかったことを糾弾され、どこかへ逃げてしまう。その後、小太郎達三人は独立遊撃隊の初任務として佐馬斗の連れ戻しを命じられる。
当初は五車学園教諭・八津紫も同行していたが、東京キングダムに着くや否や佐馬斗への手紙を小太郎に託し、その場を去る。3人は情報屋でもあるクラブ「ペルソナ」のオーナー・仮面の対魔忍と交渉し、佐馬斗の居所の情報と引き換えに米連が保有するデータの入手を引き受ける。小太郎達3人は、道中で出会った女サイボーグ・甲河アスカや、戻ってきた紫の協力を得て、仮面の対魔忍の指定したデータを盗み出すことに成功した。
「ペルソナ」に戻った小太郎たちは、佐馬斗がいるのに驚きつつも、約束通りデータを渡した。当初、佐馬斗は小太郎達の説得に応じなかったが、紫からの手紙を読んで態度を一変させ、五車町へと帰る。その後、小太郎はふとしたことからアスカが仮面の対魔忍の部下であることや、2人の背後に米連がいることに気づく。
小太郎達三人の初任務から数日後、骸佐は実家に待ち伏せしていた対魔忍達をなぎ払い、母親に会いに行く。だが、母親は目の前にいる骸佐を弾正と思い込んで錯乱するばかりだった。
Chapter3「雨の幽霊城」
- 実装日：2018年9月25日[7]

近頃、五車町と外部を結ぶ道にて幽霊城が現れるという噂が立っていた。小太郎はアサギの命で調査に赴くが、同じく幽霊城の調査に来ていた権左とその手下達と鉢合わせたため、調査を中断する。
数日後、小太郎は仲間たち準備を整え、蛇子と鹿之助を連れて再び調査へ赴き、アサギの妹で五車学園の教諭である井河さくらも興味本位から同行する。やがて、小太郎たちはこの地にある魔界の門の調査に来ていた淫魔族と対決する。また、幽霊城の正体も、淫魔族の用心棒として同行していた元対魔忍・水城不知火の幻術であることが判明する。
魔界の門が使い物にならないことを知った淫魔たちは不知火の命令で撤退し、はぐれていた鹿之助と合流した小太郎たちもその場を後にする
Chapter4「対魔忍OFF」
- 実装日：2018年9月25日[7]

小動物コンビこと、サキュバスのリリムとヤタガラスのミナサキは、五車町の近くにある地方都市・まえさき市の製薬会社に魔界ワスプを売りつけるが、一部が市街地へ脱走し、地元住民に被害が及ぶ。蛇子を連れてまえさき市に遊びに来た小太郎は、リリムたち二人組と出会う。彼女から親分呼ばわりされたことから、小太郎は地元のならず者達に彼女たちの親玉と誤解されて追い回され、五車学園教諭・高坂静流に助けられる。その後、リリムたちから事情を知った一同は、製薬会社の実験林に潜入して魔界ワスプの女王蜂を駆除する。
Chapter5「異次元紀行へようこそ」
- 実装日：2018年9月25日[7]

ある日、小太郎は過去の並行世界の五車学園に転送され、この世界のさくら（以下：若いさくら）と出会う。さらに、数日前に消息を絶っていた上級生の秋山凛子も同じ世界に転送されていたことが判明する。
その後、小太郎と凛子と若いさくらの三人は、ブレインフレイヤーのアルサールという人物によって様々な世界に転送された末、小太郎と凛子がもともといた世界に戻される。さらに他の世界に転送されていた鹿之助の口から、ブレインフレーヤーが様々な世界を侵略していたことが判明する。小太郎は若いさくらが元の世界に帰れなくなるのを覚悟した上で、若いさくらたちにアルサールの抹殺を認める。アルサールの死により小太郎たちの元の世界に取り残されたさくらは、小太郎の家に居候するようになる。
雷撃の対魔忍
- 実装日：2018年10月5日[7]、シナリオ：そのだまさき[14]

ある日、小太郎たち3人と同級生の水城ゆきかぜは遅刻しそうになり、門番を攻撃して無理矢理遅刻を取り消す。その後、小太郎たちと行動を共にする中で、ゆきかぜの中で彼に対する印象が変わっていく。
開発スタッフによる言及
本シナリオは、サービス最初のイベントクエストである。
本シナリオはサービス開始前の2018年初頭に制作したものの一つであるため、物語の作り方のルールが明確でなかったと、シナリオ担当者のそのだまさきは自身のブログの中で振り返っている。今後の展開との矛盾を防ぐため、そのだはこれらのシナリオを執筆する際、「指定された時系列の時点で登場していないキャラクターを出さない」、「主人公・小太郎が訪れたことのない場所を登場させない」といったルールを課していた。
本シナリオの場合、そのだには「メインクエストと同じ構成」かつ「物語の最後は同イベントの報酬のゆきかぜとの戦闘」ということが伝えられ、Chapter3「雨の幽霊城」の内容を前提とするよう注文が出された。発注時点ではチュートリアルのシナリオもできておらず、「雨の幽霊城」までのメインクエストにおける主人公とゆきかぜの接点もわずかだったため、本シナリオはゆきかぜを知らないプレイヤーに向けて、彼女の基本的な人物像を紹介するとともに、主人公との仲を進展させるというテーマが設けられた。当初は、アサギの指示によって同じ任務に参加させられるという内容を考えたが、今後のメインクエストの展開と矛盾が生じるおそれがあったことから、五車学園での学生生活が題材となった。
期末テストと最強の対魔忍
- 実装日：2018年10月19日[7]

期末試験の実技科目にて、小太郎は、対照的な性格を持つ神村舞華と弓走颯とともに、アサギに挑むこととなる。実技試験の後、舞華は小太郎に一目置くようになる。
Chapter6「蛇にアリーナ」
- 実装日：2018年10月19日[7]、シナリオ：里見ヨシカ[18]

二車邸の襲撃事件はアサギに無断で一部の対魔忍が引き起こしたことが判明し、蛇子は上級生の喜瀬蛍とともに、骸佐の母親を保護するために二車邸へ派遣される。そこへフュルストが現れ、蛇子をさらう。蛇子はフュルストを通じてスネークレディへ引き渡され、スネークレディが主を務めるカオス・アリーナの奴隷戦士として戦わされていた。蛇子を助けに来た小太郎達に対し、スネークレディは小太郎の閉ざされた右目が目的だったと言い残し、その場を立ち去る。
幻影の魔女
- 実装日：2018年11月2日[7]

小太郎らは、米連の部隊と合同で魔界の門の探索に当たる中、不知火によって幸せな夢の世界に閉じ込められる。唯一不知火の術から逃れたアスカは、小太郎と鹿之助を目覚めさせ、協力して不知火を撃退する。また、不知火たちが狙っていた魔界の門へ続く道も、仮面の対魔忍によって爆破される。
忍びの宿命って奴か
- 実装日：2018年11月16日[7]

次元侵略者騒動後、若いさくらは小太郎の家に居候し、彼から小遣いを間借りする生活を送っていた。ある日、二人は一晩中ゲームで遊んだ罰として、時子から隠密訓練用のハードコースでレース形式の訓練を言い渡される。勝てば小遣いの権利が若いさくらに行き渡るため、二人は本気で訓練に挑む。二人までなら助っ人を呼んで良いということから、若いさくらは凜子と蛇子を、小太郎は鹿之助と蛍をそれぞれ連れてくる。
小太郎は若いさくらを罠にはめてまで勝利を得るも、時子から卑怯だと指摘される。説教の末、時子は引き続き小太郎に小遣いを与え、若いさくらが間借りしている分も増額する。
Chapter7「さくらのお小遣い大作戦」
- 実装日：2018年11月16日[7]

ある日、小太郎と若いさくらは、倒したチンピラから護送の仕事を紹介される。二人は、女サイボーグのファウストの指揮のもと、素性を隠した上で他の傭兵達とともに護送の仕事にのぞむ。仕事内容等に違和感を覚えた小太郎は、ファウストが傭兵たちを消すつもりであることに気づき、他の傭兵に死んだふりをしてもらい、伏兵として追跡させる。反撃されたファウストは脱走する。一方、彼女に同行していた女傭兵・ツバキは途中で仕事を抜け、トラックに積まれていた別の積み荷をナイトクラブで待つ骸佐に渡す。
殺人鬼ソニア
- 実装日：2018年11月30日[7]

ある日、アサギは米連から逃げた研究者たちの確保を依頼され、米連側の協力者として大量殺人犯のソニアが紹介される。アサギは依頼内容を訝しみつつもあえて引き受け、静流をサポート役に指名したうえで、小太郎に手配する。
小太郎、鹿之助、静流、そしてソニアの4人は、盗まれた資料が出品されるというオークション会場に潜入するも、会場でソニアを狙っていた米連の兵士たちの襲撃に遭う。ソニアは小太郎と共にホテルへ逃げ込む。身体に埋め込まれていた発信機を摘出してもらったソニアは小太郎を気に入り、「殺したい気分」になったとして、彼に襲い掛かる。小太郎は鹿之助たちの手を借りてソニアを気絶させた後、五車町まで連れ帰る。後日、回復した彼女は小太郎宛の手紙を残して五車町を去る。
開発スタッフによる言及
本シナリオは、サービス開始前の2018年初頭に制作されており、同時期に制作された「雷撃の対魔忍」と同様のルールが適用されている。
本シナリオは、Chapter7「さくらのお小遣い大作戦」までの内容を前提に、イベントの報酬である「No.16ソニア」がボスキャラクターとして指定されていた。当時のそのだの手元のサンプルは小太郎の視点がほとんどであり、そのだはいきなりソニアの視点で彼女の狼藉を描くわけにはいかないと考え、本人を登場させる前の場面で他者の会話からソニアの人物像を描く聞いたか坊主の手法を用いた。また、ソニアをボスにするという条件を満たすため、ソニアが小太郎を殺すだけでなく、さらに楽しむために自分が彼に殺されるという関係を望んでいるという設定が付与された。
Chapter8 「イン・ザ・ダーク」
- 実装日：2018年12月14日[7]

骸佐は米連の施設から強奪したCD（Creeping Dead）ウイルスの入ったガス爆弾をツバキから受け取り、中華連合の犯罪組織・龍門の施設にてそれらを炸裂させる。その結果、周囲の人間がウイルスによってゾンビ化し、東京キングダムは大混乱に陥る。骸佐率いる二車忍軍は混乱に乗じて龍門の幹部を抹殺し、龍門と敵対関係にあるノマドから龍門の支配地域を獲得した。
小太郎たちは仮面の対魔忍から連絡を受けて現地入りしたところ、ゾンビに囲まれる。三人は仮面の対魔忍とその協力者である魎魔忍・黄泉秋津に助けられ、骸佐から残りのウイルスを奪還してほしいと依頼される。
小太郎たちは、東京キングダムから脱出しはじめていた骸佐たちを見つける。蛇子ら三人が骸佐の部下である八百比丘尼と交戦している間、小太郎は一人になっていたところを骸佐に襲われるが、蘇生を果たす。
悪霊とホワイトクリスマス
- 実装日：2018年12月14日[7]

イルミネーションを見に来た小太郎と蛇子は、クリスマスへの怨念が集合した悪霊にカップルと間違えられて襲われ、高位魔族の少女リリスと相棒の古代龍ベリリクに助けられる。ケーキ売りのアルバイトをしていた同級生の篠原まりと凜子を加えた5人は、悪霊を撃破する。
迎春！ 猪パニック！
- 実装日：2018年12月31日[7]

若いさくらの元の世界では、新春の福猪・清麻呂を狩る「瑞獣の儀」という儀式が行われていた。だが、清麻呂は召喚されて狩られるのを嫌がり、別の世界にいる小太郎を召喚し、身代わりにする。この世界の若いアサギは小太郎とともに本物の清麻呂を追う。一方、本物の清麻呂は小太郎の身体を手に入れ、早速女たちをナンパしようとするも失敗する。小太郎は落ち込む清麻呂を見つけ、打ち取ったことにより元の世界へと帰還する。

## あらすじ（2019年実装分）
操られた爆炎
実装日：2019年1月16日
ある日、まえさき市を訪れていた舞華はギャルメイク体験につられてフュルストに捕らえられる。フュルストは彼女の潜在能力を解放するという目的で洗脳し、助けに来た小太郎たちに差し向けるが、彼女の脳の性能が向上したことにより洗脳が解けてしまい反撃に遭う。
Chapter9 「迷宮」
実装日：2019年1月16日
龍門襲撃から数日後、小太郎の生存を知った骸佐は自ら決着をつけることを決意し、幹部の一人で小太郎の兄貴分でもあった楽尚之助に、鬼蜘蛛三郎という別の幹部の消息を調べるよう命じる。
東京キングダムのある店を訪れるた尚之助は、店主であるブローカーを返り討ちにする。だが、店主は生前ある人物に依頼して店を異空間・迷い辻に作り替えてもらっていたため、尚之助は店から出られなくなってしまう。さらに二車幹部を追う形で来店した学生対魔忍の獅子神自斎や、佐馬斗のお使いで来た小太郎も店の中に閉じ込められ、3人は迷宮からの脱出に向けて奮闘する。当初、迷宮の作者はアミダハラの高名な魔術師かと思われていたが、小太郎は自分が読んでいた伝記の筆者である魔女であることを突き止める。迷宮を抜けた3人の前に、悪霊・シャドウに操られた三郎がパートナーである巨大な蜘蛛・大五郎とともに立ちはだかる。激闘の末、尚之助は気絶した三郎と大五郎を連れ、小太郎は自斎とともに、それぞれの場所へと戻った。
対魔忍のバレンタインは厳しい
バレンタイン、弾正の元秘書・ふうま災禍がチョコレートを手にふうま邸を訪れる。小太郎を甘やかしてほしくない時子との話し合いの末、隠れた災禍からチョコレートを奪うという形がとられた。
小太郎は偶然再会した小動物コンビとともに弾正の別宅へ向かい、災禍が米連の特務機関"G"のサイボーグ・メイジャーから勧誘を受けている様子を目記する。駆け付けた時子の協力も得、災禍の邪眼でメイジャーの意識を幻覚に閉じ込めて捕縛する。
稲毛屋のアイス
- 実装日：2019年2月13日[7]、シナリオ：そのだまさき（プロット）[16]、飯田和彦（ライター）[16]

魔にあらがう存在として生み出された強化人間のクリア・ローベルは、ある日何者かによって忍法を使う者（対魔忍）を排除対象として設定され、アサギへの刺客に仕立て上げられる。
五車町に来た彼女は駄菓子屋・稲毛屋の前で小太郎と出会う。この時、彼女は忍法を使えない小太郎を対魔忍として認識できなかったため、アイスをおごってくれた彼に対して心を開く一方、次いで現れたゆきかぜに対して攻撃的になる。その後、クリアはアサギのもとへ向かおうした際、小太郎の姿を見て動揺するが、すぐさまゼンインコロスモードに移行する。小太郎たちは何者かがクリアを操っていることに気づき、クリアの頭部についていた装置を停止する。だが、今度はクリアの腹部に爆弾があることが判明し、一行は爆弾から発せられていた電波をたどり、犯人を見つけ出す。結局犯人は取り逃したものの、爆弾は佐馬斗の手術により、無事摘出される。そして、アサギの計らいにより、クリアは五車預かりとなり、ゆきかぜと同居することになった。
開発スタッフによる言及
プロッターのそのだまさきへの発注は「クリアをラスボスにする」ということ以外は自由だったが、イベントのヒロインがラスボスのシナリオが3つも続き、そろそろきつくなってきたとそのだはのちに振り返っている。また、そのだがプロットを作った後、「殺人鬼ソニア」をはじめ別件が立て込んだたため、シナリオは飯田和彦が担当した。クリアの「じぽってる」といったセリフや終盤で小太郎が感情的になるのは自分では描けないとそのだは話しており、うまいと思ったとも述べている。
なお、プロットの制作が「殺人鬼ソニア」と並行しており、あちらが最初から最後まで血なまぐさい展開が続くのに対し、こちらは真相が明かされるまではクリアのかわいらしさに重きが置かれている。
Chapter10「ヨミハラ潜入・前編」
- 実装日：2019年2月21日[7]

佐馬斗の診断の結果、小太郎の蘇生は忍法ではなく、魔性の力によることが判明する。
その日の夕方、独立遊撃隊は、五車学園の卒業生である上月佐那とともに首都圏外郭放水路の地下300メートルにある暗黒街・ヨミハラに潜入する任務に当たる。
一行がヨミハラに向けて首都圏外郭放水路を進んでいたところ、一帯に住む武装難民の襲撃を受ける。一時撤退した一行は、サイボーグ女兵士ヘスティア率いる米連の特務機関"G"の特殊工作部隊が、武装難民達を動かしていることに気づく。その後、一行は魔獣デビルワームが徘徊する坑道跡を抜け、ヨミハラの入り口にたどり着くが、再びヘスティアからの妨害を受ける。そのとき、工作員として先に潜入していた静流が木遁の術でツタを召喚し、小太郎たちは逃走に成功する。
錬金術師と狼男
- 実装日：2019年2月28日[7]

ヨミハラ潜入より少し前、小太郎は自らの身体について調べるため、自斎を護衛につけ東京キングダムにある闇市場を訪れていたところ、蛇子と鹿之助に会う。その後、一行はゾクトから魔界出身の錬金術師シュヴァリエのアトリエを教えてもらう。シュヴァリエはギャングのワーウルフに襲われており、小太郎達も巻き込まれる。鹿之助の活躍によりワーウルフは追い詰められた上、シュヴァリエによってが魔力を吸い取る薬をかけられて元に戻される。ワーウルフたちは、シュヴァリエが育ての親であるヤクザをゾンビにした犯人だと勘違いして襲ったことを認め、シュヴァリエからゾンビ化を治す薬を貰う。また、小太郎たちからもゾンビ化の真相を聞き、ギャング達はその場を去る。小太郎は、シュヴァリエに身体再生に関する書籍を探すよう依頼して別れる。その後、ゾクトがギャング達に間違った噂を流したことが判明する。
魔界騎士のお仕事
政府高官の猫探しの任務を終えた小太郎達は、オークにさらわれそうになっていた少女を助ける。その少女は烏の頭のようなかぶり物をしていたことから、ヤタガラス族であることがわかったものの、言葉を発しないため、真意を汲み取ることは出来なかった。少女は小太郎からもらった災禍の手作りクッキーを食べると、小太郎になつく。
そこへミナサキが現れ、先ほどの少女は自分の妹で、ブラックマフラー団という奴隷商人グループにさらわれていたと話す。ミナサキは小太郎が犯人だと誤解して襲いかかり、ミナサキに協力していた魔界騎士リーナも同様に誤解し、交戦となる。それを見ていた妹から事情を聞いたミナサキは誤解を解き、その場は丸く収まる。小太郎が帰宅すると、ミナサキの妹が彼の後ろについていた。
Chapter11「ヨミハラ潜入・後編」
- シナリオ：飯田和彦[33]

静流のアジトであるバー兼安ホテルにたどり着いた一行は、"G"の元メンバーである佐郷文庫を潜入先のヨミハラから地上へ護送することを命じられ、鬼族の女傭兵ヤマタノオロチを協力者として紹介される。弾正の腹心の部下だった文庫は反乱の後、亡命先の米連で"G"のサイボーグ兵士となるが、今度は五車学園に通っていた娘を骸佐の反乱で亡くしたことを知る。むなしくなった彼は組織を抜け出すことを決意するが、彼のサイボーグ化された身体は軍事機密に当たることから、ヘスティアが追手として差し向けられた。小太郎達がヨミハラに潜入する一週間前、文庫は自らの持つ情報と引き換えに、地上への護送を日本政府に依頼した。小太郎は、娘の墓参りのためにあのような取引をした文庫に骸佐の姿を重ねてしまう。
そこへトロール達がアジトに乱入し、文庫を連れた一行は隠しルートを通じてアジトから脱出する。一行がヨミハラの出入り口にたどり着いたとき、ヘスティアたちの部隊はノマドの幹部・イングリッドと朧と押し問答になっていた。地上まであと少しとなったそのとき、小太郎はヤマタノオロチの裏切りを告げる。ヤマタノオロチを撃退した一行は地上にたどり着き、文庫が紫にひきわたされたところで、小太郎達三人はお役御免となる。だが、こっそり見送りに来た三人の目の前で、文庫はふうま一門の対魔忍・槇島あやめによって頭を撃たれる。
沙耶NEOを抹殺せよ
小太郎たちは、仮面の対魔忍から"G"が作った人造魔族・沙耶NEOを抹殺する依頼を引き受け、蛇子・鹿之助・凜花とともに任務に当たる。ヘスティアとの交戦の末、小太郎は沙耶NEOを捕獲するが、沙耶NEOになつかれてしまう。彼女を殺すことができず、小太郎は五車町に連れ帰るという決断を下す。裏切られた仮面の対魔忍は追手として秋津とアスカを小太郎たちに差し向ける。仮面の対魔忍が小太郎と沙耶NEOを追い詰めていたところ、ゆきかぜとクリアが助けに来る。次いで現れたアサギが仮面の対魔忍との交渉に当たり、沙耶NEOは五車町に預けられる。その後、蛇子達と黄泉達もやってくる。アスカは小太郎のことが気に入っており、彼と敵対する気になれなかったと明かす。黄泉も知り合いである蛇子を殺す気はなく、小太郎のことを助けられなかった負い目から本気ではなかったと明かす。
タコスレさん
エイプリルフール、タコ化した蛇子のような生物の群れが五車町を襲撃し、対魔忍たちをさらう。小太郎と鹿之助は謎のオーク傭兵・タコさんスレイヤーとともに彼らの救出に乗り出す。救出後、これらの生物は桐生が無断で作ったものであり、アサギが処分のついでに小太郎と鹿之助の抜き打ちテストに用いたことが判明する。だが、アサギもタコさんスレイヤーの存在を知らず、彼の正体は謎に包まれたままだった。
リリムとミーティア
ある日、同族である淫魔たちから放蕩ぶりを注意されたリリムは人間界へ逃走する。リリムの友人であるミーティアはゾクトを通じて五車学園を訪れ、小太郎にリリムを捕まえるよう協力を要請する。リリムはたやすく罠にかかるも、友人の科学者が作ったスーパーメカ・淫魔勇者リリムムオーに乗り込み、小太郎達に反撃する。最終的にはゆきかぜの救援によってリリムは気絶し、ミーティアによって魔界へ連れ戻される。小太郎たちも去った後、リリムムオーの開発者とおぼしき人物が残骸を回収しに現れる。
Chapter12「魔女出づりて鬼来たる」
ある日、独立遊撃隊は上級生の鬼崎きららとともに、東京キングダムで生じている異変について調査するようアサギから命じられる。アサギによると、神話級の魔女・エウリュアレーがアミダハラの隠れ家から東京キングダムに来たことによって異変が生じたとされており、小太郎達より前に送られた先遣隊は消息不明となっていた。目的地にたどり着いた小太郎ときららはエウリュアレーらしき人物により、魔術迷宮へと転移される。二人は、エウリュアレーの世話役として派遣された二車幹部・矢車弥右衛門を撃退する。きららは弥右衛門との戦いで自分をかばった小太郎に心を許し、冷気を操る戦法が忍法ではないことを明かす。鬼族の母と対魔忍の父を持つきららは、母からは冷気を操る能力を、父からは受け継いだ忍法「変わり身の術」を受け継いでいた。だが、母を殺した父に対する感情からすべての男を嫌悪するようになり、「変わり身の術」も使うことはなかった。
そこへ魔女エウリュアレーが現れ、二人に先遣隊や蛇子達の遺体を見せる。エウリュアレーは小太郎に「そなたは『魔の因果』にとらわれやすい」と告げ、小太郎達に襲いかかる。きららは小太郎と協力して「変わり身の術」を使い、エウリュアレーを倒す。エウリュアレーは復活した後、魔術空間を解除し、蛇子や先遣隊達が無事であることを示す。エウリュアレーは小太郎に会うために上京したことを明かし、用は済んだからすぐにアミダハラに戻ると約束した。去り際、エウリュアレーは小太郎に「あなたは魔と交わる」と告げ、キスを交わす。
忘れられた蛇神
ある日、女傭兵セラステスが蛇神の洞窟を探索するために五車町を訪れる。ちょうどその時、洞窟に祀られていた蛇神の正体が、ナーガ族の眷属であるバジリスクだったことが判明する。対魔忍たちは退治しようとするが、バジリスクが吐く毒息や石化の視線により苦戦する。だが、セラステスにはバジリスクの毒息や石化の視線が効かないことから、小太郎は彼女もナーガ族であることに気づき、共闘を提案する。共闘を受け入れた彼女は真の姿を現し、バジリスクを地底湖に沈める。戦いの後、セラステスは、小太郎がナーガ族の族長であるカリヤことスネークレディと顔見知りであると聞き、スネークレディに会ったら教えてほしいと頼む。
まりの大冒険 闇の町の怪紳士
実地演習で首都圏の暗黒街・センザキを訪れたまりは、魔族に襲わていたところを本の魔人に助けられる。本の魔人は人間の願いを叶える能力をもつが、かなえた人間を破滅させるというデメリットを持っていたため、ふうま一門の一人・心願寺紅をはじめとする様々なところから狙われていた。だが、魔人は創造主の願いでそのようにつくられており、しかも魔力がつきて消滅しかかっていたため、まりは彼の願いを叶えようと提案する。魔人は酒が飲みたいと答えたため、まりは身体を貸し、紅とともにバーで酒を楽しむ。だが、願いを叶えたあと、魔人はまりの魔力を奪って復活を果たし、周囲にいた者たちからも魔力を得て、まりと紅に襲いかかる。まりと紅は協力して魔人を倒し、一件落着となる。翌日、まりは魔人討伐の功績を褒められ、小太郎達とも仲良くすることが出来た。
Chapter13「ゆきかぜの家いったことある？」
- シナリオ：飯田和彦[39]

期末試験の後、蛇子はゆきかぜにノートを返すため、小太郎と鹿之助にゆきかぜの家まで同行するよう頼む。だが、三人ともゆきかぜの家の場所を知らなかったため、彼女を尾行することにした。山を抜けた三人は、城のような豪邸を目にする。かかしのお化けに襲われながらも、三人はやっとのことで豪邸に入ったところ、水城家の執事・時来善鬼に会う。善鬼は小太郎達がゆきかぜをさらいに来たと誤解し、冥遁の術で死霊たちをけしかける。善鬼から逃げ回りながらゆきかぜを探していた三人は、彼女の同居人であるクリアの案内でゆきかぜの部屋にたどり着く。自室でゲームをしていたゆきかぜは、いきなり入ってきた小太郎達に驚くも、彼らを追って来た善鬼を見て状況を理解する。
ジューンブライド狂騒曲
- ライター：そのだまさき[42]

6月30日、蛇子達との待ち合わせ場所に向かっていた小太郎は、米連からの使者であるアンジェに出会う。非公認ファンクラブ「A・B・G」（Anje・Body・Guard）からの結婚を迫られていた彼女は。小太郎に結婚を迫ってきた。彼らは結婚・出産の女神ジュノを召喚してアンジェと結婚しようと考えていたが、意地悪なジュノは彼らの望みに反して小太郎とアンジェを結びける。小太郎とアンジェは、「A・B・G」や蛇子達から逃れ、洞窟にたどり着く。二人はジュノにもてあそばれるが、7月1日を迎えた時点で6月の女神でもあるジュノの祝福は無効化され、二人は元に戻る。
開発スタッフによる言及
本シナリオはサービス開始後に制作されており、「雷撃の対魔忍」等で科したルールも気にする必要がない上、アンジェのイメージはつかめていたため楽だったとそのだは自身のブログの中で振り返っている。
発注時には、報酬ユニットである「【ジューンブライド】アンジェ」を物語の中で登場させること以外にも詳細な条件が出されており、そのだはアンジェがウェディングドレス姿になる理由と、その後のドタバタ劇とラスボス、そして結末を考えるだけで、そこまで悩まなかったと振り返っている。その一方、小太郎とウェディングドレス姿になったアンジェをみた周囲の反応には気を使ったとそのだは語っている。
鮮血の椿姫
龍門襲撃後、米連の関係者と交渉を終えたツバキは、権左から龍門の下部組織の元幹部の魔薬中毒者・袁鹿角を差し向けられる。鹿角を倒した後、権左はツバキに不満を持つ者達の前で二人が戦うところを見せて納得させるつもりだったと話す。彼は手打ちとしてツバキに金を渡し、彼女は次は無いと言いつつも金を受け取る。一方、ツバキから武芸者と認められた袁鹿角は、魔薬を手放そうとするもかなわなかった。
Chapter14「その名は峰舟子」
- シナリオ：そのだまさき[45]

ある日、小太郎は内閣情報調査局の局長・峰舟子から、「文庫の暗殺事件の実行犯である紅とあやめの背後にはアサギがいる」と告げられ、調査を頼まれる。小太郎は舟子の頼みに動揺しつつも、裏があることに気づき、あえて彼女の頼みを引き受ける。
後日、小太郎はゆきかぜを連れてセンザキを訪れ、カジノのオーナであるかつての同門・金崎銃兵衛を通じて、紅たちに接触する。あやめはアサギの依頼で文庫を狙撃したことを認める。それを聞いた小太郎は安心し、その場にいたゆきかぜたちに向け「内調に文庫の身柄を引き渡したくないアサギが彼の死を偽装した」と説明し、舟子の真の狙いがクリアであると告げる。
その頃、神田旅団は五車町を襲撃し、ついには水城邸を取り囲むが、小太郎が伏兵として用意した鹿之助たちによって撃退される。また、五車町の外縁部で待機していた襲撃部隊の本拠地も若いさくらの襲撃を受けて撤退した。 同じ頃、五車町内にある捕虜収容施設が襲撃され、収容されていたメイジャーが脱走する。
さらにそのころ、アサギは上司である山本信繁とともに内調を訪れた帰りに、舟子の腹心であるサイボーグ・ナイトウ率いる部隊の襲撃を受ける。アサギは魔の力を解放して彼らを追い詰めるが、パトカーの音に気をとられた隙に逃げられてしまう。
開発スタッフによる言及
銃兵衛が「骸佐はリーダーに向いていない」と言う場面について、そのだは「あくまでも銃兵衛個人の見解であり、物語の進行に伴い、小太郎とは異なるリーダー像を確立すると思っていたが、この評価を延々と証明することになってしまった」と2025年のブログの中で述懐している。
あぶないサマービーチ
淫魔族は米連領の南の島にある会員制高級リゾート地を乗っ取り、自らの食事場に作り替えていた。それから半年後、そのリゾート地へ潜入捜査に来ていた小太郎は、同じ目的で来ていた魔物ハンターのアイナ・ウィンチェスターと出会う。一方ビーチでは、リリムが人間界へ脱走した罰として、ミーティアの監視の下でかき氷の売り子をさせられていた。リリムは、居合わせた小太郎から不真面目さを指摘された腹いせに、淫の氣を含んだかき氷を小太郎たちに投げつけて走り去る。ミーティアは二人を解毒剤が保管されているVIP用のヴィラまで案内するが、使用人たちに取り囲まれたうえ、リリムムオー・改に乗ったリリムが襲い掛かってくる。ミーティアの機転により窮地を脱したアイナは、右目の眼帯を外して魔族の眼をあらわにし、その目から発せられる瘴気によって彼女の中の淫の氣を中和させる。アイナにリリムムオー・改の目を潰されたリリムがパニックになっている隙に、一行は船でリゾート地を去る。
毒も過ぎれば薬となる!?
- ライター：そのだまさき[16]

神田旅団による五車町襲撃から間もないある日のこと、アサギは仮面の対魔忍から、"G"と取引関係にある犯罪組織マッスル団の首魁マッスルジョーの暗殺を依頼される。アサギは、体内で毒を生成する能力を持つ対魔忍・柳六穂にマッスルジョーの暗殺を依頼し、サポート役として小太郎を指名する。
数日後、六穂と小太郎は東京キングダムを訪れ、アスカから活動資金とサプリメントを受け取る。だが、小太郎とアスカが作戦会議をしている間、六穂は資金とサプリメントを持って単身マッスル団の本拠地へ向かってしまう。アスカと共にマッスル団の本拠地に来た小太郎は、ソニアと、護送のアルバイトで一緒だったオークの傭兵・アルフォンスと再会する。2人の話から暗殺計画が漏れたと判断した小太郎は、急遽彼女たちを自分の側に引き入れる。一方、マッスルジョーは舟子から情報提供を受け、本拠地の地下にある監獄で六穂を追い詰める。駆け付けたアスカは六穂と協力してマッスルジョーを撃破する。帰り際、六穂は小太郎に、独断で行動したことへの謝罪と、自分の可能性に気づいたことへの感謝を述べる。
開発スタッフによる言及
サービス開始後に執筆された本シナリオは、既に小太郎以外の人物を主人公にしてもよいことが判明していたことから、「殺人鬼ソニア」のような手法を使わず、冒頭から同シナリオのヒロインである六穂の人物像が描かれた。
Chapter15「五車の夏休み」
- 実装日：2019年10月21日

あやめによって死を偽装された文庫は、五車に保護された後、再びサイボーグ化手術を受けて新たなる姿と、ライブラリーという偽名を得、ふうま宗家の御庭番となった。
それから数週間後、小太郎は五車学園にてライブラリーとの戦闘訓練を受けた後、仲間たちとともに夏休みを満喫する。一方、二車忍軍の幹部の一人・黒騎雫が功名心から独断で五車町へ侵入し、尚之助と三郎が連れ戻しに来る。三郎は隠密に事を進めたい尚之助の意向を無視し、大五郎を連れて雫の追跡を始めてしまう。だが、雫は三郎の説得に応じることなく、ライブラリー率いる御庭番と町中を転戦する。山中に移動した雫は、三郎たちに加え、ライブラリーにも追いつかれる。雫も三郎もライブラリーの説得に応じなかったことから、三つ巴の戦いとなる。そこへ尚之助が現れ、ライブラリーとの交渉の末、三郎のことを見逃してもらう。その後、ライブラリーは雫を追い詰めるが、雫が父親の面影を残していたため殺すことが出来ず、逃走を許してしまった。
楽園の馬超
- 実装日：2019年7月31日[53]

龍門はアサギのクローンを元に、ノマド代表である吸血鬼エドウィン・ブラックの細胞を組み込む形で強化人間・馬超を作り上げるも制御できず、薬物を用いて封印していた。そこへ、二車忍軍が龍門を襲撃して馬超を奪い、オークションに出品する。ところが、薬が切れたことで馬超は暴走する。最終的に、会場に潜入した仮面の対魔忍とアスカ、そしてあやめの3人によって馬超は倒される。
蜘蛛の貴婦人
- ライター：そのだまさき

ある日、対魔忍の火遁衆三番隊筆頭・眞田焔が任務中に捕らえられる。火遁の能力を無効化された焔は奴隷商人のボスルクを通じ、ノマドと敵対関係にある土雲（つちぐも）という組織に売り払われる。焔の仲間の対魔忍・星乃深月は、ボスルクから得た情報をもとに土雲の拠点があるヨミハラを訪れ、学生時代の恩師の一人である静流や上原燐、そして学生時代の同級生である六穂と合流する。静流は土雲のリーダーである蜘蛛の貴婦人こと葛城との戦闘は避けるべきだとし、小太郎たち独立遊撃隊が陽動作戦を展開している間に、裏口から土雲のアジトに入って焔を救出するという作戦を二人に説明する。そのうえで静流から初めて隊長に抜擢された深月は戸惑うが、同じくサポート役に指名された燐から激励を受ける。
独立遊撃隊の陽動作戦が展開する中、三人は土雲のアジトから焔を救出する。葛城は一行を追いかけるが、下水道にて舞華と深月の待ち伏せ攻撃を受けて焼死する。その後、焔は意識を回復し、囚われていたほかの人間も無事救出された。また、葛城の死によって土雲が崩壊した結果、ヨミハラの勢力図に影響を与え、深月と独立遊撃隊の名は闇の勢力の間に知られるようになった。
関係者による言及
ライターのそのだまさきは2022年のブログの記事の中で、六穂が初登場シナリオの「毒も過ぎれば薬となる」にて小太郎に心を開く場面があったことから、小太郎以外の人物との関係も描きたいと思い、彼女と同じく五車学園の卒業生である深月を登場させたと振り返っている。そのだは、もし六穂が「毒も過ぎれば薬となる」での出来事を経験していなかったら、フレンドリーに接してくる深月のことを疎ましく思っていただろうと推測している。
Chapter16「忘れられた書斎」
ある日の放課後、小太郎は学園の図書室で、密かに図書子と仮名をつけていた女子生徒を見かける。小太郎は彼女に懐かしさを覚えていたものの、嫌われるのではないかという不安から話しかけようかどうか迷っていた。閉館時間が近づいたとき、小太郎は彼女の姿がないことに気づいた。
翌日、独立遊撃隊がシュヴァリエの元を訪ねようとしていたところ、きららが「卒業前に戦闘経験を積むため」と称して独立遊撃隊に同行する。東京キングダムにある彼女のアトリエに来た一行は、魔術師バルド・バルドが小太郎の身体の秘密に関する書籍を有しているという説明を受け、彼女の旧知の賞金稼ぎアンリード・ボニーを紹介される。
一行は彼の拠点がある古い教会を訪れ、その地下は空間を捻じ曲げる形で遺跡とつなげられていた。そこへ拠点のガーディアンを務めるアンデッド、ドラウグル・オーガストが操るゾンビやゴーレムナイトが一行に襲いかかり、そのすきに鹿之助と蛇子がさらわれる。ドラウグルを撃退した書斎にたどり着いた四人は、バルド・バルドの「傭兵として雇われるか、さもなくば死を」というメッセージを耳にする。小太郎が断ると答えると、ドラウグルが再び姿を現し、四人に襲いかかる。ドラウグルに圧倒されるアンリードときららだったが、小太郎は目の前にいるドラウグルが幻影であることに気づき、シュヴァリエに幻影を解除させる。これが形勢逆転となり、きららとアンリードはドラウグルを撃破する。
一行は本物の書斎にたどり着くが、どの本も小太郎には読めない言語で書かれていたため、引き続きシュヴァリエが調査を続けることとなった。シュヴァリエは回収していたドラウグルの心臓を取り出して復活させ、司書として雇う。
呪いの鏡
小太郎は、骸佐が蜂起する直前に、ふうま以外の邪眼使いである鳳朱華から情報を得ようとしていたことを突き止め、朱華に接触する。
その矢先、小太郎は、時子から蛇子と鹿之助が体育倉庫から戻ってこないため手伝いに行くよう頼まれる。二人が体育倉庫へ行くと、蛇子と鹿之助が小太郎に対してひどい言葉をかける。目の前にいる蛇子達が偽物だと判明したとき、小太郎は朱華とともに謎の鏡に吸い込まれる。
小太郎たちは鏡の中に広がる空間で、本物の蛇子達と再会する。そこへ保健医・室井ことフュルストが現れ、この鏡が「幽迷の鏡」という呪いの鏡であると同時に、研究対象を捕まえるための檻であると話す。「幽迷の鏡」はみずからの幻影を生み出すと同時に、ゆきかぜと凜子をはじめとする学園の生徒達の幻影を作り出す。形勢が不利になる中、朱華は小太郎が忍法を使えないことを知らず、彼に忍法を使ったらどうかと言い、蛇子らにたしなめられる。その後、小太郎は体育倉庫から持ち込んだラインパウダーを空中に撒き、鹿之助の静電気で吸着させる形で本体を特定したうえで、朱華の邪眼・先望眼により、高速で動く鏡を捕らえ、破壊することに成功した。
鏡の破壊に伴い、現実世界に戻った一行だが、ラインパウダーも一緒に戻ったため体育倉庫は粉まみれになる。戻ってきた時子に対し、蛇子ら3人は事実を話さず小太郎に責任を押しつけ、小太郎だけが時子に叱られる。
後日、朱華は小太郎の前に現れ、あのとき忍法を使ったらどうかと言ったお詫びとして焼きそばパンをおごる。朱華は小太郎の優秀さを認め、稲毛屋でアイスを食べようと誘う。
カンザキ食堂
センザキにある町中華の店主は、地元の料理イベントの賞金で借金を返済しようとしていたが、センザキの再開発を推し進める借金取り・加納の妨害により厨房に立てなくなる。
客の一人である女傭兵エリカ・ブラックモアは、店に対する恩から立て直しを買って出るが、彼女は料理が得意では無かったため、却って店の評判が悪くなってしまう。
そこへ、かつての常連客だったライブラリーが店を訪れ、彼女に協力を申し出る。
食通で知られる鬼族のマフィア・フランシスが率いるファミリーもイベントへの参加を表明しており、フランシスと同じ土俵に立つべく、ライブラリーらも魔界産の食材を使うことを決断する。エリカはライブラリーに店を任せた後、ヤスとともに魔界へ赴き、特A級狩猟危険食材・モンスタークラブを狩る。
そしてイベント当日、ライブラリーらはモンスタークラブを使った料理を作り、僅差で1番を取る。これに納得できない加納は、ヤクザを呼び出すという強硬手段に出るが、店はもう一人の常連客である銃兵衛の縄張りでもあり、彼の手で殺される。
Chapter17「AD2068」
小太郎は初めて当主の座についた時のことを夢で見ていた。
弾正が倒された後、政府主導の対魔忍の中心である井河忍軍がふうまの里に攻め込む。当時11歳だった次期執事の時子は、出払っていた主力級の者たちに代わって生き残りを忠臣としてまとめ上げ、燃えさかる屋敷の中から弾正の嫡男を救出し、「ふうま小太郎」の名とふうま一門の当主の座を授ける。時子たちはふうまの里からの脱出に成功するも、忠臣達は自らを犠牲にしてまで時子達を守り抜く。時子達が井河忍軍に追い詰められたそのとき、二車家の当主の嫡男・骸佐を救出していた矢車弥右衛門と八百比丘尼が駆けつける。弥右衛門らは骸佐を時子に託し、敵に向けた陽動を展開した。
弥右衛門らと別れた時子は、井河家の次期当主ながらも長老衆と対立関係にあるアサギとの交渉を決意し、小太郎と骸佐と他の生き残りの部下達を連れて、建設中の五車町へ向かう。その道中、一行は、井河家と対立関係にある甲河家の一員である朧（のちの仮面の対魔忍）から保護を申し出られるが、時子は自分の力を示した上で交渉したいとしてこれを辞退する。その後、一行は井河家の長老衆から刺客として差し向けられた鴉野魎馬に追い詰められる。魎馬が小太郎に手を出したのを見た時子の怒りは頂点に達し、邪眼・千里眼の奥義"西方龍王浄天眼"を発動させ、魎馬の操る死霊を一掃する。そこへアサギが現れ、時子を迎え入れる。
夢から覚めた小太郎は、時子に甘え、時子もそれを受け入れる。
ヨミハラ炎上
ある日、魔界の貴族アスタロトは、退屈しのぎに人間界へ遊びに行く。
小動物コンビから強者に会えるとだまされ、彼女たちが経営するステーキ屋で働いていたところ、武装難民の兄弟が店に駆け込む。彼らは末弟を奪ったノマドに対する復讐として、ノマドが作ったヨミハラを壊すことを望んでいた。当初アスタロトは彼らの頼みを聞くつもりは無かったが、強者に邪魔をされていると聞いて引き受ける。アスタロトは彼らの案内でノマドが運営する歓楽施設・グリードハウスを訪れ、ブラックの娘フェリシアを撃退する。この光景に戦慄した二人組はグリードハウスを脱出し、近くを通りかかった静流に助けを求める。
アスタロトは二人組が抜けたことを気にとめることなく、目の前にいる者たちを焼きながら施設の最上階にたどり着く。そのとき、ヨミハラ消防の大型ロボットSB-001こと炎王が彼女の前に現れる。アスタロトは、驚異的な耐火性と特殊な消火液を持つ炎王を強者とみなし、喜びを見せる。そこへ静流と二人組が現れ、戦闘中止を求める。さらに、静流から水の精霊の女王を拷問して得た涙が消火液に使われていることを指摘された炎王は意気消沈する。その様子を見たアスタロトは興味を失い、側近のウェスタと共に自らの領地に帰る。
恋と友情のハロウィンナイト
紅は小太郎からハロウィンパーティーに誘われて仮装の準備をしていたところ、仮面の対魔忍から魔物退治の依頼が寄せられる。待ち合わせ時間が迫っていたことから、紅は仮装のまま現場に急行する。
街では、生きることに対する現代人の疲労感から生まれたハロウィンの悪霊が出現しており、悪霊によって強制的にハッピーにさせられた人間たちが暴徒化していた。紅は元一般人である暴徒たちに手出しできず、悪霊に捕らえられる。
一方、同じく小太郎からパーティーに誘われていたきららも同様の指令を受け、仮装のまま現場に急行する。きららによって悪霊から救い出された紅は、二人で協力して悪霊を倒す。
その後、紅ときららは待ち合わせ相手について話すが、互いの待ち合わせの相手が同一人物であることに気づかなかった。そこへ小太郎が現れ、きららと紅は同時に声をかける。
Chapter18「アミダハラ監獄」
- 実装日：2019年10月21日、シナリオ：そのだまさき

鹿之助らは仮面の対魔忍からの依頼で、米連が生み出した人工魔族の双子の姉妹ユフィとソフィを五車町で保護するため、彼女たちと交渉する。本人たちは五車行きに同意したものの、五車町へ向かう途中で巨漢のサイボーグの襲撃を受ける。姉妹は魔界と日本政府の協定で作られた女性専用の刑務所・アミダハラ監獄に送られ、鹿之助も男の身でありながらアミダハラ監獄に収監される。
アサギから鹿之助の救出依頼を受けた小太郎は、きららの変わり身の術で彼女と入れ替わり、女囚としてアミダハラ監獄へ潜入する。一行がトサボリにて人食い武装難民の襲撃を受けていたところ、アミダハラ監獄の看守長・カウーラ率いる獄卒部隊に助けられる。アサギに買収されていたカウーラは、翌朝のボディチェックの際、きらら（小太郎）の持参品からGPS付きの歯ブラシを見つけるが、契約ということで見逃してもらう。同時に、カウーラは特殊能力を封じるという名目で、きらら（小太郎）の乳首とクリトリスの三カ所にピアスをつける。
その後、H監房に入れられたきらら（小太郎）は、女囚達のボスとして君臨していたリリムと再会し、彼女の手引きで配膳係をさせられていた鹿之助と合流する。そして、凛子はきらら（小太郎）が持ち込んだGPS付き歯ブラシの電波を頼りに、空遁の術でH監房までテレポートし、一行を救出する。
一方、きらら（小太郎）の影に潜んで監獄に潜入していた大人のさくらは、ソフィ達のいる地下監房にたどり着き、もう一本の歯ブラシを渡す。その後、大人のさくらは監房に現れたカウーラを撃退するが、監獄の所長にして二車家の元幹部・鉄華院カヲルが忍法・鎖遁の術「邪なる鎖縛」で生み出した鎖にとらわれる。その時、ソフィ達が歯ブラシのスイッチを入れ、凛子たちが地下監房に現れる。凛子たちは3人と合流し、地下監房から脱出し、双子達とともに五車町に到着する。一方、カヲルに後れを取ったことをアサギに指摘されたさくらは、罰として、双子達とリリムのお守りを命じられた。
サイボーグ探偵の事件簿
アサギのクローンの一個体（以下：クローンアサギ）は、特務機関"G"に救われ、サイボーグ化を施される。だが、彼女は彼らのやり方に反発して組織を抜け、ヨミハラにて探偵業を営み、対魔忍のふうま亜希が居候していた。
ある日ヨミハラの裏通りにて、妖魔の妊婦が殺されて胎児が抜き取られる事件が発生し、クローンアサギが調査にあたる。事務所に戻ったクローンアサギは、魔女・ミリアムから使い魔のクロをさらった犯人を探してほしいという依頼を受ける。クローンアサギは亜希たちを連れ、なじみの情報屋・月島の元を訪れる。月島は、猟奇事件の犯人が「深淵なる眠り」という邪神を崇拝するカルト教団であると説明し、クロをさらったのも彼らの仕業だと判明する。
教団のアジトへ向かったクローンアサギ達は、フード姿の少女と出会う。コミュニケーションのずれから彼女たちの間に緊張が走るが、クロが現れ、少女に助けられたと話す。ナーサラと名乗る少女は、教団が呼び出そうとしている世界の出身だが、人間界に興味を持っており、邪神を止めに来たと話す。
一行が広間にたどり着いたとき、教団の儀式によって開かれた次元の裂け目から邪神の巨大な一つ目が出現しており、周囲に居た信者達は邪神の力にあてられ異界の生物へと変化した。クローンアサギたち4人は協力して邪神を元の場所へと返す。これで一件落着かと思われたが、月島に化けていたフュルストにより、騒動の発端となった魔術書を回収されてしまう。
事務所に戻ったクローンアサギは、亜希に加え、ミリアムとナーサラまでもが居候になっていたのを見て、あきれた様子を見せる。
嵐吹く夜に月光る
秋のある日、小太郎はアスカの依頼を受け、2人で米連が五車町近隣の山奥に隠した兵器の入ったコンテナを見張る。コンテナの中には、兵器アルテミスの制御ユニットとして生み出された半人工生命体の少女、A-66・ルーナが入っており、小太郎をマスターとして認める。その後、中華連合系の組織の依頼を受けてコンテナに隠れていた魔蛭が姿を現す。魔蛭はコンテナから川に飛び込み、水でこしらえた肉体をまとって小太郎達に襲いかかる。ルーナとアスカの共闘によって水の肉体から引き離された魔蛭は、満身創痍となりながらも草むらへ逃げ込むが、現れた仮面の対魔忍に踏みつぶされて息絶える。二人から事情を聞いた仮面の対魔忍は、ルーナが魔界技術の否定派によって生み出された半人工生命体であることと、彼女が生み出されるまでの間に65人の人間が犠牲となったことなどを明かす。
その後、ルーナはアルテミスと共に米連の輸送部隊に無事引き渡された。
Chapter19「五車に潜む悪」
- 実装日：2019年11月20日、

五車学園の風紀隊は、井河一門の上忍である浅井一家が殺された事件を捜査する中で、過去10年間で犠牲者達が事故や失踪として処理されてきた事を突き止めるが、さらなる進展が見られずにいた。風紀隊のリーダーである三年生の穂稀なおは、アミダハラ監獄から帰還した小太郎に接触し、五車学園内で起きている殺人事件の捜査に協力するよう要請する。 翌日、なおは模擬戦闘を通じて小太郎の実力を測ったうえで、小太郎を無理矢理風紀隊に加入させる。風紀隊の隊員の一人として蛇子がいることに小太郎は驚くが、蛇子は学級委員は自動的に風紀隊に入隊すると説明する。
なお達三人と、なおの親友でもある死々村 孤路を加えた一行が浅井邸に到着したところ、泥遁の術で作られた泥人形に襲われる。泥人形を撃退した後、孤路は、忍法・魂遁の術で家の中で見つけたミサンガが犠牲者と他の一人の髪の毛で出来ていたことを突き止め、さらに「山畔」（やまくろ）という単語を読み取る。風紀隊OGでもある佐那から「山畔」が弾正の反乱に巻き込まれて死んだ人物であることが判明する。
また、この人物は五車学園の用務員・沼津彦四郎の叔父であり、廃屋となった山畔邸に来た小太郎たちを叔父の仇として待ち受けるが、五車学園の教諭・斉藤半次郎によって暗殺される。半次郎の姿に気づかなかった小太郎たちが廃屋から引き上げようとする中、孤路はライブラリーの娘・佐郷鶴の足が入った包みを見つける。
降ったと思えば土砂降り
- 実装日：2019年11月30日、シナリオ：そのだまさき

ある日、アスカは米連のドローンを回収する際、不用意に対魔超粒子砲を放ってしまう。その結果、彼女が使用していた戦闘用の義肢はメンテナンス行きとなり、日常生活用の義肢の使用を余儀なくされる。DSOでメンテナンスを受ける間、アスカは仲間たちと相談して仮面の対魔忍の誕生日プレゼントを贈ることを提案する。
後日、アスカは空港で仮面の対魔忍へのプレゼントを買う。一方、謎のサイボーグ・山田太郎はイングリッドの盗撮写真の入ったメモリーカードをリーナに渡そうとするが、間違ってアスカに渡してしまう。その後、このデータを狙ってサイボーグたちが空港を襲い、アスカとリーナは二人で応戦するも、この空港に来ていた対魔忍の黒田巴の誤解により事態はさらに悪化する。山田によって誤解の解けた巴はアスカとリーナのいる滑走路へと向かうが、サイボーグ殺しを悲願とする悪僧・千住院弁慶が立ちはだかる。弁慶はアスカ達三人を相手に有利な戦いを見せるが山田の加勢によって敗北する。その後、メモリーカードはリーナの手に渡り、そのコピーを手に帰宅したアスカは、騒ぎを知った仮面の対魔忍から叱られる。
開発スタッフによる言及
シナリオ担当者のそのだまさきによると、もともと本エピソードはアスカとリーナを中心としたストック用のシナリオであり、プロットができた段階で黒田巴を報酬ユニットとしたシナリオの注文があったため、巴をわき役に据えた。同様の理由から、物語の終盤でアスカとリーナが対決する相手は「レディ・スマッシャー」（粉砕屋）という女サイボーグから、生身で戦う怪人・千住院弁慶に変更された。
聖夜の花と危険なオモチャ
- 実装日：2019年12月16日、

クリスマスが近づく中、まえさき市では魂が抜けたように人が急に動かなくなるという事象が頻発していた。アサギから指示を受けた静流は被害者たちが人気おもちゃ「モンスター☆ボックス」（以下：モンバコ）の偽造品を購入していたことを突き止める。
同時期、若いさくらはモンバコの在庫がまえさき市内のおもちゃ屋にあることを知り、小太郎から購入資金を借りる。翌日、独立遊撃隊はアサギから先の事件の捜査を命じられるが、3人の護衛として同行していた大人のさくらは予約していたモンバコを受け取りにおもちゃ屋へ行ってしまう。
だが、モンバコは既に若いさくらが受け取った後であり、大人のさくらは店から二重取りを疑われる。小太郎の案内で店に潜入した静流は店員を口車に乗せ、偽造品（「子機」）が吸い取った魂を集めた「親機」を手に入れる。店に戻ってきた元締めともみ合う中で「親機」の蓋が開き、被害者の魂で構成された魔物が中から飛び出すが、静流が無力化させたうえで回収する。店員は混乱に乗じて増援を呼ぶも、店内に潜んでいた若いさくらの活躍により全滅させられ、事件は一件落着となる。
早くこいこいお正月
- 実装日：2019年12月31日、ライター：そのだまさき[42]

大晦日、仲間たちとともにカウントダウンイベントに参加するために御車神社を訪れた小太郎は、リリスとベリリクに再会する。
同じころ、猫たちはねずみに騙されて十二支になれなかった恨みから、神社にて猫の魔神・バステトを異界から召喚し、力づくで子年を猫年にしようとする。それを知った十二支の神獣たちは、混乱を食い止めるために時間を停止させる。また、ジュノ―も花嫁たちを召喚して応戦するものの、六月の女神である彼女は十分に力を発揮できなかった。体内に残留していた神獣・清麻呂のパワーによって姿が清麻呂になってしまった小太郎は、ベリリクのサポートにより時間停止の影響を受けなかったリリスとともに、バステトに立ち向かう。
結局、小太郎は「ベトナムには猫年がある」ということをバステトに教え、ゆきかぜからもらった高級サーモンを渡す。満足したバステトはその場を去り、時間は再び動き出した。
開発スタッフによる言及
そのだは自身のブログの中で、物語の中身はお任せだったが、シナリオ制作を発注された時点で、報酬ユニットの「【初詣の魔女】リリス」がすでにできていたことから、ユニットのデザインのモチーフである巫女から連想する形で神社で行われるカウントダウンイベントを題材にしたと話している。また、ねずみ年にちなんで、昔話をモチーフとした猫の魔神バステトを登場させ、その関連でクラクルをはじめとする猫耳キャラクターが登場した。
他者言及
TGSmartのライター・ゴブリンXは、このシナリオにおける、クリアたちに対するゆきかぜの態度から優し気なイメージを持つ不知火の面影を感じると述べている。

## あらすじ（2020年実装分）
ふうま天音と秘密の館
- 実装日：2020年1月15日[70]

正月、小太郎の家に一族が集まり、宴会が開かれていた。
その夜、ふうま天音はライブラリーの傍らで、五車に所属するきっかけとなった4年前の出来事について語る。
弾正の没後、天音は彼の理想を貫くため、ふうま抜け忍衆の一員として米連に渡った。
ところが、ふうま抜け忍衆の頭目となった鉄華院卍鉄が抜け忍衆を私兵として利用するなどしてきたため、嫌気がさした天音は抜け忍衆を脱退する。
抜け忍衆の刺客に追われた天音は弾正の別邸へ逃げ込み、若き日の小太郎と再会を果たす。天音はすぐに別邸を出るが、小太郎は彼女を見捨てきれず、知恵と戦術で援護する。二人は協力して抜け忍衆を退けるが、次いで現れた卍鉄も撃破する。そして、抜け忍衆に加わらなかった佐郷文庫（後のライブラリー）が現れ、卍鉄にとどめを刺す。
Chapter20「斉藤半次郎」
沼津を殺した半次郎は、その背後にいた内調から刺客・井河影臣を差し向けられる。2人の戦いは、市街地を巻き込んだ殺し合いへと発展する。半次郎は影臣を仕留め、内調と同盟を結ぶことを宣言する。帰宅した半次郎は、自宅の地下に冷凍保存した死体のうちの一体に話しかける。
ファイヤー&ペーパー
- 実装日：2020年1月31日[72]、シナリオ：そのだまさき[73]

ある日、シュヴァリエはバルド・バルドの蔵書から、「バルド・バルドの蔵書目録」という題名の書物を見つける。本を調べた結果、開いた者を中に引きずり込む罠が仕掛けられていることが判明したため、シュヴァリエは小太郎に中身を調べさせることを思いつき、紙に関する能力を持つ者と、本を燃やすことのできる者を連れてくるよう依頼する。
後日、小太郎は学園の図書館で出会った「紙気（しき）使い」の対魔忍・七瀬舞と、焔を連れ、シュヴァリエの元を訪れる。
三人はシュヴァリエから位置探索兼通信用の魔法をかけたしおりを渡され、本の中へと入るが、紙のガーゴイルに襲われる。焔の炎が使えない上、舞の忍法がガーゴイルに効かずピンチに陥るなか、ガーゴイルたちは合体して巨大な紙の悪魔となる。
舞の持参した紙に忍法が有効であることに気づいた小太郎は、舞と焔に協力して火をおこさせる。これによりシュヴァリエが外部から介入することができるようになり、本調子を取り戻した二人は紙の悪魔を退治し、小太郎とともに帰還する。
開発スタッフによる言及
シナリオ担当者のそのだまさきによると、真田焔が報酬キャラクターであることと、七瀬舞の登場が確定していて、内容はお任せだったとされている。これまでのシナリオでは焔はわき役程度だったため、見せ場を与えたいと考える中、対照的な舞と任務を通じて親しくなるストーリーを考えたとそのだは振り返っている。
やっぱり対魔忍のバレンタインは厳しい
ある日、ミナサキは人間に対して依存性のある麻薬チョコレートによる金儲けを思い立ち、ミリアムをけしかけて作らせる。ところが、ミリアムは魔界カカオと間違えて間違えて魔界マタタビをチョコに入れてしまう。乱入してきたケットシーのメルシーがこれを食べて倒れこんだのを見たミナサキは、ミリアムに内緒でマタタビチョコレートを猫系魔族や愛猫家たちに売りつける。その結果、中毒に陥った猫たちが普通のチョコレートまで奪うようになり、ヨミハラでは猫たちが駆除対象にされてしまう。
メルシーたちは依存症に苦しみながらも、小太郎たちの助けを求めて五車町を訪れる。解毒剤の材料が魔界原産のネコビタマ草の根であることが判明し、小太郎は自生地である学園の裏山へ一行を案内する。一行はネコビタマ草の反撃にあいながらも、なんとか根っこを採取する。その後、一行はネコビタマ草入りのチョコを作り、メルシーたちに食べさせて正気に戻す。
Chapter21「魔科医・桐生美琴」
フリーの暗殺者である元対魔忍のユーリは、見た相手を魅了させる邪眼を武器としていた。だが、酷使による負担に悩んでおり、魔科医を探してヨミハラを訪れたところ、銃兵衛と出会い、護衛を頼まれる。
銃兵衛はユーリを連れて"G"と淫魔族との共同研究施設に行き、4つの新興勢力（"G"、淫魔族、アミダハラ監獄、センザキギャング）の同盟を目的とした会合に参加するも、開始早々同盟を拒否する。主催者である"G"のサイボーグ・ジレーネは激怒するも、他の参加者からは相手にされず、会合はお開きとなる。同じころ、クローンアサギ一行は、協力関係にある魔科医・桐生美琴とともに、この施設の地下に保管されていた物資を盗み出す。
その後、ユーリと銃兵衛は、会合に同席していたカヲルとともに酒場を訪れ、その場にいたクローンアサギ一行を通じて美琴と出会う。
期末試験とうさぎの対魔忍
春先、ワーウルフの妹分であるワータイガーのトラジローは、兄貴分が蛇子にうつつを抜かすのを見て愛想を抜かして家出したところ、テロを企てていた淫魔族の広域魔薬密売グループに捕らえられて洗脳される。
同じころ、五車学園では期末試験の一環として、即席チームによる密売グループの摘発任務が行われていた。小太郎は、まりと舞、そしてウサギの獣化忍である望月卯奈とともに、グループから魔薬の運搬業務を請け負っていたブラックマフラー団のアジトに侵入する。ところが、押収したスーツケースの中には発信機が入っており、グループから賞金を懸けられた一行は追われる身となる。一行はワーウルフに匿われるも、トラジローの襲撃を受けて散り散りとなる。試験監督として蛇子らのチームに同行していたアサギは小太郎からの連絡を受け、トラジローを撃退する。ワーウルフからもらった薬によってトラジローは正気を取り戻す。
そに子、対魔忍になりまうs♪
- 実装日：2020年3月16日[78]、ライター：そのだまさき[79]

ある日、マルチタレントのすーぱーそに子が「一日対魔忍」として五車学園を訪れる。
その後、遊園地のヒーローショーにてそに子がゲストとして出演することになり、小太郎もアドバイザー兼怪人役の俳優として参加する。ところが、園内で稼働していたマスコットロボット「くまったん」が一斉に暴走してショーに乱入する。小太郎は応援に来ていたゆきかぜたちと協力し、観客たちにトラブルが発生していることを悟られぬよう、ショーの演出に絡めて対応する。
開発スタッフによる言及
本シナリオには、ニトロプラスのマスコットキャラクター・すーぱーそに子がゲストキャラクターとして登場しており、ニトロプラスがシナリオの監修を務めた。シナリオ担当者のそのだは、自分が把握している限りで自由に考えた後、ニトロプラスに直してもらうという手法がとられたとブログの中で説明している。ニトロプラス側からは「ユニットとしてのそに子の回想シナリオと関連を持たせる」「そに子を戦わせないこと」という条件出された。そのだは後者の条件から、そに子たちが出演しているヒーローショーで本物の敵が出てくるというシチュエーションを作り上げた。また、シナリオ冒頭のそに子と小太郎のやり取りは『そにアニ -SUPER SONICO THE ANIMATION-』の第3話「そに子、沖縄に行く」をもとにしている。
他者言及
電撃オンラインのそみんは、「……個人的には“遊園地で対魔忍ショー”が地味にツボ。息子と一緒に応援に行ってもよいんでしょうか!?」と述べている。
TGSmartのゴブリンXは、本シナリオにおいて、そに子が一日対魔忍として登場したり、対魔忍を題材とした番組が国営放送で放送されている点からプロパガンダの一種と考えればごく当たり前の施策だと述べつつも、ショーの一環として処理しなければならない点から「対魔忍の存在は隠していないが、人間離れした能力を隠しているのかもしれない」と推測している。
Chapter22「奪われた石切兼光」
- シナリオ：そのだまさき[81]

逸刀流を破門された剣士・村雲源之助は、病に苦しみつつも、かつての妹弟子である凛子と勝負することを望む。彼はアミダハラ一とされる魔術師ノイ・イーズレーンのもとを訪れ、自分の身体を魔性に作り替えるよう依頼をするが、断られる。
その後、凛子は研ぎ師に愛刀・石切兼光を預けた際、源之助が愛用する妖刀・落椿村正を託される。彼女が去った後、源之助はその場にあった石切兼光で研ぎ師とその関係者を殺害し、五車に帰る途中の凛子に単独でアミダハラに来るよう言いつける。
凛子は逸刀流の剣士として解決したいと考え、アサギに内緒でアミダハラへ向かう。一方、アサギは凛子の後輩で同じく逸刀流の剣士でもある自斎に確保を命じる。
凛子は護衛として同行していた少女・音無美樹とともに魔女剣客アンネローゼ・ヴァジュラの元を訪れるも不在だったため、代わりにノイの元を訪れる。ノイの店に現れた魔物たちを凛子が撃退したところ、午前0時に阿弥陀城へ来いというメッセージが残る。一方、源之助はバルド・バルドに頼んで自らの身体を魔性に作り替えてもらう。
午前0時、アンネローゼの手引きで阿弥陀城に来た自斎は、凛子に出会う。そこへ、源之助の恋人である陽炎が現れ、嫉妬のあまり凛子に襲い掛かる。戦意を喪失した陽炎を自斎に預けると、凛子は源之助のいる阿弥陀城の墓場へと向かう。源之助は破門の原因となった禁断の忍法・死霊傀儡に加え、彼女から取り返した落椿村正と石切兼光との二刀流で襲い掛かる。だが、凛子が空間転移の泡で作り上げた刀によって切り払われたことにより消滅する。そして、石切兼光は凛子の手に戻り、落椿村正は陽炎に託された。
開発スタッフによる言及
本シナリオはそのだが「アミダハラ監獄」の執筆後に用意したストック用のシナリオを基にしており、発注の際には登場人物などの指定がなかったため、自分の好きなようにしたと自身のブログの中で振り返っている。凜子を出したのは、前述の「アミダハラ監獄」などでは切り札として登場していたとはいえ、本作では出番が少ないうえ、ファンから抱かれてた「頭の悪いキャラクター」というイメージを払しょくしたいという思いがあったとそのだは振り返っている。同門同士の争いや愛用の武器が使えなくなる展開はありがちなので、彩りを出すために自身が過去に手掛けた『鋼鉄の魔女アンネローゼ』のキャラクターを出したとそのだは説明している。ただし、原作の主要キャラクターであるアンネローゼは強い上に目立つため、本シナリオではわき役に置かれている。また、同作の悪役であるバルド・バルドは「忘れられた書斎」にて先行で登場していたため、不死者の心臓を用いた肉体改造というアイデアを応用できたとそのだは振り返っている。
シナリオの主要キャラクターのうち、村雲源之助と陽炎は『甲賀忍法帖』およびそのアニメ版『バジリスク 〜甲賀忍法帖〜』に由来する。
紅が五車にやってきた
- 実装日：2020年3月31日、シナリオ：里見ヨシカ[83]

弾正の反乱の後、アサギはふうまの残党や遺児たちを五車で受け入れるという決定を下す。だが、政治的な思惑により、心願寺家は反乱に加担したとして五車入りを禁じられる。反乱における心願寺家のかかわりは薄く、アサギの反発もあったが、紅の祖父にして心願寺家当主だった幻庵はこれを受け入れ、一族とともに五車を去る。
一方、心願寺家の下忍である篝は、火遁の術のおかげで反乱を生き残ったものの、記録上死亡したことになっていた。自由の身となった彼女は、手始めにヨミハラの魔科医に頼んで低級妖魔の細胞を移植する。そして、敬愛する紅を追放したアサギへの復讐を果たすべく、生徒に扮して五車学園に忍び込む。ところが、身体から漏れ出た妖気により存在を感づかれてしまい、休学中の紅をおとりとした捕獲作戦が展開される。そして、篝は紅に近づこうとしたところを、小太郎とあやめに見つかり捕らえられる。紅は篝を諭したうえで自分のそばにいることを許す一方、祖父の誓約を理由に五車学園への復学を辞退する。
五車学生新聞オンライン
- 実装日：2020年4月1日[85]

五車学園の新聞部は来週発刊予定の4月1日号に向けて準備を進めていたが、全員風邪をこじらせたため、まりが呼ばれる。新聞制作の経験がない彼女は方々に取材するが、取材先からの冗談を真に受けることもあり、でたらめな紙面が出来上がる。
魔界騎士と次元の悪魔
- シナリオ：そのだまさき[86]

ある日、ヨミハラの最北に位置するノマドの拠点・闇の宮殿にて地震が発生し、異世界とつながる。宮殿を管轄するイングリッドは、リーナや魔術師のエレーナをはじめとする部下たちとともに探索に当たる。その結果、異世界からあふれ出た呪いにより、探索の参加者を含むヨミハラの住人たちが熱病に倒れる。そして、イングリッドの遠戚であるドロレスも感染するが、呪いを操るという自身の能力から熱病の正体が呪いであることを突き止め、イングリッドに知らせる。
一方、ダークエルフのナドラも自らの右目である魔眼によって熱病の原因を特定し、知り合いのアルフォンスを通じて、ヨミハラを訪れた大人のさくらに協力を要請する。
大人のさくらは、すでに異世界に来ていたイングリッドと共闘し、呪いの発信源である化けクラゲ、メ・デューズを撃破する。これにより呪いは解け、ヨミハラの住人たちは熱病から解放された。
開発スタッフによる言及
そのだへの発注内容は「ノマドを主題とすること」、「イングリッドの新しいフォームを出すこと」、「大人のさくらと共闘すること」が条件として提示されていた。
本シナリオでは、初めて敵方に焦点があてられることから、今までイベントクエストに登場しなかった者たちが登場したり、ボスも変化したりと様々な趣向が凝らされている。
大人のさくらとの共闘という条件を満たすため、謎の天変地異によってヨミハラやイングリッドの仲間たちが窮地に立たされるという設定が組まれた。ただし、序盤からいきなり天変地異を起こすのは不自然であるため、イングリッドがラスボスの偽物を倒したことで本当の危機に陥るという導入となった。
そのだは自身のブログの中で、イングリッド以外のノマド関係者を登場させるのには苦労したと振り返っている。物語の根幹にかかわるブラックや、イングリッドと別段仲が良いわけではない朧やフュルスト、フェリシアは候補から外された一方、小心者のエレーナや、イングリッドの遠戚であるドロレス、そして腹心のリーナは採用された。また、ユーリヤは複雑な設定から話の本筋ではなく、エピローグでの登場となった。
Chapter23「御車の祭殿」
内調と同盟を結んだ半次郎は、舟子からある依頼を受ける。
その数日後、小太郎は図書室で沼津を殺した犯人について調べていたところ、図書子から危険を知らされる。孤路が差し入れに来た直後、図書室で爆発と停電が起き、館内に閉じ込められてしまう。さらに、2人は斉藤が操る図書委員や怪物に襲われるが、図書子こと天宮紫水が現れ、彼女の用いる波遁の術により危機を乗り越える。紫水は小太郎の魂の中だけの存在であり、彼以外の人物には認知できなかったものの、孤路が用いる魂遁の術最終奥義・二魂同体によって身体の主導権を一時的に貸借する形で実体化する。
先の爆発で、図書館の地下は御車神社の祭神である摩利支天ことウシャスの祭壇とつながり、祭壇のガーディアンであるエオスの封印が解かれる。彼女はウシャスの加護により生命エネルギーを操る能力を有していることから、同様の術を使う紫水が応戦した。エオスが背後から紫水を攻撃しようとしたその時、小太郎が紫水をかばって重傷を負う。その時、小太郎の右目が開き、そこからあふれた闇の刃がエオスを切り刻む。
小太郎とともに帰還した紫水は波遁の術で斉藤を追い詰めるが、救出に来た紫たちにまぎれる形で逃げられてしまう。
不死の兵士
- シナリオ：そのだまさき[88]

米連の軍人であるハンス・エドワルド・ヴィクター大佐は、かつて超人兵士の開発で成果を上げていたが、軍事開発の主流が魔界技術の研究に移り、勢いをなくす。彼は失意のうちに軍を去り、米連向けの軍事用薬物を製造している製薬会社アーカムバイオの顧問の座に就く。
70歳も過ぎたある日、彼は内調の協力を得、悲願である不死の兵士の実現に向け違法な人体実験を進める。また、彼はもう一つの悲願である若返りを果たすが、その副作用によって精神に変調をきたし、孤児たちを誘拐して不死の私兵団を創ろうとする。これを重く見た内調は、方々に垂れ込み、彼の始末を図る。
情報を受け取った新米対魔忍・仲森奈々華は、アーカムバイオに突入したところを捕らえられる。大佐は彼女の高い耐久力と回復力に目を付け、彼女の血液を自らに注入して身体強化を図る。
奈々華は同じ施設に潜入したアイナに助けられ、二人で大佐と対決するも、彼の再生力の高さに苦戦する。孤児たちの入ったカプセルを見せられたアイナは、怒りのあまり我を忘れ、大佐の再生能力の限度を超えるほど執拗な攻撃を浴びせる。
開発スタッフによる言及
主役のアイナと奈々華をしっかりと描写するため、基本的に彼女たちだけで物語が進む構成がとられた。これまでのアイナのユニットは季節イベントをモチーフとしていたのに対し、今回は普段着での登場だったことから、武器をパワーアップする内容にしたとそのだは述べている。
ストーリーの要件に超人属性のラスボスを登場させることが含まれていたため、二人が対決する相手としてヴィクター大佐という人間の男性を登場させた。魔物ハンターを生業とするアイナにとっては異色の相手ではあるものの、彼女の行動理由は孤児院育ちという生い立ちと関連付けられた。
他者言及
ゴブリンXはTGSmartのプレイレポートの中で、本エピソードはさっくり読めるシンプルな内容だと評価している。また、ゴブリンXは、対魔忍（組織のしがらみにとらわれやすい個人）の視点で描かれることが多い中で、私情で動くアイナの視点で描かれるのは珍しいと述べている。
アンブローズ 美しき刺客
リリムはソフィとユフィとともに遊ぶうちに五車の領域を離れてしまい、連れ戻しに来たサキュバスのミレイユと高位淫魔のアンブローズに出くわす。
ソフィの通報を受けて独立遊撃隊が駆けつけるが、小太郎たちがそれぞれ翻弄される中、アンブローズは鹿之助の攻撃によって倒れる。鹿之助が女だと思っていたアンブローズは驚愕するも、男であることを知ると負けを認め、ミレイユを連れて五車を去る。
Chapter24「センザキ・アンダーグラウンド」
銃兵衛は、センザキの港湾地区で相次ぐ浮浪児の失踪事件事件に港湾地区のボスであるカール・クローゼットが関係していると考え、事件の調査を紅に依頼する。
紅はカールが誘拐した浮浪児を改造兵士の素体として"G"に引き渡していたことを突き止め、港に停泊している"G"の研究船・エスペランサ号へ向かう。一方、同じ事件を調べていたエリカとヤスは、カールの娘ミランダに出会う。3人はエスペランサ号に乗り込み、合流した紅と協力して浮浪児たちを救出する。さらに、紅とエリカは共闘して、エスペランサ号の責任者シルバースカルを撃破する。
紅とともに帰還したエリカは、ヤスからミランダが帰ったことを伝えられる。二人の話を聞いていた紅は、入手した記録にはミランダが1週間前に死亡したことになっていたことを話す。
後日、銃兵衛の尋問を受けていたカールが何者かによって暗殺される。その際、銃兵衛の目は、突き付けた苦無が歪んでカールを貫いてから元に戻る瞬間を捉えていた。また、内調を訪れたミランダと舟子たちの会話から、卍鉄がミランダの身体を義体として利用していることが示唆される。
ジューンブライド・アゲイン
- シナリオ：そのだまさき[92]

ドクター・サイクロプスは、想い人と結ばれたいという執念から、新しい婚姻の女神を作りだすべくジュノを監禁する。ジュノはアンジェと小太郎に助けを求めるが、彼女の力はゆきかぜにも届いてしまう。ウェディングドレス姿にされたゆきかぜはこのまま登校し、鹿之助をはじめとする学園中の男子生徒たちに言い寄られる。一方、小太郎もまりをはじめとする女子生徒たちから殺意を向けられる。ゆきかぜが小太郎と出会った瞬間、二人はジュノが監禁されている古代遺跡まで転送される。
二人はドクター・サイクロプスに雇われたミナサキを捕らえ、彼の元まで案内させる。さらに、ジュノの力を受け取ったアンジェも加勢するが、ドクター・サイクロプスは自分で用意した魔法陣ギャラルホルンに取り込まれてしまう。小太郎たち3人は婚姻の誓い真似事をし、ジュノの力で事態を解決する。
開発スタッフによる言及
本エピソードは『ジューンブライド狂想曲』の「また来年」を受けて制作したと、シナリオ担当者のそのだまさきは自身のブログの中で説明している。物語自体は、次回のジューンブライドシナリオが行われるか否か確定する前から練られており、この時点から「主人公がジュノを助けに行くこと」と「敵はマッドサイエンティストであること」が決まっており、科学属性のボスキャラクターを用意せよと発注を受けたことから、ストーリーの骨子がすぐにできたとそのだは振り返っている。このエピソードに合わせて、3人のキャラクターがユニットとして実装されていたが、SRユニットのゆきかぜのみを登場させることとなった。
勇者（エインフェリア）の憂鬱
- シナリオ：そのだまさき[94]

魔界の雪原に住まう、女だけで構成された高位鬼族・鬼神乙女（ワルキューレ）は、強い男を求める点ではほかの鬼族の女と変わらなかったが、各々が強力な存在であるためなかなか結婚できず、少子化にあえいでいた。
ある日、彼女らが神として崇拝する天帝より「次の勇者（エインフェリア）はふうま小太郎」という神託が下り、自分たちよりも弱い人間を勇者として迎え入れるべきか意見が分かれる。鬼神乙女の一人であるブリュンヒルドの提案により、小太郎に会いに行くこととなった。
一方、小太郎はDSOの管轄下の無人島にて、アスカと奈々華、そしてアスカの仲間の軍人ドナ・バロウズの4人で演習をしていた。一同が休憩していたところ、鬼神乙女たちが押しかけてくる。ドナを連れて彼女たちから逃げた小太郎は、洞窟で会ったブリュンヒルドから事情を聞く。その後、鬼神乙女たちは小太郎を勇者として認めるが、彼の意思を尊重するとして、人間界から引き上げる。
Chapter25「闇を疾る者」
二車忍軍が龍門の縄張りを乗っ取って以来、東京キングダムでは勢力争いが続いていた。娼館嫌いの骸佐に代わり、権左が代わりにサポートしていたものの、娼館などを中心に、二車忍軍に対する不満を持つものも少なくなかった。ある日、娼館の経営者・愛園は、龍門の元幹部である竜人（ドラゴニュート）・弩竜の手引きで、二車忍軍の収入源である闇カジノグループ・大博徒のボスを殺す。さらに、弩竜は尚之助を買収して、他の二車幹部らを抹殺させようとする。だが、弩竜のたくらみは骸佐たちに見抜かれており、尚之助は他の二車幹部を殺したふりをして、愛園を抹殺する。
その後、尚之助は弩竜に愛園の首を提出し、残りの幹部らは弩竜のアジトを制圧する。弩竜は竜人の姿に変身するが、骸佐は、殺された者たちの怨念を愛刀・猪助に取り込む新技「夜叉髑髏・累（かさね）」を用いて、弩竜を切りつける。だが骸佐は、弩竜にとどめを刺すのではなく、配下に加わるよう命じる。
それから半年後、東京キングダムの勢力は骸佐率いる二車忍軍、ワーウルフ率いる獣王会、マダム・ペルソナこと仮面の対魔忍、鬼族たちで構成された鬼武衆、フュルストの部下であるニールセンが率いる沙無羅威の5つに絞られ、これらは五強と呼ばれた。そして、骸佐は護衛となった弩竜とともに、五強の会合に参加する。
渚の魔女と小さな騎士
ある日、関東のリゾート地でサーフショップを経営するタツヤは近くの洞窟の中に生じた魔界の門からあふれる瘴気を浴びてしまい、精神と肉体に変調をきたす。
それからして、独立遊撃隊がシュヴァリエらとともにその洞窟に調査へ向かうが、鹿之助は車酔いしたためホテルで待機する。一方、小太郎の同級生である磯咲伊紀は、片思いの相手である小太郎を追ってビーチを訪れ、忘却効果のある媚薬をジュースに入れる。ところが、目を離したすきに、同じ洞窟の調査のためビーチに来ていた不知火がそれを飲んでしまう。記憶喪失になった彼女は、タツヤたちに絡まれていたところを、ホテルから出てきた鹿之助に助けられる。鹿之助は不知火の変貌ぶりに戸惑いつつも、彼女との距離を縮める。一方、タツヤは魔界の瘴気によって豹変し、鹿之助らに追いついた時には肉塊のような姿になっていた。不知火を追って来た伊紀とともに鹿之助はタツヤに立ち向かうが、悪戦苦闘する。鹿之助の奮闘を見ていた不知火は、楽しい時間は終わりだと悟り、自力で媚薬の効果を打ち消し、タツヤを戦闘不能にする。そして、鹿之助や伊紀を含む周囲の人間たちの記憶を消した後、部下の淫魔たちを連れ、ビーチを去る。
怒れる猫と水着のお姉さま
- ライター：そのだまさき[99]

夏休み、金に困った小太郎は若いさくらとともに海の家へアルバイトへ行き、様々な騒動に巻き込まれる。一方、時子は二人を心配して海水浴場まで来ており、彼らを見守りつつも、近寄るナンパ男たちを撃退する。さらにそのころ、ヨミハラからライフセーバーのアルバイトに来ていた猫の獣人・クラクルは、一連の騒動に居合わせていた小太郎たちがその元凶だと判断し、仲間とともに襲い掛かる。そこへ、時子がナンパ男たちに追い掛けられる形で小太郎たちの前に現れる。クラクルたちがナンパ男たちを追いまわしている隙に、小太郎とさくらは海の家へ戻る。
開発スタッフによる言及
本エピソードの登場人物は、イベントに合わせて実装されたキャラクターと、これまでの水着イベントに登場していないキャラクターを中心に選定された。直前のレイドイベント「渚の魔女と小さな騎士」とは制作時期が近かったことから、このイベントに合わせて実装されたキャラクターは外されたほか、時子を狙うナンパ男のキャラクターも、同エピソードに登場したタツヤ先輩との重複を避けるため、既存の雑魚ユニットをもとにしたファンキービーストとして登場した。また、「そに子、対魔忍になりまうｓ♪」でユニットが実装されながらもエピソードへの登場が見送られたリーナもラップ大会の参加者として登場している。当初そのだは1、2フレーズ程度あればよいかと考えていたが、シナリオ検討の際に本格的なラップを入れてほしいと言われ、実際のゲームではリーナ役の烏丸そらによるラップが流れるという演出がとられた。
Chapter26「善悪の彼岸」
五車町で起きた連続殺人事件を追っていた小太郎、蛇子、なお、孤路の4人は半次郎の家に忍び込むが、斉藤家の御庭番・咲志乃の用いる夢遁の術によって彼女の夢の中へ囚われる。直前に一行と会っていたきららは、好奇心から彼らの後をつけて斉藤邸に侵入する。そして、彼女は咲志乃の夢の中に入り、咲志乃との会話で半次郎が犯人であることを明らかにした。きららの機転により一行は夢から抜け出し、咲志乃を撃退する。地下室で半次郎と対峙した一行は、四肢を失った状態で無理やり生かされている状態の鶴を見つける。半次郎が一行にとどめを刺そうとしたその時、彼の身体の中にいた双子の弟・斉三が兄に反抗して爆遁の術の使用を拒否したため、不利に立たされる。きららの術によって半次郎が絶命した後、彼の遺体から半三が姿を現し、その場を去る。
そのころ、内閣情報調査局のサイボーグ部隊が五車町に入り「ターゲット」と合流する。また、同行していたナイトウの口から、ミランダとメイジャーが内調についたことが判明する。
マスターと補習といいね
夏の登校日、小太郎は静流の元で補習を受け、ルーナもスパイの訓練ということで補習に参加する。
二人は、静流の引率で学園の地下にあるVR訓練施設を応用したバーチャル・ショッピングモールを訪れる。
ルーナがコーディネートをSNSに投稿したところ、多数のいいねが付き、それに引き寄せられる形でネットのお化けデザイアが姿を現す。蛇子からデザイアが人気ユーザを襲うことを聞かされていたことに加え、静流から褒美として単位を出された小太郎は、ルーナとともにデザイアに立ち向かう。
その後、デザイアの正体が自動で「いいね」をつけるbotであり、SNSを通じて嫉妬心を学んだ結果、人気ユーザのアカウントを襲うようになったことが判明する。
ヨミハラ大納涼祭
ヨミハラの町内会長の座に納まった静流は、気晴らしとして夏祭りを開くことを計画する。
一方、オリジナルのアサギからクローンアサギの抹殺を命じられた亜希は、説得の末、正義の心を証明できれば猶予してもらえることになった。
そして、ヨミハラが夏祭りでにぎわう中、亜希はクローンアサギを試し、正義の心があることを確認する。
それから1週間後、別の任務を帯びた亜希は再びクローンアサギの元に戻る。
Chapter27「コーデリアのふたり姫」
- ライター：そのだまさき[104]

ある日、小太郎は訓練の一環として、仮想現実を利用したシミュレーターの実験に参加する。
気が付くと、彼は天王星の衛星コーデリア上の都市国家の姫君アリシアによって、彼女の従妹にして次期大公のマヤの従者に任命されていた。従者として3日間、2人と行動を共にしたところで、彼は現実世界に帰還する。その際、アサギからシミュレーターが故障していたことを告げられる。
開発スタッフによる言及
本シナリオは『監獄戦艦2』のシナリオを手掛けたそのだまさきが担当しており、「ふうま小太郎が『監獄戦艦2』の世界で様々なことを体験するが、帰ってきたときはその体験が夢か現実かわからなくなる」というストーリー構成で発注を受けたとブログの中で明かしている。原作である『監獄戦艦2』は凌辱や洗脳のシーンが大半を占める一方、彼女たちの日常生活についての描写が皆無だったことから、エピソードの時系列が原作よりも前であることを利用する形で、『監獄戦艦2』のキャラクターに新たな設定が追加された。また、本編への影響を小さくするため、小太郎が仮想現実シミュレーターを通じて『監獄戦艦2』の世界に行く、という導入部が作られた。
他者言及
ゴブリンXはTGSmartの連載記事の中で、マヤがお忍びで街に出て、小太郎からハンバーガーの食べ方を教わる場面について、「物語構造とキャラクターがしっかりしており、過去の物語というバックボーンがあるのでちゃんとストライクになるのだが、これは大変高度な技だということを主張しておきたい。」と評価している。
バニー対魔忍とカジノ・ラビリンス
ある日、ヨミハラにある大カジノ・ラビリンスのオーナーの入手した古美術の中に魔界の門に関する古文書が見つかったとの情報が五車に寄せられる。きららはオーナーに成りすまして隠し金庫の生体認証を突破すべく、蛍・舞華・深月の3人とともにバニーガールとして潜入する。めったに姿を現さないオーナーをおびき寄せるため、蛍は合流した小太郎と組んでいかさまを展開する。2人はいかさまに気づいた関係者たちによって別々の場所へ連行される。
店頭で接客していたピエロのミスター・フールは小太郎を襲って彼に成りすまし、きららを古文書のある金庫まで誘導して閉じ込める。それと同じくして葛城率いる土雲の残党が店に押し入ってくる。
きららは駆け付けた舞華に救出され、二人で話し合う中で小太郎の偽物の存在に気づく。また、ホールで蛍と一緒に土雲と戦っていた深月も、自分に恨みを持っているはずの葛城の反応の薄さから、本物ではないことに気づく。そして、ホールに本物の小太郎が登場したところで、ミスター・フールはきららのフェイントにかかる形で手の内を明かしてしまう。ラビリンスの事実上の支配者を自称する彼は、オーナーを身代わりにして逃走する。
他者言及
ゴブリンXはTGSmartの連載記事の中で、本エピソードにおけるきららについて、間抜けなようで思考の瞬発力を持つキャラクターとして定着してきたと評している。また、バニーガールがたくさん出てくることよりも、主人公であるふうま小太郎の立ち絵ができたことが驚きつつも、この話において彼の立ち絵は必要であり、悪役顔のまま賭けが当たって喜ぶ様子が面白かったと述べている。
トラジローはじめてのおつかい
ある日、獣王会の幹部・白熊タローは東京キングダムの五強の宴会で羽目を外してしまい、五強の取り決めによりアミダハラ監獄の地下にある隔離区画へ送られる。数日後、白熊タローの幼馴染でもあるトラジローはアミダハラ監獄を訪れる。
同じころ、ミランダは内調の使いとしてアミダハラ監獄を訪れ、隔離区画に収監中のタローの身柄の引き渡しを要求し、さらに自分の正体がカヲルの父・卍鉄であることを明かす。さらにそのころ、メイジャーは白熊タローに酒を飲ませて暴走させ、カヲルたちが対処に追われているすきに、特A級の凶悪犯罪者として収監されていた井河家の長老衆の一人・井河扇舟を脱獄させる。
保釈金の支払いを終えて待機していたトラジローは、騒ぎを聞いて隔離区画まで駆け付けて白熊タローを鎮静化させ、彼を連れて監獄を後にする。
その後の調査により、五強の酒宴の騒動の時点から仕組まれていた可能性が浮上し、カヲルはトラジローとタローに扇舟の確保を依頼する。
Chapter28「雷神の対魔忍」
ある並行世界において、アルサールは鹿之助と小太郎を死に追いやり、その世界のDSOに保管されていたブレインフレーヤー由来のテクノロジー・テセラックを奪って強大な力を得る。対魔忍・米連・魔族の共闘むなしく、地球は彼の支配下に置かれる。ある時、テセラックを奪われた彼は、同じものを得るべく過去の並行世界（本作のメインとなる世界、以下：現代）へ向かう。一方、レジスタンスとして活動していたアスカ（以下：未来アスカ）は、アルサールを弱体化させるべく、死した仲間が戻ってこないことを承知の上で、同じ場所にゆきかぜ（以下：大人ゆきかぜ）を送り込む。
現代へとたどり着いた大人ゆきかぜは、この世界の時来に匿われた後、クリアに頼んで小太郎を呼び出す。大人ゆきかぜは、学園の裏山でアルサールの手下に襲われていた鹿之助を救出し、3人でテセラックが保管されているDSOの施設まで向かう。そこで、3人はアスカと仮面の対魔忍と鉢合わせるが、現れたアルサールを前に共闘し、撃破する。そして、大人ゆきかぜは元の世界へと帰還する。
キツネの恩返し
ある日、東京キングダムの五強の一角であるノマド系組織・沙無羅威（さむらい）の下位組織が、米連の企業から兵器の試作部品を盗み、巨大ロボ・バレットレイン号を作る。
DSOの協力者であるコンバットハッカーのアイリーン・ウォルトが部品内のデータの消去に当たり、小太郎ときらら、そしてきららの同級生である氷室花蓮が陽動を担うこととなった。アイリーンを待つ間、小太郎たちは、妖狐の少女・ブリジットを助ける。ブリジットと別れた後、小太郎たちはバレットレイン号と対峙する。そこへ、小太郎たちへの恩返しを考えていたブリジットが再び姿を現し、きららたちに周囲を凍らせてもらうと、大きな狐に変身し、バレットレイン号を追い詰める。
アイリーンがバレットレイン号からデータを消す一方、小太郎らはパイロットの確保にあたる。小太郎がバレットレイン号に魔界の技術が使われていることに気づいた矢先、メイジャーが現れ、パイロットらを抹殺する。
ハロウィンデビル
センザキでの浮浪児連続失踪事件を受け、銃兵衛は地元の子どもたちを元気づけるためのハロウィンイベントを開催し、独立遊撃隊の3人が招待される。そこへ、港湾地区の倉庫に密輸目的で保管されていた希少な魔物・ハロウィンデビルの群体が脱走し、市街地へ押しかけてくる。
小太郎たちが対処にあたる中、ハロウィンデビルたちはタコ足に変化した蛇子を見て母親だと勘違いして懐き、事態は沈静化する。最終的に密輸業者は摘発され、ハロウィンデビルたちは故郷である魔界の海へ返される予定だったが、蛇子から離れようとしなかったため、五車預かりとなる。
Chapter29「悪鬼羅刹と呼ばれた少女」
弾正が反乱を起こす前のある日のこと、天音は殺しすぎを理由に幼い小太郎の護衛を言い渡される。弾正から捨てられたと感じた天音は、小太郎や骸佐、そして時子に当たり散らしていた。その夜、弾正は天音に対し自らの思い描く未来について語る。
二週間後、天音らは弾正とともに避暑地を訪れる。そこへ、扇舟と魎馬が率いる長老衆の精鋭部隊が彼らに襲い掛かる。天音は時子と小太郎を別の場所へ避難させるが、長老衆の狙いは弾正の秘蔵っ子である天音であり、天音は魎馬が繰り出す死霊によって左腕を失う。扇舟は人を狂わす毒「五道殺し」を天音に注入しようとするが、割って入った弾正が身代わりとなる。弾正は扇舟らを追い出した後、衰弱しながらも、泣きじゃくる天音を励ます。その後、弾正は病気を表向きの理由として一線を退き、心を改めた天音は弾正の執事として動き出す。
そして現在のある日、天音は10年前にアサギに粛清されたはずの扇舟がアミダハラにいるという情報を得る。天音は地元を拠点とするナカノシマギャング団の二番隊隊長・ローレライと、三番隊隊長・人外のお諒とともに確認へ向かう。3人は最新鋭の兵器に身を固めた兵士たちやドローンに取り囲まれるが、天音の活躍で難を逃れる。だが、それはミランダの罠であり、彼女はその場にいた兵士の強化外骨格を用いて3人を襲撃する。
天音は、ミランダの邪眼・天津麻羅を見て、卍鉄の生存を確信する。
恋の純情爆走ロード
ある時、小太郎は鹿之助のプライベートに興味を抱く。ふうま宗家の御庭番の壱番隊隊長を務める石川あむの提案により、2人は鹿之助を観察することにした。
あむの忍法で気配を消して上原家に忍び込んだ2人は、家から美少女が出てくるのを目撃する。美少女を追いかけた2人は、同じ人物に興味を抱いていた上級生・西園寺爆斗と鉢合わせる。美少女の正体は女装した鹿之助であり、小太郎と爆斗がもめているすきになおの家へ逃げ込む。
ナーサラと愉快な鬼マフィア
フランシスは酒代のためにマフィアをはじめたものの、抗争に巻き込まれては酒や美食を楽しめずにいた。嫌気がさした彼女はヨミハラを訪れるが、そこでもトラブルを起こし、とうとう文無しとなる。行き倒れとなっていたところ、偶然通りかかったナーサラに拾われ、クローンアサギに介抱される。
一方、休業中のユーリは、自分の邪眼の治療をしてくれる美琴から、治療費代わりに魔獣カトブレパスの皮膚を調達するよう命じられる。ナーサラ、フランシス、亜希の3人はユーリとともに、ヨミハラにある鬼武衆の魔獣牧場へ忍び込むが、鬼武衆の幹部・椿隠形鬼に見つかってしまう。そこへ、峠金鬼という別の幹部が現れ、フランシスが組織のボス・速疾鬼の知人であることに気づくや否や、彼女たちを見逃してくれる。
その後、フランシスはクローンアサギのもとに転がり込む。
Chapter30「幽霊屋敷の魔術師」
150年前、人間の魔術師であるジョン卿ことジョン・ジョゼフ・ジョンディーは、愛娘ミレーヌの13歳の誕生日に、99人の生贄と1人の血縁者の魂を以て異界から「偉大なるもの」を呼び出そうとしていた。だが、ジョン卿は血縁者＝ミレーヌを手にかけることができなかったため、「偉大なるもの」はミレーヌに取りついて彼を殺そうとする。ジョン卿は儀式を妨害するため、屋敷を霊的に凍結して儀式当夜の時間を繰り返すようにした。
時は流れ、ジョン卿の日記は彼と面識のあるシュヴァリエの手元に渡り、彼女は小太郎に彼の能力の秘密を報酬として提示したうえで調査を依頼する。小太郎は蛇子、鹿之助、孤路の3人とともに調査を引き受け、ジョン卿の屋敷のある廃村・七霧（なぎり）村を訪れる。その際、蛇子がミレーヌに憑依され、一行は屋敷に閉じ込められてしまう。
やがて、一行は儀式の場所にて、ジョン卿と対峙する。その時、孤路がミレーヌに取りついていた「偉大なるもの」を追い出して切り伏せる。
その後、ミレーヌはシュヴァリエの術により現界することができ、昔馴染みであるシュヴァリエとの再会を喜ぶ。シュヴァリエは小太郎の再生能力がたちの悪い魔性のものであると断言したうえで、能力の乱用によって「深淵」に見つかりやすくなると警告する。彼女は、「特に一度死んで生き返るような真似はするな」とくぎを刺し、「深淵」に見つかりにくくするための「お守り」を渡す。
ある日のヨミハラ
ある日、アスカは後輩のケイリー・マイヤーズを連れてヨミハラを訪れるも、ケイリーを置いて目の前に現れたクローンアサギを追いかけてしまう。その際、アスカから宿に戻るよう言いつけられていたが、ケイリーはヨミハラへの興味から、偶然現れたナーサラの後をつける形でヨミハラを散策する。一方、馴染みの酒場にいた亜希は、店を訪れたナーサラの背後に謎の気配を感じ、同じく彼女の後をつけていた。そして、鬼武衆の魔獣牧場でケイリーと亜希とナーサラは出会う。
ヨミハラに雪が降る
クリスマスも近いある日、ヨミハラを盛り上げたいと考えていた静流のもとへ、霜の鬼神の一派である魔界マフィア・鬼哭から降雪機ヨトゥンヘイムが寄贈される。だが、彼らの目的はボスをお迎えするためにヨミハラを極寒の地に作り替えることであり、ヨトゥンヘイムの増殖によって猛吹雪へと発展する。
静流はアルバイトで雇ったミナサキと若いさくら、そして任務でヨミハラを訪れていた小太郎となおと協力し、ヨトゥンヘイムの親機を破壊して猛吹雪を止める。
Chapter31「二人の魔界騎士」
- 実装日：2020年12月21日[115]、ライター：そのだまさき[116]

魔族の孤児だったリーナは、魔界貴族セルヴィア・ローザマリーの使用人をしていた。ある日リーナはセルヴィアから風の力を宿した魔剣を授けられる。リーナがこの剣で素振りを行っていたところ、ローザマリー家に来たイングリッドに見初められる。
その後、リーナは剣の修行として傭兵をしていたところ、イングリッドと再会する。2人はヒュドラを退治しようとするが、リーナの未熟さもあり、失敗する。
そして現在、ノマドの魔界騎士となった2人はヨミハラの近くにてこのヒュドラと再戦し、撃破する。
開発スタッフによる言及
ライターのそのだまさきは、ヨミハラにおけるリーナの日常生活についてきちんと書いたことがなかったため、導入部ではその部分を丁寧に描くと同時にヨミハラ住民たちとの関係も描こうと考えたと振り返っている。導入部の内容の一部は「ヨミハラ大納涼祭」や「ある日のヨミハラ」といった過去のイベントを踏まえたものとなっている。
センザキには手を出すな
実装日：2020年12月31日
銃兵衛は、牛を神の使いとして祀る神社で魔獣・辛丑を展示する計画を立てる。その矢先、ミスター・フールから辛丑を狙った予告状が届いたため、境内にレプリカを展示し、本物は別の場所に保管された。
当日、ミスター・フールは神社を訪れた小太郎らを尾行して辛丑を狙うが、裏をかいた銃兵衛の策にはまり失敗する。その直後、本物の辛丑が脱走したため、小太郎らは捕獲に乗り出す。

## あらすじ（2021年実装分）
アミダハラの追跡者
- 実装日：2021年1月15日[120]、シナリオ：飯田和彦[121]

カヲルは、アミダハラ監獄の副看守長・阿用が扇舟の脱獄にかかわっていたことを突き止める。
カウーラはカヲルの命で阿用を追ってヨミハラに来るが、土地勘がなかったため、クローンアサギ一行の協力を得て阿用の潜伏先へと向かう。そこで、一行は彼女をかくまっていたナーガ族らの襲撃を受ける。阿用が子どもたちを食用として監禁していたことを知った亜希は、怒りのあまり阿用に猛攻を加える。
Chapter32「闇との邂逅」
- 実装日：2021年1月22日[123]、シナリオ：そのだまさき[124]

ある日、小太郎はフードを被った謎の少年・黒斗と出会い、かつて彼と出会った際に右目が開き、紫水が出現したことを思い出す。そこへ、エウリュアレーが小太郎に施した術を通じて姿を現し、黒斗を追い払う。エウリュアレーと入れ替わりに駆け付けた時子ら一族の者達が紫水を初めて目にする中、小太郎は黒斗の正体がエドウィン・ブラックであることを告げる。
俺とエルフと対魔忍
- 実装日：2021年1月31日、シナリオ：そのだまさき[126]: ある日、ダークエルフのエレオノールが娼館から逃げ出し、人間界の住宅街で一般市民の少年にかくまわれる[127]。黒騎士パーシヴァルはエレオノールを追うが、アサギによって殺される[127]。

チョコとキラー
- 実装日：2021年2月14日、シナリオ：飯田和彦[128]

バレンタイン、小太郎と孤路は任務のため東京キングダムに行く。一つ目の任務を終えた後、孤路は紫水の頼みを受け、忍法で身体を貸す形で実体化させる。その矢先、沙無羅威の幹部サイエントの暗殺に失敗したソニアが二人の元へ転がり込んでくる。一行はソニアと組んでいたアルフォンスが用意したトラックに乗ってその場を去る。サイエントはあきらめることなく追いかけるが、最終的にはソニアたちの協力者・アルベルタによって射殺される。
Chapter33「激突！東京キングダム」
- 実装日：2021年2月22日[130]、シナリオ：飯田和彦[131]

二車忍軍と沙無羅威は表向き同盟関係にあったが、実際は二車忍軍が沙武羅威の傘下にあるような関係にあった。ある日、骸佐はフュルストに決別を言い渡したことで五強の均衡が崩れ、東京キングダム内に戦慄が走る。また、紅も小太郎の件で骸佐に復讐すべく、あやめらとともに東京キングダムに乗り込む。そんな中、魔術書を携えたフュルストが彼らの前に現れる。彼はこの魔術書を利用して異界の怪物や触手を繰り出すだけでなく、部下にその力を分け与えることで、他の勢力に対して有利を保っていた。紅たちは骸佐と協力して沙無羅威に応戦し、いったん復讐を見送る。また、骸佐が鬼武衆を呼び寄せたことで、沙無羅威は不利に陥る。これにより、沙無羅威は東京キングダムから一掃され、東京キングダムの支配層は再び四強となる。
そのころ、五車では鶴が小太郎の専属メイドとして押しかけてくる
ニートにメイド
ある日、小太郎は鶴を連れてゲームイベント東京・エンターテイメント・フェスティバル（TEF）に行く。一方、TEFに来ていたドロレスは、仲間たちとはぐれ、ナンパ集団のファンキー・ビーストに絡まれる。通りかかった小太郎により助けられるが、ギャング団のボス・アイグレーと鉢合わせる。アイグレーは以前ドロレスに苦杯をなめさせられた恨みから、ファンキー・ビーストとともに、ドロレスに襲い掛かる。小太郎は別の場所にいた鶴を呼び寄せ、協力してアイグレーらを追い出す。
DEEP DIVE
五車の学生対魔忍・綴木みことは忍法を使えないものの、持ち前のハッキングの腕前を生かして義賊「電脳ネズミ小僧」をしており、中華連合系の企業・ハイシェンが不法に魔界の技術を入手して研究しているという情報をつかむ。
そして、彼女はホワイトデーの返礼に頭を抱える小太郎に近づき、バイトと称してハイシェンへの潜入を持ち掛け、引き受けさせる。
小太郎はアサギらに相談し、対魔忍としての正式な任務にした。そのことを伏せたうえで、彼は蛇子と鹿之助、そして斥候の才能を持つ卯奈をつれ、「バイト」に臨む。だが、みことは同じ企業を狙っていたオークのハッカー・ルイスに利用されてしまい、一行は窮地に陥る。小太郎とみことがすべてを白状し、卯奈たちはそれを受け入れる。そして、一行の反撃に加え、燐や紫といった対魔忍たちもかけつけたことからルイスは窮地に陥り、一緒に組んでいた半三とともに逃走する。その際、半三は舟子から頼まれた「あるもの」を入手したとつぶやく。
これにて事態は沈静化したものの、小太郎が正式な対魔忍の任務にしたため、バイト代は手に入らず、結局ヨミハラにある静流の店でアルバイトをする羽目になった。
Chapter34「幻影不知火」
- 実装日：2021年3月22日[135]

春のある日、ブラックは黒斗の姿で宮殿に現れ、イングリッドに裏切り者の調査を命じる。
一方、五車ではアサギが桜並木を見て、井河家の当主になったばかりのころを思い出す。
井河家の当主となったアサギは、五車を去ったふうま残党やほかの名家たちと融和する方針を打ち立てた。アサギの祖母にして井河家の執事兼長老衆筆頭の葉取星舟は、自分たちが五車を牛耳るつもりでいたため、娘の扇舟（アサギの伯母）とともにクーデターを起こし、五車町の要所を占領する。
アサギは相棒の不知火とともに、長老衆から刺客として差し向けられた魎馬たちを倒し、星舟・扇舟母子に挑む。甲河家やふうま家といった他家の増援もあり、星舟は追い詰められるも、隙をついて逃走する。この出来事により、アサギを頂点とした支配体制が確立された。一方、扇舟はアミダハラ監獄へと収監される。
朧と猫と舞姫島の伝説
- 実装日：2021年3月31日、シナリオ：里見ヨシカ[137]

ある日、日本海に浮かぶ小島・舞姫島にて微量の瘴気が観測され、この島にある天岩戸という洞窟が発生源とみなされるが、神聖な場所故立ち入りが許されていなかった。そんな中、この島出身のダンサー・ACOは、島で信仰されれているアメノウズメにあやかったダンス大会を開催し、その副賞として天岩戸洞窟への立ち入り権を用意する。
同時期、対魔忍の相馬成美は、五車学園の新入生歓迎イベントでのチアダンスがきっかけで大会の参加者として舞姫島に派遣され、独立遊撃隊の3人が付き添いとして同行する。
一方、朧はヨミハラで経営しているパブの商売がうまくいかず自らショーを行わざるを得ない中、一匹の野良猫（以下：おぼ猫）と出会い、ダンスに精を出す。そして、舞姫島の話を聞きつけ、手柄を独り占めすべく、ノマド本部に無断で島に向かう。ところが、先に上陸しようとした部下たちは、小太郎と成美、そして新作装備のテストのために大会に参加していたメイによって退けられてしまう。そこで朧は大会の参加者の一人であるメルシーの食事に魔界マタタビを混ぜて暴走させる。これにより参加者の大半が負傷し、朧、メイ、成美の3名が残る。
かくして大会は開かれ、成美が優勝する。朧は手下を使って会場を混乱に陥れ、ACOをさらう。洞窟まで逃げた朧は魔界の門が見つかったと知るや否や、駆け付けた一行の前でACOを突き落とすも、ACOはアメノウズメと憑依する形で浮上する。一行は洞窟から脱出すべく踊る。
蛸刺の刃
- 実装日：2021年4月1日[139]

ある日、まりの監督の元、小太郎たちは映画を撮影する。
毒と復讐
- 実装日：2021年4月16日、シナリオ：そのだまさき[140]

ヨミハラの有力者の一人・デュークマッスルは、甥のマッスルジョーを殺された悲しみから、甥の追悼パーティーを利用した復讐計画を練っていた。
彼の依頼を受けたネイスは六穂らをおびき寄せるための偽情報を流した後、彼を裏切り五車側に協力する。そのことに気づかぬままデュークマッスルは追悼パーティーを開き、甥の仇をあぶりだすと称して、参加者たちを閉じ込めて殺しにかかる。そして彼は、小太郎たちとともに会場に潜入していた六穂に復讐しようとするが、返り討ちに遭って死亡する。
Chapter35「俺はヒーローになりたい」
- シナリオ：飯田和彦[142]

馬上村という寒村では、悪神・隠し神を封じた御神木が事故で消失して以来、失踪事件が相次ぐ。件数の多さから、村は外部機関を通じて対魔忍に調査を依頼するも、やがて瘴気が村を覆い、それに触れた者が数日間の苦悶の末に妖魔化する事態へと悪化した。
従姉の燐とともに村へ派遣された鹿之助は、事態が予想以上に深刻であることを悟り、隠し神と対峙する。戦いの中で、鹿之助は自らの忍法のうちに存在する謎の少女・タケミカヅチと対話し、電子で世界を見るという彼女の力を借りる形で隠し神の弱点を暴く。鹿之助の援護で燐は隠し神にとどめを刺す。 戦いが終わった後、タケミカヅチは姿を消す。
ダンジョン再び
- 実装日：2021年4月30日[144]

学園の地下にある神殿について調べていた舞はウシャスの正体がブレインフレーヤーである可能性に気づき、小太郎に協力を仰ぐ。ところが、小太郎が紫水を呼び出したのを見た舞は、焼きもちを焼く。その後、三年生の由利翡翠を加えた4人は、地下へと進む。翡翠のとりなしにより仲直りした後、一行は番人オ=ズを撃破する。その後、一行はブレインフレーヤーの先代女王・マルジャーナに呼び出される。彼女は小太郎がアルサールを倒してテセラックを破壊したことを評価する。彼女とその仲間たちは、大昔に滅びゆく故郷から魔界に移住しており、彼女自身も魔界九貴族の一人・賢明卿として知られていた。別れ際、マルジャーナは小太郎に謎の言語で書かれた書物を託す。
電遁乙女と酔いどれ剣士
魔族の女性メルメ・エルヒェムは、丹精込めて作った植物がアーカムバイオ社によって奪われる被害に遭い、追跡のため単身人間界へ赴く。だが、アーカムバイオ社からライトニング率いる暗殺部隊を送り込まれ、彼女はヨミハラに来ていたケイリーに助けを求める。メルメと取引のあった佐那はそのことを知り、小太郎たちとともにヨミハラへ赴く。そして、ドロレスの協力の元、佐那たちはケイリーらと合流し、ライトニングを倒す。
Chapter36「風神の対魔忍」
- 実装日：2021年5月21日 [147]

大人ゆきかぜと未来アスカは、レジスタンスの参謀を務めるブレインフレーヤー製の人工生命体アビゲイルの頼みで小太郎を呼び出す。その際、大人ゆきかぜらはレイダーと呼ばれる無法者たちが支配する原発を勝手に使った挙句壊してしまったため、彼らの怒りを買い、小太郎を巻き込んだ脱走劇を繰り広げる。
ジューンブライド the Final
ある日、小太郎は祈りの力で駆動する簡易型携帯封神器（以下：C・C・H・P）を入手し、ジュノへの対抗策にしようとする。
そして6月、小太郎らはまえさき市に来たジュノとエムプサを迎え撃とうとする。ジュノは、C・C・H・Pを使わせないようにするも、この装置によって加護で祝福が跳ね返り、自分がウエディングドレス姿になってしまう。そして、エムプサに一般人を襲わせ、彼女を止めてほしければ、自分の祝福を受けて神の力を使えと小太郎に脅しをかける。エムプサに襲われた一般人が結婚願望を引き出されて暴走する騒ぎへと発展する中、蛇子と小太郎は協力してエムプサを倒す。ジュノはさらなる嫌がらせとして二人を婚姻に持ち込ませようとするが、二人の態度を見て取りやめ、エムプサとともにまえさき市を去る。
魔界騎士の資格
- シナリオ：そのだまさき[150]

ある日、ノマドが管理する倉庫が魔界ブローカーのアザンによって襲われる。犯人を追うリーナはアデルハイトという少女と出会い、2人でアザンを追ってアーカムバイオ製薬八王子ラボへ行く。
一方、小太郎は、佐馬斗の助手である科学者リノア・セリングを連れ、八王子ラボにて検査入院中の対魔忍・天野レナを迎えに行く。
翌日、小太郎たちは、アザンを追ってきたリーナたちと会い、4人は地下倉庫にてアザンと対峙する。そして、リーナは愛剣・サクラブロッサムの真の力を引き出し、アザンを倒す。
その後、アデルハイトの師匠がイングリッドの盟友ベオウルフであることが判明し、リーナとアデルハイトはよきライバルとして意気投合する。
開発スタッフによる言及
そのだまさきが先に執筆していた「黒翼の魔界騎士」に登場するベオウルフの前振りとして、弟子のアデルハイトが登場している。そのだはリーナと対になるキャラクターとしてアデルハイトを生み出したとブログの中で話している。一方、リノアはそのだとは別のスタッフがセッティングにかかわっており、イベントストーリーに組み込む形での登場となった。
Chapter37「黒翼の魔界騎士」
- 実装日：2021年6月22日[152]、シナリオ：そのだまさき[153]

ある日、リーナは魔界9貴族の一人である死霊卿ことテウタテスの放った刺客を倒す。死の間際、刺客はリーナが魔界騎士を名乗ることに関連付ける形でイングリッドを侮辱する。その後、リーナはセルヴィア主催の茶会の場でイングリッドにそのことを相談する。イングリッドは自分とベオウルフ、そしてカルメラの3人の魔界騎士に認められた後、原初の魔界騎士の祭壇で試練を受けるとよいと提言する。リーナはカルメラとベオウルフに認められた後、原初の魔界騎士の祭壇で自らの分身と対峙し、撃破する。
開発スタッフによる言及
もともとこのシナリオは、リーナの新しいユニットが登場するのに合わせ、そのだまさきの中にあった「リーナが魔界騎士を自称しているだけという疑いを晴らしたい」といった思いや、他の魔界騎士やライバルを出したいという気持ちのもとで執筆した。のちにそのだが執筆した「黒翼の魔界騎士」が先にレイドイベントのシナリオとして実装されることに伴い多少の変更はあったものの、大筋は変わっていない。
そのだはまずリーナが魔界騎士の試験を受けに行く案を思いついたものの、メインクエスト一つで済む物語にはならないうえ、素材もたくさん要るため見送られた。そこで、リーナがイングリッドの立ち合いを受けた後、他の魔界騎士からも略式に認められるという展開を思いついた。魔界騎士のうち1人は『決戦アリーナ』にも登場したカルメラが引き続き登場した。また、もう一人の魔界騎士であるベオウルフの弟子であるアデルハイトがリーナのライバルとして設定された。
物語の導入部は『二人の魔界騎士』と差をつけるため、リーナが朧をはじめとするブラックに近い者たちを訪ねるという内容となった。そのだはリーナが部署も考え方も異なる朧たちとどのように接しているのか考えるのが面白かったと話している。
時をかけるビーチ
- 実装日：2021年6月30日、シナリオ：そのだまさき[155]

夏のある日、小太郎とゆきかぜ、クリアそしてミナサキの妹の4人は海水浴へ行く。一方、大人ゆきかぜの世界の同じ海水浴場はマーメイドをはじめとするブレインフレーヤーの産物によって占拠されており、大人ゆきかぜとハツカゼ（ミナサキの妹）は、小太郎を現代から召喚し、彼の協力の元マーメイドを撃破する。
そして小太郎は現代に戻る。
夏のオトコ祭り
鹿之助は、なおとその友人の藍野のぞみと3人で、東京近郊のエドシマ海岸へ行く。
3人が海の家で食事をしていたところ、巴が教官の蓮魔零子とともに海の家へ訪れる。
女装姿を他の五車関係者に見られたくないと思った鹿之助がその場を去ったところで、アンブローズの側近であるルル・マンハッタンと鉢合わせる。鹿之助がアンブローズに気に入られていたのを不満に思っていたルルは、鹿之助を試そうとする。だが、鹿之助の警告により、イシュタルという別の淫魔族の幹部が放った刺客が潜んでいたことが判明する。これにより、ルルは鹿之助と和解する。
Chapter38「闇の底で蠢くもの」
- シナリオ：飯田和彦[158]

淫魔族の王にして、魔界九貴族の一人である幻夢卿ことカーマデヴァが死去し、後継者として不知火が指名される。幻夢卿の血統を重視していたイシュタルはこれを不服としてクーデターを起こす。さらに、彼女は実弟キイが執事を務めるブラックの屋敷に乗り込み、キイから無理やり「王の子」すなわち幻夢卿の落胤の情報を得る。4日後、帰宅したブラックはキイから話を聞き、自分にとって「王の子」の情報は重要ではないと告げる。
そのころ、ヨミハラの入り口近くの坑道にあるGの施設では、過去の原発事故で生じた放射能が魔界の瘴気と混じっていたため、魔界の傭兵集団である紅衣団のボス・アイアンサイドの指揮下で除染作業が行われており、ヨミハラのスラムの住民たちが作業員として強制労働させられていた。アサギ（オリジナル）からの命令でこの施設に潜入した亜希は、住民の一人であるボルティゲルンを見つけ、2人で脱出を図る。そこへ、アイアンサイドに雇われたファウストが現れるが、クローンアサギ一行も駆けつけたことに気づいてそちらへ向かう。ナーサラによる空気清浄が行われる中、亜希はアイアンサイドを撃破する。事態を察したファウストに対し、クローンアサギは亜希に対する行動から恩義があるとし、撤退を促す。
その後、この施設で大規模な事後処理が行われ、汚染は収束に向かいつつあった。ボルティゲルンは救出から2週間後に死したものの、彼の娘グィネヴィアはクローンアサギの計らいにより、ミリアムの二人目の弟子となり、静流の店で働くこととなった。
夏休みと襲撃者
- 実装日：2021年7月31日、シナリオ：そのだまさき[160]

ある日、五車町にて魔族による大規模な襲撃が起き、対魔忍による防衛戦が展開される。襲撃者の一人であるオルクスは触れた者を腐らせる瘴気を武器に対魔忍たちを圧倒するも、ライブラリーとの戦いにより深傷を負い、退散する。
翌日、リリムから五車の山中で魔草を育てていることを聞いた小太郎と孤路は、本人を連れて魔草の処分に行ったところ、魔草を服用していたオルクスと鉢合わせてしまう。オルクスは駆け付けたあむの不意打ちを食らった挙句、彼女が救援として呼んだライブラリーにとどめを刺されてしまう。
この様子を見守っていたイシュタル派の淫魔たちは、リリムが「王の子」の居場所を知るものとして目を付けていた。
バニートラップ
- 実装日：2021年8月16日、シナリオ：そのだまさき[162]

「ラビリンス」に代わってヨミハラ一番のカジノとなった「Bunny King」では、毎年8月21日のバニーの日にちなんだパーティーを開かれており、バニーガールの衣装がドレスコードに指定されていた。
ある日、静流は「Bunny King」の経営者であるサイボーグ・バニーKがイングリッドを狙っているという情報を得、暗殺を阻止すべく、店に潜入する。その後、応援として呼んだ災禍やほかのバニーガールの話から、バニーKが無茶なサイボーグ化によって記憶や身体に重度の障害が出ていることが判明する。そして、メンテナンスルームに潜入した静流は、バニーK本人に出くわすも、バニーKはすぐに倒れ、静流に介抱される。その中で、彼女は自分でもわからないままイングリッドに執着し続ける中で、生身の記憶を残したままイングリッドと最後の戦いを望んでいたことが判明する。また、当初彼女は店に集めたバニーガール軍団を率いてノマドに殴りこむ予定だったが、静流の説得により、イングリッドとの決闘に変更する。
そのころ、イングリッドはバニーKの正体が、リーナと会う前に自分が滅ぼした一族の者だと考えていたところ、バニーKに関するうわさを聞きつけ、会場に乗り込む。かくして、決闘が行われ、イングリッドが勝利する。
そして、バニーK本人の独白から、彼女の動機が、愛する主人を奪ったイングリッドに対する復讐心と、そのイングリッドに対するあこがれだったことが明らかとなる。
Chapter39「失われたもの」
ヨミハラの近くにあるGの施設にて、小型原発だけでなく、小型核爆弾も見つかったことが判明する。小太郎とリノア、若いさくら、そしてアスカの4人が施設の調査および核爆弾の回収にあたる。やがて、一行は核爆弾が保管されている施設の外の洞窟に到着し、そこに潜む怪物・ナイトアビスを撃破するが、核爆弾はなくなっていた。
一方、大人ゆきかぜの世界では、レイダーたちの親玉兼バロネスシティの支配者ギガースが、管轄下に置いていた原発を大人ゆきかぜたちに壊された仕返しを画策する。そのことは計画実行前の段階で大人ゆきかぜたちにばれていたが、報復合戦防止の観点から、未来アスカがブレインフレーヤーのウイルス兵器・Pウイルスによってゾンビ同然となった者達をレイダーたちの集合場所まで誘導し、パニックになったレイダーたちの前に現れて助けて見せる間に、大人ゆきかぜが仲間の避難にあたった。
後日、二人は山奥で隠遁生活を送る舞華姐さんと接触する。
つながる想いとバースデイ
- 実装日：2021年8月31日、シナリオ：飯田和彦[166]

扇舟の脱獄の証拠をつかんだ天音は、カヲルを通じて獣王会の協力を得、ナーガ族が脱獄に関与したことを突き止める。
天音とトラジローは、ナーガ族の代理人である女性起業家・矢崎玲子を追跡する。そして、矢崎の正体がナーガ族の族長の一人・タクシャカであることが判明する。そこへ、スネークレディが乱入し、タクシャカを撃退する。スネークレディはタクシャカの動機を明かさなかったものの、去り際に「昔の主に拘泥すると、大切なものを失う」と言い残す。天音は小太郎に身の危険があったと判断し、急いで本人に連絡して無事を確認する。
ヨミハラサイドストーリー
ある日、ヨミハラのスラム街にてチャリティイベントが行われる。テウタテスは側近のワイトを連れ、イベントの主宰者であるセルヴィアの抹殺を試みるも、スラム街の支配者である朧の妨害により失敗に終わる。だが、かつて半妖の孤児だった朧は、テウタテスから魂と引き換えに強靭な肉体を与えられており、ワイトは朧の魂を人質に取る形で尋問にかける。そこへリーナが現れ、ワイトは撤退する。
Chapter40「氷神の対魔忍」
ある日小太郎は、アミダハラに常駐する火遁衆玖番隊およびナカノシマギャング団と協力して、人身売買の現場を摘発するため、鶴を連れて現地へ赴く。黒真会を倒して少女たちを救出していた矢先、米連陸軍のミラベル・ベル少尉率いる特殊部隊が現れる。彼女は米連の戦術兵器を盗んだ犯人として小太郎を逮捕すると告げ、日本政府の許可を得ている旨も告げる。小太郎は既に報告済みの核爆弾の件だと考え、鶴たちに事後処理を頼んだうえでミラベルに連行された後、アミダハラにある米連陸軍情報部の秘密拠点で取り調べを受ける。
一方、大人ゆきかぜの世界では、大人ゆきかぜと未来アスカが舞華姐さんを連れて大人ゆきかぜの別荘に来ていた。別荘の地下にあるコンピュータ室にて、未来アスカは自分の発明品である次元ケータイを用いて現代の小太郎に連絡する。
すると、現代の小太郎の目の前に次元ケータイが現れたため、小太郎はこれを使って大人ゆきかぜらに相談したうえで五車へ連絡する。同じころ、現代のセンザキでは、扇舟はニールセンと内調関係者たちとともに五車の通信設備を襲撃し、五車の連絡網を破壊する。これを受け、アサギは山本を直接五車町に呼び寄せ、小太郎から聞いた仮説を説明したうえで、彼の救出を提言する。
一方、小太郎との会話を終えた大人ゆきかぜたちは、ブレインフレーヤーの主力部隊とともに氷漬けになったきらら（以下：氷神きらら）の救出に臨む。
魔女の記憶と追跡者
魔女ケリドウィンは、世界の真理を探求すべく人間界で起きた異変を調べに行く。その際、妹弟子のレッドリーフに自分を「私が戻ってこなかった場合は、跡をつげ」と命じる。その後、ケリドウィンは人間界での異変を解決するも、その方法を問題視した対魔忍に魔力を封じられ、幼い少女の姿にされる。真理を突き止められなかった恥ずかしさから、彼女は魔界に戻るのをためらい、ミリアムという偽名のもと、人間界で過ごしていた。
一方、魔界ではケリドウィンが死んだといううわさが知れ渡り、彼女がレッドリーフを借金の連帯保証人に指定していたことから、レッドリーフに借金がのしかかる。借金自体はそこまで苦にならなかったものの、ケリドウィンの生存を知った彼女は怒りのあまりヨミハラに乗り込み、本人たちに追い返される。
ハロウィン警備と対魔忍
- 実装日：2021年10月16日[170]

五車決戦よりも後のこと、米連の基地にて一般市民を招いたハロウィンパーティーが行われることとなったが、反米連活動家を名乗る人物からテロ予告が来たため、急遽小太郎たちも警備チームに組まれる。
一方、弁慶の弟弟子・万住院南瓜は兄弟子への劣等感から魔性の力を得て破門された過去を持ちつつも、兄弟子の悲願であるサイボーグ千人斬りの達成に執着していた。その矢先、彼はジェネラルハロウィンというロボットに乗った科学者ルネを見かけ、サイボーグと勘違いして捕まえる。彼はそのままパーティー会場に行き、身体の一部を機械化した一般市民をサイボーグとみなして襲い掛かる。さらに、ハロウィンの悪霊が会場に現れ、混乱に拍車をかける。小太郎たちが悪霊を退治している間、対魔忍側の警備チームの責任者として来ていた紫は南瓜を一騎打ちの末に倒す。なお、テロ予告をした人物は既に会場入りしていたものの、ハロウィンの悪霊の騒ぎに巻き込まれ、正気を取り戻したときは目的を忘れていた。
Chapter41「五車決戦」
炎斗の指揮の元、若いさくらと鶴、ローレライと人外のお諒の4人は小太郎を救出する。ローレライたちと別れた後、3人は火遁衆の漆番隊筆頭であるふうま放炎斎とともに五車へ向かう。一方、内調の指揮の元、井河家長老衆の残党やGをはじめとする複数の勢力が五車町に押し寄せており、各地で戦いが繰り広げられていた。小太郎たちの前にもルイスと半三が立ちふさがり、鶴と若いさくらが応戦した末、半三は敗死、ルイスは降参する。小太郎と放炎斎が五車学園の裏山に到着した時には、翡翠たちがミランダの操る強化外骨格部隊を相手に苦戦していた。放炎斎がミランダ達の相手をしている間、小太郎は蛇子と鹿之助と合流する。3人で学園のグラウンドに到着した時、アサギは扇舟と対峙していた。扇舟の右腕に核爆弾が仕込まれており、彼女の死が起爆条件になっている可能性が浮上する。それでもアサギは冷静さを欠くことなく、扇舟を戦闘不能にしたうえで、星舟の狙いについて話す。それを聞いた扇舟は母親に愛されたいがゆえに自らも邪悪になったことを明かし、降伏する。
なお、この襲撃にはフュルスト四天王も参加していたが、ニールセンは凛子との一騎打ちの末に戦死し、残りの3人は迎えに来たフュルストとともに撤退する。また、彼らに同行していたメイジャーも災禍によって返り討ちにされ、ミランダも放炎斎との一騎打ちの末に火だるまにされた。
竜と魔女の子守歌
五車決戦よりも前のこと、蛇子の親戚の対魔忍・竜宮ハイリは、肉体が腐りかけた黒い竜の夢を見たり、竜の鳴き声を耳にするようになっていた。ハイリは、蛇子と卯奈を連れ、とある屋敷を訪れる。室内にあった手紙から、この家がハイリが幼少期を過ごした家であること、そして彼女の父がファフニールという竜族であることを知る。
一方、魔法使いたちの寄り合いにきたリリスはネクロマンサーのレギンがいないことに気づく。同席していたバルド・バルドからレギンが休眠状態にあるファフニールの卵で実験していたことを聞かされたベリリクが動揺する。彼女の異変に気付いたリリスは、2人でレギンの館へ行き、レギンがファフニールを無理やり目覚めさせようとして死んだことを知り、正気を失い変わり果てた姿のファフニールと対面する。リリスはファフニールが誰かに呼びかけようとしていることに気づき、魔法でゲートを作り、ハイリたちが来られるようにする。ファフニールはハイリの何度目かの呼びかけに応じる形で正気を取り戻し、卵に戻る。
はぐれ者の哀歌
- 実装日：2021年11月16日、シナリオ：里見ヨシカ[175]

センザキ在住のハーフオークの少年・ディエンは気弱な性格から、他の孤児たちからいじめられていた。ある日、いじめっ子が彼の母親の形見の石を奪おうとして突き飛ばされる。罪悪感を感じたいじめっ子は、エリカに捜索を依頼する。
一方、ディエンは人さらいから魔族ハーフの軍師・冬月くるりに会えると騙される。篝の案内で駆け付けたエリカたちは、本物のくるりの協力を得てディエンを助けようとする。ところが人さらいともみ合いになるうちに、ディエンの持っていた石が割れ、中から炎の精霊が出てきてしまう。実は、ディエンは父親のハイオークから精霊を操る力を引き継いでいたが、本人は今までそのことを知らなかったため、精霊が暴走する。その後、くるりはディエンを無力化し、取引相手も拘束する。
その後、ディエンは入院し、見舞いに来たエリカに、自分でくるりに会いに行く決意を話す。一方、くるりと部下の会話から、アーカムバイオ社が人間と魔族を掛け合わせた生体兵器の研究として魔族とのハーフを集めていたこと、そして彼女が拘束した人物がその兵器のプロトタイプだったことが判明する。
Chapter42「王の落とし子」
イシュタルは五車決戦のどさくさに紛れて五車町に侵入し、リリムと小太郎を自らの夢の中に封じ込め、幻夢卿の落胤の居所について尋問する。ナーサラの手引きで助けに来た亜希も夢の中に取り込まれてしまう。イシュタルが触手で小太郎の胸を貫いた時、リリムは封じていた幻夢卿の落胤としての力と記憶を解放し、イシュタルを撃退する。
同じころ、米連に追われる身となった舟子（葉取星舟）は中華連合への亡命を企てるが、彼女の義体を返却したいナイトウとの間で諍いとなる。さらに、天音、トラジロー、災禍が現れて2人を追い詰めるが、次いで現れた山本とミラベルの説得により、天音たちはは渋々2人を米連側に引き渡す。
アミダハラの探偵
- 実装日：2021年11月30日、シナリオ：そのだまさき[178]

五車決戦よりも後のある日、アンネローゼの使い魔ミチコは主人へのいたわりから手料理をふるまう。だが、常識に欠けていた彼女が作り上げたのはゲテモノであり、アンネローゼは逃げるようにスーパーで朝食を買いに行く。そこへ、米連の超能力者アストライオスが現れるが、ゲテモノ料理を持ったミチコがアンネローゼを追ってきたため、退散する。その後、アンネローゼとミチコは山田からアストライオスの保護を頼まれ、探知装置を渡される。山田への不信感からアンネローゼは知り合いの情報屋・エリザベスの元へ装置を持っていく。道中ライバルのメイフォンと鉢合わせたところ、装置が鳴りだし、アストライオスが現れる。その時の彼の様子から、アンネローゼは不審なものを感じる。
その後、エリザベスの元を訪れたアンネローゼたちは、アストライオスを保護しに来た対魔忍・霧原純子と出会う。純子の話とエリザベスによる装置の検証から、アンネローゼがアストライオスの最終テストの相手にされていたことが判明する。その後、弱体化したアストライオスがアンネローゼらの前に現れるも暴走して姿を消す。そこへ、アストライオスに興味を持ったサムライ・三船阿修羅が現れ、それができないと知るやアンネローゼと手合わせしようとするが、アストライオスの異変に気づき、手合わせを中断する。そして、彼女はアストライオスとの果たし状をしたため、その会場に自らの親友であるアイシュワリヤ・レイが運営する紅天楼を指定する。
決闘の場で、アストライオスはアンネローゼから破壊や殺戮を求める自らの本性を恐れていると指摘されると、気持ちをきりかえ、アンネローゼと対峙する。最終的にみねうちを浴びせられた彼は、敗北を認める。アンネローゼはその様子を見送りながら、けりをつけることができたと感じる。
後日、ミチコは不満を言いつつも、アンネローゼにまともな手料理を作り、紅天楼に新たなボーイが入ったことを話す。
クリスマス・ストーリーズ
クリスマスの夜だけに現れる暗殺者・サンタクロースを追っていた五車対魔忍は、次のターゲットが闇商人アンディ・ウォーレンであることを突き止める。クリスマスパーティーを計画していたウォーレンは五車側から予定の変更を求められたものの辞退する。五車側の提案により、ウォーレンの警備チームに独立遊撃隊が参加する。また、ウォーレンの個人的な思惑から、ユーリも雇われる。
パーティー当日、サンタクロースが会場を襲撃する。サンタクロースはおもちゃを兵器化して運用するだけでなく、相手の投擲武器もおもちゃにしてしまうため、小太郎たちは悪戦苦闘する。やがて、小太郎とユーリは彼らの目の前にいるサンタクロースも人形であることに気づく。本体の姿は人間の目には見えないことから、小太郎は会場近くの居酒屋で宴会をしていた火遁衆を呼ぶ。そして、サンタクロースの本体は彼らの炎によって追い詰められた挙句、ユーリの邪眼によって捕らえられる。
パーティーが再開される中、小太郎はユーリと過去に会ったことがあるのではないかと考え、本人に尋ねるが、はぐらかされてしまう。
他者言及
ゴブリンXは本筋とは無関係のエピソードのうち、逸刀流の面々が稽古をする場面は、デザイナーの新堂エルがアクションの練習として、2021年10月上旬にTwitterに投稿した漫画がもとになっているのではないかと推測している。
チャプター43「闇に咲く雪の花」
- 実装日：2021年12月22日[181]

年の瀬も近いある日、ユーリが朧の部下・ガルドスを殺した犯人とみなされる。朧の部下の一人・アルマは子分を連れてクローンアサギの事務所に乗り込む。だが、クローンアサギたちだけでなく、アルマに同行していたリーナもユーリが犯人だとは思えず、クローンアサギとミリアムはリーナの手引きでひそかに脱走する。
ナドラに匿われたユーリは、クローンアサギへの電話の中で、クリスマスパーティーの際にサンタクロースがおもちゃに変えた小太刀を回収できなかったことを明かす。
ノマドの魔界医療施設に潜入したクローンアサギとミリアムは、ガルドスの遺体の状況からその地位のわりに捜査がずさんな点に違和感を覚える。また、追手の目をかいくぐりながら調査をしていたユーリも、目撃証言が虚偽だったことを突き止め、ウォーレンが事件の背後にいることを知る。
3人は新証拠を提出し、朧に検死と関係者の身辺調査を要求する。検死によりユーリの疑惑は晴れた一方、捜査を取り仕切っていたアルマはウォーレンから差し向けられた内通者であることが判明し、粛清される。
検死の結果を見たユーリはウォーレンの正体が両親の仇・艶川百之介であることを突き止め、単身彼の元へと向かう。
一方、百之介もまたユーリとその母の抵抗により井河家長老衆から追放された恨みから、ユーリへの復讐を長年の悲願としており、クリスマスパーティーの件もその一環だった。また、彼はGと結託した卍鉄によってユーリの母の脳と邪眼を移植されたことでユーリの邪眼に対する耐性ができていた。
追い詰められたユーリは、美琴から「あなたの中の何かが治療の邪魔をしている」と言われたことを思い出し、自らの両眼をつぶす。これにより、彼女本来の忍法である冥遁の術が覚醒し、百之介を死に至らせる。
その後、ユーリは美琴から失明したわけではないことを伝えられ、引き続き治療を受けることになる。そして、静流の店で事件解決記念パーティーが行われ、手伝いに来ていた小太郎は、来店したユーリに「あなたは俺の幼馴染のふうま雪晴（ゆきは）さんですよね？」と尋ねる。
ゆきかぜがアイドルしてる件
- 実装日：2021年12月31日、シナリオ：そのだまさき[183]

ゆきかぜはプロゲーマー兼アイドルのY-KazeXとして芸能事務所に所属しており、彼女が正月のイベントに参加している間、小太郎がクリアたちを預かることになった。小太郎たちが4人が五車駅に着いた時、ミラベルが対魔忍と米連陸軍の協力関係を題材としたPR動画の撮影に来ていた。動画の撮影スタッフがゆきかぜの出演を打診していた矢先、空からトラジローを模したロボ・メカジローが降ってくる。当初小太郎たちは獣王会から送り込まれたものと考えていたが、大人ゆきかぜからの連絡により、彼女の世界から送り込まれたことが判明する。そして、メカジローのシステムの弱点を突く形で、メカジローを撃破・鹵獲する。
クリアたちとともにゆきかぜのライブを見た後、ゆきかぜが幼少期に家族と出かけたレストランで食事をする。

## あらすじ（2022年実装分）
ちょっと魔界に行ってくる
- 実装日：2022年1月16日[185]、ライター：里見ヨシカ[185]

ある日、小太郎はアサギから魔界の門の近くにある魔界の町・ゲートシティに潜入中の六穂との連絡任務を言い渡される。
その3日後、独立遊撃隊は、静流の案内でヨミハラにある魔界の門へ行く。静流が別件で魔界の門の番人を務めるノマドの幹部・瑠璃に会うと聞いた小太郎は彼女に頼み込んで本人と対面する。静流が用を済ませた後、瑠璃は魔法で紅衣団の構成員を転送して殺害する。瑠璃は過去に紅衣団の被害に遭っており、構成員の遺体から読み取った記憶から、シェイファーが犯人であると断定し、独立遊撃隊に捕縛を依頼する。また、瑠璃はヨミハラの薬師・カリナも紅衣団の脅迫を受けていたことを知っていたため、彼女を魔界の案内人に指名する。
4人と別れた後、静流は瑠璃から紅衣団がヤマタノオロチを雇っていたことを知らされ、ヤマタノオロチを買収する。
一行は六穂と合流した後、シェイファーとの待ち合わせ場所に行くが、シェイファーが召喚する大量の魔獣に圧倒される。彼はヤマタノオロチを呼ぶが、召喚した魔獣を片っ端から殺されてしまう。シェイファーは逃走を試みるも失敗し、拘束された。
チャプター44「背徳者は眠らない」
- 実装日：2022年1月21日[187]、ライター：そのだまさき[188]

魔を絶対悪とする新興宗教団体ネオアースのコミューン・ホーリータウンにて、信者が背徳者という怪物に変貌する事件が起きる。教団の司祭の一人であるグリムは知り合いを通じて魔界の吸血樹を取り寄せ、背徳者と化した信者たちと同化させることで無力化を図っていた。その矢先、消息不明だったサイボーグ兵士・ファリーラが現れる。近代以降の技術は魔を招くものとして教団では禁じられていたが、同化した背徳者たちをわが子としていつくしむ彼女の姿を見て、追い出したりせず、そばに置いていた。
この件に関するタレコミがDSOへ寄せられたことがきっかけで、アスカとリノアは現地に派遣される。2人は司祭のひとりであるマシウスと面会した後、手分けして調査に乗り出す。アスカがファリーラを確保し、その流れでグリムと会う。そこへマシウスが警備兵・クルセイダーたちを引き連れて吸血樹を燃やす。グリムは贖罪の念から背徳者たちに我が身をささげて死亡する。そこへリノアが現れ、マシウスを事件の真犯人として名指しする。高名なウイルス学者だった彼は、偶然見つけたパズズの残骸が装備していたPウイルスを神の福音とみなしていた。窮地に立たされた彼は、自らにPウイルスを注入し、マシウスクリーチャーへと変貌した。アスカたちがマシウスを倒した後、ファリーラはDSOの保護下に置かれ、Pウイルスの感染者たちもDSOにて治療法の研究が行われることとなった。
一方、大人ゆきかぜの世界では、氷神きららの復活により、Pウイルスの感染者を凍らせる形で延命する方法が確立しており、治療法を模索していた未来アスカが現代のDSOへタレコミを行っていたことが示唆される。
他者言及
ライターのゴブリンXは、グリムとファリーラが救おうとした背徳者が元々は孤児院の子どもたちだろうと推測したうえで、グリムの行いがほぼ無駄で、事件の元凶であるマシウスが残した研究データが役に立つという結末は、ピリリと効いた皮肉であると評している。一方、ゴブリンXは、リノアの立ち位置は予想通りだったが佐馬斗と絡まないのは寂しいと述べている。
罪と罰
- 実装日：2022年1月31日[189]

五車決戦の後、扇舟は核爆弾回収の件と、星舟のたくらみの立証に協力したことから、五車からの追放のみで済まされた。その際、アサギは五車のはずれに隠れ家を用意するつもりだったが、扇舟本人はこれを辞退する。彼女は自らを罰するべく、ヨミハラで娼婦を始めた。当初は美貌と元対魔忍という経歴から人気が高かったものの、自暴自棄な姿勢から数か月の間に落ちぶれた。それを見かねた娼館の主・フェルマの紹介で、扇舟はヨミハラの中華料理店・味龍にアルバイトとして就職する。扇舟はそれぞれ重い過去を持つ従業員たちが懸命に働く姿を見て励まされる。そんな中、ネイスが借金の取り立てのために店を訪れる。彼女を知っていた扇舟は、霜の鬼神の土地で唯一生育する毒草・ヨルの魔草の無毒化の方法を伝授すると同時に、店への仕入れを提案し、借金の帳消しを実現する。
一方、五車町では、扇舟の処遇に不満を持った先の決戦の遺族が、学園に保管されていた扇舟の腕と自らの命を材料に、霊遁の術・死獣転生を用いて「呪詛の魔獣」を作り、扇舟の元へ放つ。アサギは個人的なお願いとして独立遊撃隊に扇舟の護衛を依頼し、小太郎も迷った末に引き受ける。
それから一週間後、店内での試食会を経て、扇舟が考案したメニューは正式採用され、客からの評判も上々だった。その夜、営業を終えて店を出た扇舟の前に、呪詛の魔獣が現れる。彼女を監視していた独立遊撃隊の協力を得、扇舟は魔獣に核として埋め込まれた自らの腕を破壊するが、これによって魔獣は暴走し、無関係の者も巻き込まれる。小太郎が魔獣の本質に気づいた時、扇舟は自ら命を絶つ。
扇舟の死後、味龍の面々は思い出すたびにつらくなるという理由から、扇舟の考案したメニューを外すことも考えたが、彼女の生きた証を残すべく、そのままにした。
From Your Valentine
- 実装日：2022年2月14日[191]

2月14日、小太郎はクリアに呼び出され、ゆきかぜたちとアスカからバレンタインのプレゼントをもらう。その様子を陰から見守っていた時子は9年前の同じ日に起きた出来事を思い出す。
9年前のその日、テウタテスがテセラックを狙い、大隊を率いて甲河の里を襲撃する。当主のアスカとその後見人の甲河朧は、時子の助太刀で館からの脱出する。だが、館の周囲にはワイトら彼の配下が待機していたうえ、テウタテス自身もエドウィン・ブラックに酷似した姿に変化してアスカたちを追い詰める。甲河朧は時子にアスカを託した後、わざと彼に倒され、幽体離脱する形で逃走する。テウタテスは残された甲河朧の肉体を回収する。一方、時子はテウタテス一味の大幹部・ケルヌンノスを倒す。彼は倒されても復活したが、遅れてやってきたアサギと不知火に追いつめられて逃走する。
Chapter45「ありがとう、お姉ちゃん」
並行世界の現代（のちの大人ゆきかぜの世界）、デモゴルゴン率いるブレインフレーヤーの軍勢は五車に侵略する。テセラックの効能により対魔粒子を封じられたことで、対魔忍たちは忍法が使えなくなり、なすすべもなく蹂躙される。弱体化されたゆきかぜが悪戦苦闘する中、クリアは自らを犠牲にし、デモゴルゴンらに立ち向かう。
そして、時がたち、大人ゆきかぜと未来アスカはギガースの依頼で核燃料を探しに行く。核燃料の保管場所である廃病院の前で、2人は小太郎を思わせる犬と出会うも、追い払う。大人ゆきかぜが核燃料を回収し終わったところ、デモゴルゴンが現れる。デモゴルゴンは死んだふりをして2人と1匹を捕食しようとするも、大人ゆきかぜの雷撃により焼失する。そして、2人は犬を連れて帰還する。
一方、現代では、リリムから小太郎に淫魔族のお家騒動の話が伝わっていた。
メイドさんと草
冬のある日、小動物コンビはヨミハラで入手したヨルの魔草を五車の洞窟で栽培する。ところが、ヨルの魔草ことザックームには、成長すると育てた者を殺しにかかる性質があり、春を迎えるころには巨大な怪物と化していた。さらに、クリアと伊咲の妹・伊織も小動物コンビのたくらみに加担していたことが小太郎の知るところとなる。そして、クリアたち3人を連れて対処しに来た小太郎の前で、リリムはザックームから放出された催眠ガスで眠ってしまう。伊織とクリアが応戦する中、小太郎はヨミハラにいる静流に電話で相談し、弱点が流水、すなわち大量の水であることを突き止める。
そして、小太郎は眠っているリリムをおとりに近くの川までザックームを誘導し、伊織たちがザックームを倒す。
人さがしの夢魔
- 実装日：2022年3月16日[195]、ライター：里見ヨシカ[196]

リリムの友人の夢魔・ファンタスマは、リリムの身代わりとして肉体を奪われて魂を封じられるという罰を受ける。その後、リリムはゲートシティの占い師アンナに捜索を依頼し、自らも同行する。そして、リリムがファンタスマの魂を解き放ち、アンナの肉体にファンタスマが入り込む。その後、二人の話し合いにより、昼はアンナが、夜はファンタスマが主導権を握ることとなった。また、アンナはファンタスマの名を屋号として用い、ヨミハラに移転した。
ある日、リリムがヨミハラに来なくなったことを心配したアンナは、占いでリリムがまえさき市にいると思い、現地へ赴く。
一方、ヨミハラではアンナ（ファンタスマ）が淫魔王の隠し子であるようなうわさが流れており、フュルストはオロバスとシームルグに彼女の抹殺を命じる。ところが、オロバスが来た時点で店はもぬけの殻だった上、別件でアンナを訪ねてきた小太郎と鉢合わせる。小太郎はアンナの友人の夢魔・アレッキィに助けられた後、2人でまえさき市へ向かう。
翌日、アンナはまえさき市でチンピラに絡まれていたところを、たまたま来ていたアスカと同僚のカリン・ブランフォードに助けられ、小太郎たちとも会う。アンナ本人から事情を聞いた小太郎は、リリムが五車にいることを明かす。日暮れが近いことから、ヨミハラへ戻ることにしたアレッキィを除いた一同は、それぞれの宿泊先へ向かう。その夜、シームルグは小太郎たちが泊まっている部屋に侵入するが、本人たちから反撃された上、駆け付けたアレッキィによって撃退される。
翌朝、アレッキィを見送った後、小太郎たち4人は五車町へ向かう。一方シームルグ達は五車町への最短ルートで待ち伏せしていたものの、なかなかうまくいかなかったうえ、オロバスが隠れていた木々を切り払ってしまったことで小太郎らに見つかってしまう。最終的にオロバスたちはファンタスマの夢の中に閉じ込められたうえ、リリムと小太郎の加勢により敗北を喫する。
後日、アレッキィはアンナとの会話の中で、イシュタルの依頼でアンナ（ファンタスマ）を影武者に仕立てるために噂を流したが、アンナ（ファンタスマ）との友情を優先したことを明かす。
他者評価
ゴブリンXは、本エピソードに登場したカリンについて、物語のメインキャラクターではないためよくわからないとしつつも、立ち位置がケイリーと似ていたと指摘している。
Chapter46「首領と魔神さま」
- ライター：そのだまさき[198]

ギガースの部下・怪力のトルケルは彼女から独立するため、ブレインフレーヤーの協力のもと、反ブレインフレーヤー組織・Banditを倒して手柄を立てることをもくろんでいた。ところが、彼のたくらみはギガースに筒抜けであり、側近のメーティスを通じてレジスタンスと協力関係にある抵抗組織・Banditと同盟を組み、ブレインフレーヤーのトリトン率いる連合軍を倒す。また、レイダーの本拠地で待機していたトルケルも、ギガースが送り込んだ「鬼神」によって始末される。
ヨミハラ大応援チアバトル
- 実装日：2022年3月31日[199]

魔界の老騎士セルバンデスは嘗て名将として名高かったが、寄る年波には勝てず、今ではノマドの客将として魔界の門の警備をしていた。ある日、彼は引退して帰郷することとなり、リーナは彼に対魔忍を倒してもらうところを撮影しようと思い立ち、ヨミハラの神社の神職を務める玉藻に協力を要請する。そして、ヨミハラのデモンズアリーナにて、セルバンデスと対魔忍X（小太郎）のエキシビジョンマッチが組まれる。ジュノをはじめとする異界の女神たちの応援もあり、会場の熱気が高まる中、小太郎の中にあるブラックの力が発動しかけるが、玉藻によって抑えられ、エキシビジョンマッチは無事に終了した。
対魔忍-N
- 実装日：2022年4月1日[200]

五車対魔忍は内調から未完成のVRゲームのデータを押収し、美琴の協力の元、内容を補完して完成させ、小太郎にテストプレイをさせる。その時の内容は以下の通りである。
小太郎が内調遊撃隊の指揮官として、星舟と扇舟、メイジャー、そしてタクシャカから説明を受けていた矢先、タコ蛇子たちが乱入し、五車の精鋭たちに化ける。一行が稲毛屋までタコ蛇子たちを追い詰めるも、稲毛屋の主人・稲毛夏の策に嵌る。
トラと天使とアルバイト
ある日、トラジローはかねてより天音たちから聞いていたヨミハラに興味を持ち、ワーウルフの誕生日プレゼントの資金調達もかねて味龍でアルバイトを開始する。
一方、紅衣団はアイアンサイドの再起不能によって弱体化し、構成員の一人であるラッキー・ヴァラキは部下たちとともにフュルストの軍門に下る。ある日、フュルストはヴァラキに子供たちの誘拐を依頼し、協力者として死霊族のエルヴィーラを同行させる。同じころ、米連の超能力兵士ミシェア・シルキースは、仮面の対魔忍の命令でヨミハラに潜入していたところ、バイト中のトラジローと出会う。トラジローと別れた後、ミシェアはスラム街でヴァラキが子どもたちを攫おうとしていたのを見て止めに入るが、彼は自らに施された魔繍・苦呪の糸を用いてミシェアを拘束する。一方、ビルヴァの孤児院へ配達に向かっていたトラジローは、ミシェアに助けられた子どもたちに誘導され、ヴァラキを撃退する。ヴァラキは伏兵としてエルヴィーラを呼び出すも暗殺に失敗し、そのまま退散する。
その後、トラジローはミシェアと子どもたちを連れてビルヴァの元へ行き、本人と子どもたち、そして孤児院の支援者である朧から感謝される。
他者言及
ゴブリンXは、朧がスラムの子どもに優しくしているという設定は、原作を知っていて『RPGX』を未プレイの人にとっては最も驚くべきポイントかもしれないとしている。
チャプター47「The Ressurection」
特務機関Gの代表デイヴィッド・ダールは星舟に代わって自分たちが作戦を引き継ぐべく、神田旅団の代表を務める神田少将と面会する。テウタテスとも協力関係にあるダールは、イングリッドを暗殺すべく、朧とフュルストの協力の元、Gの協力者・アレスと、沙耶NEOの後継機・リザレクションをヨミハラに投入する。ところが、朧が飼い猫のおぼ猫や部下のインティライミを通じて計画を妨害していた上、沙耶NEOがリザレクションを追って五車からヨミハラまで来てしまい、姉妹同士の殺し合いへと発展する。沙耶NEOを追っていたライブラリーはしばらく姿を隠して様子を見守っていたが、彼女が自ら手を下すことにためらっていることに気づいて姿を現し、「これはお前の戦いだから、いつもの遊び心を忘れぬように」とアドバイスをする。これを聞いた彼女は気を取り直し、リザレクションを倒す。これを見たアレスは協力者のエルヴィーラとともにその場から退散する。その後、イングリッド暗殺未遂事件の捜査が展開され、捜査の手はフュルストにも及びつつあった。
一方、自分の姉・エレシュキガルがテウタテスによって蘇生したことを知ったイシュタルは、警戒心から不知火との和解に奔走する。
さらにそのころ、マルジャーナは、自分の盟友にして霜の鬼神一族の長兼鬼哭のボス・ラグナロクとの会話の中で、イングリッド暗殺計画を把握していたものの、ノマドの弱体化への期待からあえて放置していたことを明かし、ラグナロクに手出しは無用とくぎを刺す。ラグナロク本人も、娘を取り戻せるのなら人間界はどうでもいいと返す。
別れの夜会
中立を生存戦略に掲げるカヲルには、アミダハラ監獄の所長だけでなく、ヨミハラの高級クラブ「黒薔薇」のオーナーママとしての一面を持っていた。ある日、骸佐と権左が、新興盗賊ギルドの代表・ロロネーと同盟を組むため、黒薔薇に来店する。ところが、ロロネーはすでにフュルストの軍門に下っており、2人を暗殺しようとする。ロロネーは自らの魂を「不死の幽体」という幽鬼に分割する能力を用いる人海戦術で骸佐を追い詰める。そこへ、カヲルから「黒薔薇」に招待されていた小太郎が骸佐の助太刀に入り、ロロネーを撃退する。その後、骸佐と権左、そして2人を追って店まで来た紅の3人が、なだれ込むフュルストの配下たちと応戦する間、カヲルは小太郎を裏口まで案内する。
イングリッドの休暇
イングリッドは、暗殺未遂事件により休暇を台無しにされたことから、あらためて休暇を取り直す。ところが、彼女はもともと休むのが下手だったため、何をすればよいのかわからずにいた。ドロレスの頼みで、イングリッドは東京キングダムにある闇のサーキットへ連れて行く。ゲーム「デスグランプリSP」のモデルでもあるこのレース場では、違法改造車によるレースが行われていた。2人はVIP席に案内され、レースクイーン兼グリッドガールのサキュバス・セナにもてなされる。一方、同じゲームを通じてこのレース場を知った小太郎も鹿之助を連れて遊びに来ており、同学年の速水心寧と留学生のシャロン・オルアレスと会っていた。その矢先、怪人ヴリトラがコースに乱入し、会場は混乱に陥る。レースを台無しにされた憤りから、心寧は得意の高速戦闘でヴリトラに戦いを挑む。猛スピードの戦いの末、仲間たちとドロレス、そしてセナの協力もあって、心寧はヴリトラを撃破する。なおも悪あがきを続けるヴリトラの前にイングリッドが現れ、とどめを刺す。レースが再開される中、小太郎たちはヴリトラを倒した功労者としてVIP席に案内され、イングリッドたちと対面する。
Chapter48「鬼神の対魔忍」
大人ゆきかぜの世界において、鬼神凛子はブレインフレーヤーの幹部たちを次々に倒していった。だが、彼女はダゴンによって身体を改造された際、移植された左腕から殺意が溢れるようになってしまい、それで一般人を殺してしまう。その後、彼女はギガースに介抱され、仕事の斡旋と引き換えに左腕を制御するための魔術を施される。それ以来、彼女はかつて自分が斬ったものが変じた怪物や、自分と似た姿をした「殺戮の剣鬼」という女に襲われ、致命傷を受けながらも死ぬことができずにいた。ある日、大人ゆきかぜが、まり首領の側近・魔神蛇子さまとともに、鬼神凛子を訪ねて荒れ寺を訪れ、自分達のどちらかに加わらないかと提言する。だが、鬼神凛子は左腕を理由にこれを辞退する。そこへ、「殺戮の剣鬼」が大人ゆきかぜらを狙うかのように姿を現す。「殺戮の剣鬼」から致命傷を与えられた鬼神凛子はギガースの「勝利とは一つの価値を指すものではない」という言葉を思い出し、左腕の鬼神の力を受け入れる形で復活し、「殺戮の剣鬼」をたおす。そして、「殺戮の剣鬼」の正体が、鬼神凛子の生み出した殺意の影、すなわち彼女が拒み続けた己の心の一部であることが判明する。
一方、ブレインフレーヤーたちの間ではダゴンの独断専行が問題視されており、ブレインフレーヤーの女王にしてマルジャーナの妹マウザは密偵を送る。
そのころ現代では、舞華が火遁衆総隊長・加藤鉄志から伍番隊の筆頭に推薦されて戸惑うが、小太郎の後押しを受けて気を取り直す。
さらにその頃、イングリッドは魔界9貴族の一人、暗殺卿ケーレスと会い、元部下のアレスが暗殺未遂事件に関与したかを尋ねる。ケーレスは真否を明言しなかったものの、テウタテスがエレシュキガルを復活させたことを許せないと話す。ケーレスは別れ際にイングリッドへ、小太郎によって全ての災いが収束すると助言する。
アサギ校長と結婚してみた
アサギは扇舟の遺品から、招待状と思われるカードを見つける。そこにしるされた数字はとある山の座標を示しているらしく、アサギは小太郎とともに現地へ向かう。道中、小太郎がカードを取り出したところ、いきなり鳩が現れ、二人をテーマパーク「マリッジ・ランド」へ案内する。園内にある城はカップル専用であり、二人は結婚式を挙げるカップルと偽って中に入り、式を挙げる。食事の後、二人は神父に初夜用の部屋に案内され、外から鍵をかけられる。そこへバイトに来ていたブリジットから花嫁救出クエストの存在を知らされる。
クエスト終了後、パークの経営者が玉藻だったことが判明する。
陰陽念流の剣士
動画配信で生計を立てている魔族の少女・チアルは、リスナーから煽られる形でヨミハラヘ赴く。彼女は淫魔族の娼館の前にいたところを、さくらと静流に見つかれ諭される。そして二人の警告を無視した彼女は裏道を進み、朧たちに見つかってしまう。だが、配信を見ていたドロレスから朧に連絡が入り、ことなきを得た。朧の元を後にしたチアルは偶然知り合ったナーサラとの出会いがきっかけで、デビルワーム討伐のバイトに参加する羽目になり、ついにはほかのバイト参加者とともにヒュドラを撃破する。
一方、大人ゆきかぜの世界では、元対魔忍の機械生命体・鬼壱あずさが、友人マウザの使者として、ダゴンの隠れ家に潜入し、彼が自らが支配する次元を私物化してい居たことを突き止め、側近・アブドゥフを撃破する。ダゴンはアブドゥフに仕掛けていた自爆魔法で証拠隠滅を図るものの失敗に終わり、あずさを通じてマウザに謀反が知られてしまう。
魔王の娘とビーチ
ファンタスマの一件の後、シームルグとオロバスはフュルストに捨てられ、野垂れ死にしそうになっていたところを若いさくらに拾われる。彼女とともに海の家でアルバイトをしていた矢先、リリムが小太郎を連れて来店する。一方、天音やイシュタルなど、小太郎とリリムの周囲の人々も彼らを心配するあまりビーチに来ていた。さらにそのころ、フュルストはシームルグらに追跡魔法をかけており、それをたどって海の家の近くまでくる。そして、シームルグらに融合魔法をかけ空間転移術を付与して融合魔獣シームルバスをこしらえた上、別の魔獣も召喚してビーチを混乱に陥れる。ところが、ビーチには天音たちだけでなく任務中の対魔忍も来ており、騒動はあっけなく鎮圧される。
天音に同行していたトラジローの頼みで、リリムはシームルグらの魔法を解き、二人は獣王会に入った。
人魚の住む海
米連が生み出した人造魔族・サブマリンは、個人名も与えられず、兵器として扱われる日々を送っていた。たまたま任務で一緒になったカリンは、兵器として扱われてきた境遇に同情してノマドの経営するヨミハラビーチへ連れて行くも、サブマリンがこの場所を気に入るあまり研究所へ帰るのを嫌がってしまう。
一方、静流とともにヨミハラビーチに来ていた小太郎は、アレッキィと再会する。その矢先、ビーチの監視員より朧から預けられていたおぼ猫を探してほしいと頼まれる。サブマリンを探していたカリンを加えた一行は、西の入江でサブマリンと一緒にいたおぼ猫を見つける。ところが、同じくビーチに来ていたクラクルの乱入により、空中で様子を見守っていたアレッキィを除く一行は海に落ちてしまう。その後、カリンの嘆願の受け、静流がノマドと交渉してサブマリンをこの場所に住めるようにすることとなり、アレッキイとカリンが事後処理を行うこととなった。
Chapter49「筆頭の試練」
- シナリオ：そのだまさき[211]

若い紫は戦友の若いさくらを探して大人ゆきかぜの世界を訪れ、ブレインコアへ潜入する。ブレインフレーヤーたちは労働力となる人間たちをブレインコアの最下層アンダークに住まわせていたものの、住民たちは隠し通路を通じて地上のレイダーたちと交易していた。紫はアンダークの住民たちの元締め・ビッグバン・ドズと一線を交え、自らの能力の秘密を教える代わりに情報を得る。
一方、ロロネーとヴァラキは、フュルストの処刑に巻き込まれるのを恐れ、二車忍軍に逃げ込む。
さらにその頃、アンブローズは魔界にあるテウタテスの屋敷に侵入する。衛兵や使用人たちと押し問答になる中、アンブローズの実弟モリガンが姿を現す。モリガンはエレシュキガルの復活が事実だとしつつも、反対したのにテウタテスに無視されたことを明かし、その場は一応丸く収まる。
同じ頃、現代の五車では、火遁衆の筆頭会議が佐那の店で行われることとなった。舞華と小太郎が着た後、筆頭たちが次々と来店し、会議が開かれる。推薦者の鉄志を除く過半数の筆頭の同意が必要であるため、焔たち全員が同意すれば舞華は筆頭になれる。他の面々が賛成する中、唯一、肆番隊筆頭の死々村伝治は自分の最年少筆頭記録を更新されたくがないために反対する。このままお開きかと思われたその時、捌番隊筆頭の巌丈太郎が二人の直接対決を提案する。小太郎は当初舞華の援護をするつもりだったが、炎斗たちから戦力差を指摘されたため、伝治の提案で双方にサポート役を置いたタッグマッチに変更され、伝治のサポート役にはいとこの孤路が指名された。そして当日、学園の地下訓練場にて、疑似ヨミハラを舞台とした戦いが始まる。　伝治たちは舞華の接敵を許した末に泥試合に持ち込まれ、降参する。これにより舞華は晴れて火遁衆伍番隊筆頭に就任する。
開発スタッフによる言及
担当ライターのそのだまさきは2025年のブログの中で、ロロネーとヴァラキがフュルストを裏切って二車忍軍に来た時、骸佐が「初陣は一番前だ」と脅し文句を言い放つ場面について、自分が書いたとはいえあまりにも骸佐の器が小さく感じたと振り返りつつも、彼の性格を考えると仕方なかったと述べている。
他者言及
ライターのゴブリンXは、BugBugに寄せた連載記事の中で、6月のメインクエストの更新ができなかったため、7月の更新分に物語が詰め込まれた可能性を指摘している。
GUNSLINGER and TAIMANIN
- 実装日：2023年7月31日[213]

本エピソードは、漫画『BLACK LAGOON』とのコラボレーションという位置づけであり、『BLACK LAGOON』側のキャラクターは同名の劇中劇の登場人物のモデルになった実在の人物という設定である。
南シナ海にあるヴェナム共和国のコートララ島にて、魔界出身の犯罪組織「グランドオーク海賊団」が国家転覆を企てているという情報が日本政府に入り、アサギは政府からの命令で独立遊撃隊を現地に送り込む。その際、アサギは人気ドラマ『ブラックラグーン』の登場人物のモデルであるバラライカと旧知の中であったことから、同じく作中人物のモデルとなった運送屋「ラグーン商会」のレヴィを現地協力者につけ、独立遊撃隊を現地に派遣する。また、ゆきかぜも半ば強引に同行する。
ゆきかぜら女性陣が海賊団のアジトである高級クラブにホステスとして潜入する間、小太郎たち男性陣は店の裏口から潜入してデータを入手する。双方が合流した矢先、南米のラブレス家のメイドのロベルタが盗まれた宝石を追って店に乱入し、混乱に陥れる。小太郎が得たデータの中には盗品リストもあったため、一行はロベルタとともに店を出る。また、彼女の主であるガルシアの許諾を得て、一行は彼女と協力関係を結ぶ。
小太郎が得たデータの中には、海賊団による武装蜂起の計画も含まれており、支援者としてバラライカの名前が挙がっていたが、海賊団の団長の人柄が計画とそぐわないことから、この計画が偽装であることが判明する。データの中には『ブラックラグーン』に関するものも多数あり、小太郎はこれを利用して海賊団とバラライカに連絡する。
そして、アレスたちが島を制圧するために、新兵器を餌に海賊団をおびき寄せたところで、独立遊撃隊一行と海賊団、そしてバラライカたちの反撃を受ける。
バニーの亡霊
バニー・Kの死から1年後、バニーの日にちなんだパーティに向け、Bunny Kingでは大当たりが出る確率が上げられた。ところが、死したはずのオーナー・バニーKの亡霊が大当たりを引いた客を殺す事件が起き、客足にも響いていた。バニーKから店の経営を引き継いだノマドも把握していたものの、証拠を掴めずにいた。エレーナから報告を受けたイングリッドは本物の幽霊ならまず自分を狙うはずだと考え、ドロレスに調査を命じる。
ドロレスから相談を受けた小太郎は、個人的な依頼として孤路に連絡したところ、孤路の提案により紫水と入れ替わる。来店した2人は静流とドロレス、そして協力者である信楽まめと顔を合わせる。早速紫水は孤路由来の魂遁の術で幽霊が警告を発していることに気づく。そして、悪霊を誘き寄せるべく、ディーラーとして来ていたリリノーエと協力して、ルーレットで大当たりの八百長を仕掛けるが、バニーKの幽霊に扮したミスター・フール現れる。フールがまめの変身術に降参して一件落着かとおもいきやバニーKの量産型が複数現れる。さらにそこへ巨大ロボのナイトメア・バニーKが現れ、量産型を破壊する。実は、本人の没後も調整に用いていた機材の稼働は続いていた上、死の直前に彼女が抱いたイングリッドへの執着が機材に影響を及ぼした結果、ほかの機械のパーツを流用する形でナイトメア・バニーが誕生した。孤路の魂遁の術で本人の意向を確認した紫水らは、その魂を量産型に魂を移す。
これにより、バニーKは自らの悪夢を打ち破るも、生命エネルギーが残っていたらしく、それは復活を意味していた。
Chapter50「ヨミハラ牛追い大レース」
テウタテスとノマドの対立の激化により商人がヨミハラを避けるようになったことで経済が停滞し、ヨミハラ住民たちの生活にも影響が出る。特にクローンアサギらの場合、酒場や食料品店がこれまでのツケを悪徳業者「ピグピグファイナンス」に売ってしまったため、全員娼館送りの危機に立たされていた。
その矢先、鬼武衆の牧場から魔牛カトブレパスの群れが脱走する。報奨金が出ると知ったクローンアサギらは、他のヨミハラ住民と共に捕獲に乗り出す。
一方Gは、アレスと人造竜人のフィオナをヨミハラに投入する。アレスと別れたフィオナは、敵愾心から休憩時間を利用してクローンアサギを始末しようと考える。
その頃、カトブレパスの群れを追っていたクローンアサギたちは辺境で亜希たちとも合流するが、ピグピグファイナンスに雇われたヤマタノオロチとアンリードの妨害に遭う。そこへ、フィオナとバブルス君が現れて、カトブレパスのヌシを抹殺する。ピグピグファイナンスのオーナーは獲物を台無しにされた怒りからフィオナに詰め寄ったところを襲われるが、クローンアサギの介入により一命を取り留める。サイボーグでもあるフィオナは、クローンアサギの武器「ネメシス」の改良版「ネメシスII」で一行を圧倒する。そこへアレスがフィオナを回収しに現れ、魔術でヤマタノオロチに大火傷を負わせる。その様子を見たミリアムは、その魔術が自分の封じられた魔力に由来することに気づく。
その後、金についてはピグピグファイナンスが大目に見てくれることとなった。また、亜希とフランシスのペット捜索も解決したが、依頼人がフェリシアであることを知らなかった。
舞華姐さんの魚退治
- 実装日：2022年8月31日、ライター：里見ヨシカ[217]

舞華姐さんは趣味の魚釣りを収入源の一つにしていたものの、ある時から全く釣れなくなって困っていた。
そこへギガースの私兵の一人である火遁使い・石神井爽美が接触するも、軽くあしらってそのまま市場へ行く。その際、商人から欲しかった日本刀を受け取り、ついでにろうとするが、代金が足りないことに気づく。そこへ爽美が現れ、秘蔵の雑誌と引き換えに代金を立て替えた。その矢先、龍魚が出没する騒動が起こり、道中出会ったBanditの構成員・飴谷しいなを仲間に加える。また、彼女のテレパスから、龍魚は魔界生物であり、ブレインフレーヤーだけでなくバロネスも狙っていたことが判明する。
また、龍魚は群れで最も強い個体のみが成体へと成長する性質があり、舞華姐さんはこれが異変の原因だと気づく。三人で龍魚を仕留め、レジスタンスの皆にふるまった。また、この一件で能力の制御ができた爽美は、ギガースの元を離れ、レジスタンスに加わった。
地下都市の用心棒
- 実装日：2022年9月16日、ライター：飯田和彦[219]

フランシスファミリーのスポンサーだった魔界貴族レピタ・リッチスターはファミリーの消失で生じた損害の穴埋めとして、家業である魔界の希少金属オリハルコン鉱山の運営を手伝う羽目になる。
ある日、彼女は従者のセバスチャンを連れてヨミハラへ出張した際にフランシスと再会し、彼女を用心棒として雇う。ところが、三人揃ってエレシュキガルの部下・ハデスシスターのわなにかかってしまった上、次いで現れたワイトがフランシスに奇襲をかける。そこへ光学迷彩を身にまとった災禍が現れ、邪眼でハデスシスターとワイトにフランシスが死んだと思い込ませる。ハデスシスターらは災禍の細工に気づかぬままアジトがある地下聖堂でレピタを拷問した際、フランシスの死に言及したことがレピタの逆鱗に触れ、怪力で拘束具を破壊されてしまう。そこへフランシスを連れた災禍が登場し、さらにはセバスチャンやクローンアサギ一行も駆けつける。
ハデスシスターらが撤退する中、災禍は一人その場を後にし、アンブローズとイシュタルと会う。実は災禍はアサギから「淫魔族の大幹部の中に元対魔忍がいる」という情報の真偽を確かめよという密命を受けており、アンブローズたちから取引条件としてエレシュキガル派の拠点の破壊を提示されていたことが判明する。そして、二人は災禍を幻影の魔女こと不知火の元へと案内する。
Chapter51「フュルスト」
- 実装日：2023年9月21日[201]、ライター：そのだまさき[221]

ブラックは、テウタテスの依頼を受けたエウリュアレーとの戦いの中、彼女の罠にはまり、どことも知らぬ場所へ転移される。
一方、イングリッドはフュルストが暗殺未遂事件に関与したことを把握していたが、政治的な理由から直接動けないため、リーナを通じてフュルストを倒し来た二車忍軍を支援する。その間、自身は朧と面会する。
そのフュルストは静流に化けたヴィネアを通じて独立遊撃隊を自邸までおびきよせるも、小太郎が伏兵として用意したライブラリーにヴィネアを倒されてしまい、本物の静流も災禍に救出される。その間に屋敷へ到着した二車忍軍と鬼武衆によってケルヌンノスとハデスシスターが倒される。手薄になった屋敷に侵入したロロネーとヴァラキがフュルストに襲いかかるが、フュルストは異界の力で魔人へと変貌し、小太郎たちと骸佐の前でロロネーたちを倒す。災禍の邪眼も通用せぬ中、一同はリーナの助太刀を受けてフュルストを倒す。
そのころ、エレシュキガルは、魔界の一角・冥界にある自宅を訪れたテウタテスから淫魔王の落胤リリムの存在を言及されるや否や血相を変える。
開発スタッフによる言及
そのだは、この時点で骸佐の行く末は決まっていなかったものの、小太郎に勝てないという絶望はいつか伏線として使えるため、そのような戦闘描写にしてよかったと述懐している。また、二車忍軍の中で小太郎の真価を目の当たりにしたのは骸佐だけだったことも都合が良かったとそのだは振り返っている。一方、二車忍軍の幹部たちはストーリーにおいてなかなか成長しないうえ大半が決戦ユニットとして実装されていた分システムボイスで小太郎の悪口を聞くことになるため、そのだは扱いに苦労してきた。本シナリオを執筆する中で、全員共闘できない設定を思いついた。また、そのだは本シナリオにおいて最もまともそうに見えた尚之助が最悪の戦闘狂だと明かされたことが大きかったと述べている。
稲毛屋の夏
残暑が続くある日、夏はかき氷を購入した卯奈から味がいつもと違うことを指摘される。というのもこのかき氷はまえさき市の奥山の山上湖で採れる天然氷を原料としており、このことは原産地の異変を意味していた。夏は調査に乗り出し、卯奈と一緒に稲毛屋を訪れていた蛇子とハイリも同行する。
湖に異常はなかったものの、みこととルイスから、湖より上の地点にGの監視施設があることを知らされ、予定を変更してその施設に潜入した。
一方、米連の暗殺部隊の隊員ロッカは、その施設が製造している魔獣インビジブルビーストこそが自分の故郷を破壊したと考えて単身で現地へ向かうも、インビジブルビーストに崖から落とされてしまい、フェンリルに助けられる。ドナとその友人レーベ・サフリーは仲間のロッカを探しに来ていたところ、蛇子たちと会い、次いで現れたフェンリルの案内でロッカのいる洞窟に来る。夏の魂遁の術でロッカが回復したところで、インビジブルビーストが姿を現す。この個体は彼女の故郷を襲った魔獣と同じ個体であるだけでなく、フェンリルの同族のクローンであることも判明した。インビジブルビーストを皆で撃破した後、夏はフェンリルとともにこの施設に殴り込み、そこで量産されていたインビジブルビーストを倒す。
ハロウィンの魔女剣客
- 実装日：2022年10月16日、ライター：そのだまさき[223]

ミリアムとシュヴァリエは、ハロウィンの儀式のためまえさき市を訪れる。その際、市内でハロウィンを楽しむ人々からエネルギーを吸い取るための魔術装置を見つけるも、自分たちでは手に負えないと判断し、ノイの代理で儀式の場に来たアンネローゼに真相を探るよう依頼し、警護に来ていた対魔忍の一人・羽鳥志津香と、ジェネラルハロウィンに乗ってまえさき市に来ていたルネも協力する。
装置を用意したのはドクター・サイクロプスであり、リア充への僻みから享楽のエネルギーを地下にある自分の拠点に集めて利用しようとたくらんでいた。ところが、協力者して雇ったミナサキのいたずらにより魔法陣が暴走し、集めた享楽のエネルギーが町のはずれに眠る侍たちの墓に流れ込んでしまう。これにより、侍たちの霊は、自分達を弔うことなく毎年乱痴気騒ぎを起こす子孫たちへの怒りから、合体して彼岸のサムライという悪霊と化した。やがて、近隣の墓に葬られていた者やハロウィンの騒ぎの中で死んだ者たちがゾンビ化したり、本物の悪霊や怪物が出没するようになり、ついにはサムライ自身が市街地に乗り込んでしまう。
志津香がジェネラルハロウィンの投影機能を通じて自らの邪眼を発動させたことで町中は恐怖に陥る。これにより享楽のエネルギー供給は途絶え、サイクロプスのたくらみは失敗に終わる。これにより、彼岸のサムライは戦意を喪失する。彼はアンネローゼの魔法によってハロウィンのサムライとなり、ハロウィンの悪霊と共に夜の街へ消えていく。
Chapter52「亜希の次元漂流記」
- 実装日：2022年10月21日[225]、ライター：そのだまさき[226]、ライター：そのあ

フュルスト暗殺事件より幾分か後のこと、亜希はふうま魏蓮という男の襲撃を受ける。亜希は魏蓮に心当たりがなく、戸惑っていたところにナーサラが助太刀に来るものの、魏蓮が邪眼・我鵜主(ガウス)を通じて操る磁力とナーサラの力がぶつかり合った結果、時空に亀裂が入り、亜希は過去の並行世界へ飛ばされてしまう。
その世界のヨミハラに不時着した彼女は、魏蓮に助けられる。この時の彼の態度から、亜希は直前に出会った彼とは別の世界の人物だと判断し、そのまま行動を共にする一方、邪眼に執着する魏蓮に違和感を感じる。
ところで、魏蓮は忍法が使えないがために低い立場におり、家族にも忍法を使える者がおらず、その家族も任務中に命を落とした。 その後、彼はとある魔物の襲撃によって肉体が侵食された結果、磁力を操る邪眼・我鵜主(ガウス)を手に入れる。これにより地位が向上し、ふうま姓を名乗ることを許される。 一方、周囲の人々は亜希を見て彼の新しい恋人と誤解し、ついには彼のことを慕っていた扇舟が嫉妬心で亜希を襲ってしまう。亜希の対応がきっかけで誤解は解け、扇舟に慕われる。
亜希がこの世界に来てから1ヶ月後のある日、扇舟は亜希から毎晩魏蓮が地下室に行っていることを聞いて態度を一変させ、彼の家へ向かう。 彼女は地下室で倒れているところを駆けつけた亜希に発見され、魏蓮を止めるよう言い残す。次いで魏蓮が彼に力を与えた魔物を連れて現れる。その魔物は黒斗が使役したものと酷似しており、忍法を持たない子どもたちに移植するために培養していた。亜希が魏蓮に翻弄される中、扇舟は最後の力を振り絞って爪を魏蓮の足に刺す。そこへ次元の向こうからナーサラが現れ、魏蓮をこの世界から追い出した後、二人は現代へと帰還する。 そして、魏蓮は扇舟の毒が回ってその場に倒れ、すべてを理解した亜希によってとどめを刺される。
他者言及
ゴブリンXは、同シナリオに登場する弾正のデザインが『対魔忍アサギ〜決戦アリーナ〜』からの流用であることから、同作のように用心深く姑息な人物であるならば、間違いなく魏蓮に見張りを付けていたはずであり、人工邪眼の研究を引き継いでいだ可能性があると推測している。
未来からの皇女さま
- 実装日：2022年10月31日、ライター：そのだまさき[228]

小太郎がコーデリアから姿を消した瞬間、彼に関するあらゆるデータも無くなっており、ダーマ退治もマヤ一人の功績となっていた。その後、マヤは対魔忍について調べるが、手掛かりは得られなかった。
ある日、マヤは自分専用の新型装甲騎ゼクスの実機テストを受ける。テスト終盤、マヤはコース上に生じたスペースフォグから発せられるモールス信号につられて進入したことがきっかけで、時空の裂け目から現れた宇宙クジラ・ケートスの時空転移に巻き込まれてしまう。
一方、ブレインフレーヤーの騎士ラティクールはケートスを追って大人ゆきかぜの世界に来ていたが、Banditの一員・眞田咲に誤解されて追い回されていた。咲だけでなく、ケートスについてきたマヤまでもがラティクールの次元移動装置に乗り込んでしまったことで定員オーバーとなり、故障した挙句現代の五車町の洞窟に到着する。
ラティクールにとってこれは不本意ではあったものの、ケートス狩りに無関係の者を巻き込まないという一族の掟を破ってしまった以上、咲を助け、一時休戦を結ぶ。そこへマヤとケートスが現れる。ところが、満身創痍のゼクスはケートスを追いかけようとして五車町の山中へと墜落する。マヤはゼクスを置いてその場を去る。マヤが現れた怪物たちと応戦していたところ、若いさくらに助けられ、ラティクールたちとも合流する。その後、ラティクールの次元移動装置を直し、マヤたちを元の次元に戻すにはケートスの死体からわずかなテセラックを採取する必要があることが判明した。ゆきかぜらが難色を示す中、小太郎はマルジャーナから託された書籍の解読を取引条件として提示する。また、大人ゆきかぜからラティクールが信頼できる人物であることが証明される。
翌日、若いさくらたちの案内で、咲たち三人は五車学園へ行く。また、ラティクールはリノアと協力してケートス狩りで使う餌の準備をする。 その後、ゼクスの修繕も終わり、ケートス狩りの準備が整い、ナーサラと亜希もくる。 激闘の末にケートスは倒せて、テセラックも入手できたものの、ラティクールは負傷し、次元移動装置も壊れてしまった。その結果、帰れなくなった三人は五車学園に編入した。
魔法少女ココアと謎の魔界騎士
- 実装日：2022年11月16日[230]

鬼族の少女・ラーディは、魔界の武装組織で兵士として育てられていた。先輩の女性兵士を通じて女児向けアニメに触れていたが、ある時彼女から護身術として男装を勧められる。 やがて、石化能力を発現させた彼女は組織で台頭するものの、アニメのことも自分の本当の性別も忘れてしまった。 その後、構成員の裏切りにより組織が壊滅したことで居場所を失うものの元々組織に未練はなかったため、傭兵をしたり他者の心を宝石に変えて売り捌いていた。 ある日、彼女は魔女の少年ココア・ラピュセルに興味を抱き、怪人メラヴィリオとして妨害することにした。そしてある日、メラヴィリオはヨミハラに来たココアの心を盗もうとするが、居合わせた魔界騎士により撃退される。その正体はドロレスがミリアムに作らせた外出訓練用のアバターであり、元がゴーレム故にメラヴィリオの攻撃が効かない反面、精神的に本人と接続している上、物理的に家に帰さないと充電できないという欠点があった。
ドロレスがアバターを家に帰そうとしていた矢先、メラヴィリオが家に来る。メラヴィリオはアバターを一方的に恋敵と勘違いし、ついにはアバターを通じて心を奪おうとする。メラヴィリオは次いで現れたココアを捕まえる。ドロレスは別件で連絡してきた小太郎に相談した後、迷った末にゴーレムとの接続を切ってココアたちのもとへと駆けつけ、メラヴィリオを戦闘不能にさせる。メラヴィリオがココアの治癒魔法を受けた拍子に仮面が外れる。 その後、メラヴィリオはココアと二人で味龍を訪れたところ、亜希たちが大袋を携えて来店する。それこそがメラヴィリオが奪った心の石であり、これで廃人にしてしまった人々をもとに戻すめどが立った。
Chapter53「女王の誕生」
- 実装日：2022年11月21日[231]

最愛の夫を失った不知火は「正道だけでは魔を倒すことはできない」という考えから、淫魔族に加わり、ついにはカーマデーヴァから死の力を受け継いだ。ところが、その力は人間である彼女に定着しなかったため、儀式を受けることにした。その矢先、ヨミハラの辺境にある隠れ家を訪ねてきた災禍との間で、不知火の愛娘・ゆきかぜについて話題に上がる。
その後、 エレシュキガルの側近シックスティとケルヌンノスの後任者アヌビスが不知火の隠れ家を襲撃し、災禍も巻き込まれてしまう。また、アヌビスは隠れ家を異空間へと隔離し、自ら用意した転送用のゲートを通じて援軍を送り込む。また、伏兵として隠れ家にいたアンブローズらも、シックスティのばら撒いた疫病によって窮地に立たされる。
一方、不知火は夢の中でカーマデーヴァと会い、かつて彼が愛した侍女の話を聞く。侍女の娘である彼女との間にもうけたのがリリムであり、彼はリリムに力の大半を授けたがゆえに衰弱して死ぬ運命にあった。彼は愛娘を政争から遠ざけるために人間である不知火に幻夢卿の地位を授けたことを明かす。覚悟を決めた不知火が手を差し伸べようとしたその時、手が動かなかった。カーマデーヴァから自らの中の迷いを指摘され、幼いゆきかぜが姿を現す。 人として生きるか、魔として戦うか選択を迫られる中、不知火は災禍とのやり取りを思い出し、「ゆきかぜは私がいなくても立派に育った」として魔として戦うことを選ぶ。
そして目を覚ました不知火はシックスティを屋敷から追い出しただけでなく、アヌビスも降参に追い込む。 別の側近セブンジャッジの前に流れ着いたシックスティは、隠れ家にいた誰かに病を仕込んだことを明かす。
1ヶ月後、魔界北西部にある幻夢卿の本拠地フレイムエンドにて、幻夢卿の継承の儀式がベオウルフによって執り行われ、不知火は幻夢卿の力の象徴にして地位の証「冥界の大河」を受け取る。
陰陽師とダイダラボッチ
陰陽師・鬼壱あずさはとある遺跡を捜索中に消息を絶つ。六波羅にある陰陽師養成機関・五行学園の校長を務める陰陽博士・吉備乃三鬼は、教員の神村東と学生術師の鞍橋ほくとを現地に派遣する。一方、あずさの幼馴染である凜子もまた現地に行き、東たちと合流し、ブレインフレーヤーがこの遺跡に残したダイダラボッチと交戦する。ほくとは目の前にいるダイダラボッチは別の場所から投影されたものであることに気づく。三人はダイダラボッチの本体を撃破してあずさを救出する。その後、あずさがブレインフレーヤーの配下となったことが示唆される。
故郷からの刺客
クリスマス、小太郎は同級生の御影小梅、そしてきららと共に静流の店の手伝いに行く。 ところが、休憩時間を過ぎてもきららが戻ってこないため、小太郎たちは彼女を探す。 小太郎は店の外で、彼女が幼少期に母から教えてもらったクリスマスソングを歌っているのを見つける。彼女は幼少期の思い出を語る中で、両親の仲が良かったことを明かすと同時に、ミスター・フールの一件から、母親は父親になりすました他人に殺されたのではないかとも話す。
そのころ、テウタテスはマルジャーナの側近ラグナロクを揺さぶる材料としてきららがラグナロクの娘であることに目をつけ、アヌビスを通じてラグナロクへの反乱に失敗したビョルン・シュトゥルムにケラウノスを授ける。結果、ビョルンはケラウノスによって正気を失い、ヨミハラは強烈な冷気に晒される。静流の頼みで小太郎はビョルンからネイスを救出する。ビョルンを一時的に戦闘不能にするも、今度は小太郎達が氷の結界に閉じ込められてしまったため、たまたま現れた雪の悪霊を利用し、冷気を凌ぐ。
一方、店に残っていた静流たちは異変にに気づき、救出に向かう。きららは小太郎を氷の結界から解放しようとしてもうまくいかず、彼女は母親に助けを求める。そのとき、「もっと優しい気持ちで力を使え」という母親の声に気づき、結界に手を添える。結界には氷の精霊たちが封じられており、きららに解放されたことで結界は蒸発する。
再び姿を現したビョルンとの激戦の中、意識を取り戻したネイスはきららがラグナロクの娘・フレイヤであることを明かし、彼を解放するにはその力が必要であることが判明する。小太郎の呼びかけにより、きららはフレイヤとしての力を解放し、ケラウノスを破壊する。その後、回復したネイスはラグナロクの生存を認める。
その後、テウタテスはアヌビスを通じてきららが小太郎とも接点があったことを知るや否や、複雑な気持ちになった。
Chapter54「桜の騎士と白の暗殺者」
- 実装日：2022年12月21日[234]

イシュタルは五車対魔忍と協定を結び、護衛を五車町に配備していたものの、リリム(覚醒)から嫌われていたため仕事にならなかった。 その上、ミナサキがリリムと親しくしていることが彼らの嫉妬心に火をつけ騒動にまで発展し、アンブローズの介入を招いた。 後日彼は五車学園を訪れ、幻夢卿の正体が不知火であることを仄めかした上で、セブンジャッジの部下であるナーガ族の暗殺者ホワイトスネイクからリリムを守ってほしいと依頼する。 ホワイトスネイクはターゲット専用の毒を生成する能力を有しており、それがカーマデーヴァ崩御の遠因となっていた。また、彼女は他のナーガ族とは違い寒さに耐性があった。
一方、リリム(覚醒)は怪我をしていたミナサキを見つける。ミナサキはただ強くなりたいと話し、その流れでリリムから騎士に任命される。そこへ桜並木の管理者である桜風雲斎が現れる。過去に二人は桜の枝を折ったことがあったため風雲斎に追われたものの、桜の木でできた剣を授けられる。
その後、ホワイスネイクは女サイボーグのイーグレスと共に五車町に潜入し、小動物コンビを五車学園から引き離すように追い立てた。 一緒に雪遊びをしていたクリアは、カラスを稲毛屋にいる小太郎の元へと送った後、2人の救出へと向かう。
ホワイトスネイクは2人を「狩場」まで追い詰め、ミナサキの下半身に冷凍ビームを浴びせる。ここでリリムは覚醒し、ホワイトスネイクと対峙する。だが、相手は姿と気配を隠している上、声のする方向も操作できるため、リリムは翻弄される。ホワイトスネイクは王殺しの毒をリリムに浴びせようとするが、ミナサキの手にした木剣がそれを弾き、その衝撃でホワイトスネイクの姿が露わとなる。ミナサキに姿を見られた結果、ホワイトスネイクの隠れ身は無意味なものとなった。足止めに徹していたイーグレスも夏に倒され、小太郎たちも駆けつける。ホワイトスネイクは自爆攻撃を仕掛けるが、リリムがその場にいた全員を上空に避難させる。
魔神さまとお正月
ブレインフレーヤーは卯奈を模した機械生命体メカ月を現代に送り込む。メカ月はふうま邸に潜入するが、刺客を退治しに現代へ来た魔神蛇子さまによって小太郎は家の外に連れ出された後だった。次にメカ月は稲毛屋を訪れ、夏と共に餅つきをしていた本物の卯奈、さらには桐生らの手によって五車側についたメカジローを連れてきたみことと鉢合わせる。そして、メカ月はメカジローと相打ちになり、遅れてやってきた小太郎と魔神蛇子さまの前で、みことに回収される。

## あらすじ（2023年実装分）
双葉・リリー・ラムセス
五行学園の魔術科に所属する双葉・リリー・ラムセスは怪しげな古文書によって同級生の橘壱郎を触手生物に変えてしまう。担任の森乃洋子や三鬼をはじめとする教員に相談していたものの、解決策を得られなかった。ある日、 三鬼から手掛かりとなる大魔女がヨミハラに来ることが伝えられ、ほくとがサポート役に指名される。現地へ到着した二人は手分けして探すことにした。聞き込みを行っていたほくとは、目撃情報からリリムを大魔女だと誤解し、そのまま騙されてしまう。
一方リリーがクローンアサギの事務所を訪れたところ、本物の大魔女であるリューリがミリアムへの私怨から事務所に殴り込み、奥の手として強力なゴーレム・ミスターGDを召喚するも、彼は命令を無視してしまう。騒動が落ち着いた後、リリーはミリアムとリューリに古文書について相談する。リューリは壱朗にかけられた呪いの解除はできないとしつつも、この古文書が壱郎を狙った罠だと断言し、まずはこの古文書を売った者に会うよう助言した。
サイボーグ探偵とバレンタイン
味龍で働いていた兎獣人のライビットは春桃に振られた恨みから、店の秘伝の回春料理のレシピを盗み、それをもとに媚薬を作り、催淫テロの一環としてチョコに混ぜてばら撒く。また、彼は追手を罠にかけるため、ヨミハラの高級クラブ「Libretto」で取引を行うという情報を流す。彼を追ってきた小太郎はクローンアサギと亜希に協力を要請するも、媚薬入りのチョコを食べてしまう。薬の影響下に置かれた3人はそのまま「Libretto」に潜入し、レシピの回収に来ていた春桃とトラジローに会う。そこへ、ライビット本人が子分を連れて店に殴り込み、魔法で媚薬の効果を増幅させるも、小太郎らの反撃によって増幅に用いていた魔石を壊され、ライビットは敗北を喫する。結局御用となったライビットは五車を通じて獣王会の管理下に置かれたほか、レシピと解毒剤が見つかり、騒動は終息を迎えた。
炎鎖の交
ある日、カヲルは黒薔薇を訪れた権左にアスタロトとの出会いについて話す。 
父・卍鉄のやり方に疑問を覚えたカヲルは、弾正の反乱に嫌気がさして五車を去り、単身ヨミハラに向かう。この当時のヨミハラは強盗が頻発していた上、女は娼婦か奴隷と言われるほど治安が悪かったが、彼女は現地のナイトクラブ『ベッラ』のナンバーツー・ファルクスの紹介で、用心棒の職を得る。ある日、アスタロトが強い男を求めて来店する。彼女は店の男性警備隊員が強盗を倒したと思っていたが、実際は彼女の手柄だったことを知るや否や失望する。ファルクスはカヲルをだしにアスタロトをホステスとして雇う。一方で彼は店の乗っ取りを画策しており、オーナーを殺害し、その罪をカヲルに着せる。カヲルに見抜かれた後も、彼は二人を犯人に仕立てて始末すべく、フュルストからもらった魔薬で怪物と化するも逆に追い詰められてしまい、フュルストの元へ向かおうとしたところをアスタロトに燃やされてしまう。そして、店はカヲルが引き継ぎ、『黒薔薇』へ改名した。
開発スタッフによる言及
ユニットとしての若いころのカヲルの設定を担当したマッスル☆カーニバルは、メインシナリオなどの詳細な設定がないころにセッティングを行ったと、自身のTwitterにて明かしている
Chapter55 女子寮に行ったことある？
春も近いある日、小太郎は鹿之助に五車学園の女子寮へ行くことを提案する。寮暮らしのラティクールを追ううちに、2人は蛇子や爆斗を巻き込む形で女子寮に到着し、寮母の黒猫先生やマヤたち女子寮の住民と会う。
特異点の夜会
- 実装日：2023年2月28日[241]

春のある日、大人ゆきかぜは、東京キングダムで行われるクラブ・ペルソナと獣王会による合同オークションの場で生じるであろう特異点を排除するために現代へタイムスリップし、小太郎とあむに協力を要請する。
一方、クラブ・ペルソナことDSOがオークションを開いた目的は、このオークションに出品された「謎の機械」と、米連製の支援型アンドロイド・シアリーの回収だった。元々シアリーは魔族や対魔忍の精神攻撃対策という観点から精神干渉能力を有していたものの、自己学習の末に自我を得た挙句、米連への叛逆防止プログラムを回避し、機密情報を持ったまま施設を去っていた。DSOの主要メンバーがほぼ全て出払いどうしたものかと思案していた矢先、小太郎が仮面の対魔忍に相談してきたため、彼らを受け入れる。
オークション当日、小太郎ら5人に加え、アンリードも賞金首を追う形で会場入りする。オークション開始早々シアリーが周囲の者たちに精神干渉を仕掛け、会場を混乱に陥れる。間一髪であむがシアリーを止めたことで精神干渉が解けたものの、今度は出品されていた兵器が暴走したため、小太郎らは対処に追われる。そのころ、アレスは騒ぎに乗じて「謎の機械」とシアリーを奪うが、仮面の対魔忍によってシアリーを回収されてしまう。 また、大人ゆきかぜも特異点の発生を阻止できず、失意のまま元の世界へと戻る。
後日、仮面の対魔忍とアスカの会話からシアリーが遠隔で操作されていたことが判明する。また、五車での分析から展示品の一つである「フルアーマーボーン改」の追加装甲に、装甲騎と同じ素材が用いられていたことが判明する。
魔女の誇りと炎の魔人
シナリオ：飯田和彦
大昔、ファウストという魔術師が異界の神々から力を得、魔界の大半の都市を支配下に置いた挙句、魔界全土を掌握するために戦争を起こした。元々個人主義者が多い魔界の住民たちはファウスト討伐軍を結成し、強力な魔術師や当代の魔界騎士たちが戦いに赴いた。イフリートは元々ファウストの一番弟子が邪悪な術で炎の魔人と化しており、激戦の末にリリスの祖母に撃破され、土地の領主によって遺跡に封じられた。ただし、リリスの祖母はイフリートの封印がまた薄れることを察知しており、そうなった場合はその子孫の誰かに相談するように、と領主に言い残す。
それから数百年後の現在、魔人を封印した遺跡の周辺で奇妙な瘴気や魔物の目撃が報告され、領主はリリスに事態の解決を要請する。
リリスは人間界から来ていたアルカと米連の特殊部隊の兵士エルシー・モモアをふとしたことで助ける。 エルシーが恩返しを申し出たため、リリスは二人を連れて祖母の屋敷に立ち寄るが、屋敷はすでに何者かによって荒らされていた。無傷だった祖母の魔女装束を回収した後、4人は領主の専属の魔術師・ザラと面会し、イフリートが封じられた遺跡へと案内される。ベリリクは彼を訝しみ、アルカにリリスの祖母の護符を渡す。 10分後、ベリリクは、マルローという貴族に挨拶したいとザラに話すが、彼はそんな人はいないと答える。実はマルローというのはこの土地の貴族のの通称であり、これでザラの正体がイフリートの義体であることが露見し、リリスたちを一行から引き離す。 そして、彼はリリスの魔力を利用して、本体を復活させた。彼がベリリクを痛めつける様子にリリスの怒りが頂点に達し、魔力の出力が上がったものの、彼女の身体に負荷がかかってしまう。
一方、洞窟に転送されたアルカとエルシーは、自分たちよりも前に転送されていた魔界騎士マリカ・クリシュナと協力してイフリートを追い払う。不完全な状態のままイフリートは自分のアジトに逃げ帰り、水晶玉を通じて五行学園にいる壱郎とリリーを観察する。
Chapter56 ふたりの彷徨者
ブレインコア上層階層アッパーガーデンの警備主任である機械生命体・アテーナーは、自分の任務よりも、ブレインコア最下層アンダークの住民たちを目の敵にしていた。ある日、彼女はドズと若い紫がローヤー地区のギャングのボス、アン・ローヤーとともにいるのを見てよからぬことを企んでいると判断し、アンが密輸に用いる下水道に手下と怪物を放つ。 ところが、アンとの取引で若い紫が退治しに来たことに加え、アンと付き合いのあったナーサラとおぼ猫の介入も助太刀に入り、手下と怪物は下水道から一掃される。
後日、アンはナーサラの持ってきた龍魚を見て、どこかに魔界の門が残っていると判断し、アッパーガーデンにある分析装置で調べて欲しいと若い紫に頼む。その際、アンは護衛の機械生命体・エリシオンを若い紫たちにあてがう。
青春と欲望のキックオフ
スポーツの強豪校として知られるとある学園では、運動部のトップ選手の態度が悪くなった後に失踪する事件が相次いでいた。小太郎、蛍、みこと、紅の4人はこの学園に生徒として潜入した際、ソニアも教師として来ていたことに驚き、彼女が犯人ではないかと疑う。ソニアがサッカー部の方へ向かうを目撃した小太郎は仲間を呼び寄せてサッカー部に来るが、彼女が狙っていたのは生徒ではなく事件の犯人である魔族「イミターター」だったことが判明し、鹿之助に化けた犯人は小太郎らを異空間へと転送する。そして、そこには行方不明になった生徒たちや本物の鹿之助が捕えられていた。犯人の正体はミスター・フールの兄、ミスター・フットボールであり、サッカー好きが高じてチームを作るために生徒たちを攫っていた。
さらにこの異空間はフットボールの決めたルールに則っているため、魔法や忍法を含む暴力が振るえないようになっていた。小太郎は一計を案じ、ミスター・フットボールとミニサッカーで対決する。ここでもミスター・フットボールに翻弄されるが、試合が進むにつれ、彼が捕えた選手たちの洗脳が解けかかっていた。さらに、小太郎の激励により、紅らは体勢を取り戻し、勝利を収める。
元の空間に戻されたところで、ミスター・フットボールは反省したと見せかけて小太郎に化けようとするも、ソニアに見抜かれ御用となった。
開発スタッフによる言及
シナリオに合わせて実装されるユニットの設定を担当したマッスル☆カーニバルは自身のTwitterにて、自身が担当したユニットの設定の由来について説明している。まず、報酬ユニットとして登場したソニアは、元教師という経歴から部活動の顧問、そこから野球部という連想があったことに加え、実装より少し前に行われていたワールドベースクラシックに合わせて、野球をモチーフとした衣装となった。紅はセクシーなスポーツウェアということで、バレーボールをモチーフとした衣装があてがわれた。また、蛍は武器を持っていることと、『エースをねらえ』をヒントに「先輩キャラはテニス」ということでテニスウェアを着用しての登場となった。また、マッスル☆カーニバルによると、のぞみの設定を担当したのは木下じゃっくだが、新体操のレオタードを着用させたのは自身の提案だと述べている。
リズム★TAIMANIN
五車学園ダンス部主催の新歓イベントのはずだったが、関係者が腹痛で寝込んでしまい、まりが主催者の代理を務めることとなり、アメノウズメに祈る。その結果、アメノウズメによるダンス大会へとなった。
千里眼の時子
時子は小太郎がマルジャーナからもらった書物の解読ができなかったため、時子は知り合いの魔女ローシィ・モチモイにも協力を依頼した。時子は同じ依頼をしていた舞たちを前に、ローシィとその知人であるメイヤ・ウルタウナと会った時の思い出話を語る。 
甲河の里が魔族の軍勢によって滅ぼされてから少し後のこと、米連のとある研究所がいきなり外部との関わりを断ち、特殊部隊を送り込んでも事態が解決しないため、米連政府は明朝までに進展がなければ施設にミサイルを打ち込むことを断言する。慌てた日本政府は五車学園校長代理の不知火を通じて時子に協力を要請する。 ミサイル発射まで残り8時間、現地に到着した時子は邪眼・千里眼で視覚のみを施設に転送するかたちで潜入する中でメイヤを見つけ、直接施設に乗り込む。メイヤは身体から出る泡が魔術や化粧品の材料となることから命を狙われており、この研究所で身の安全を確保してもらうことと引き換えに魔術の研究に協力していた。また、彼女の口から、事件当日魔界の古代遺跡から発掘された遺物の実験が予定されており、古代遺跡の専門家であるローシィが呼ばれていたことが語られる。 さらに、二人と合流したローシィの口から、先の遺物…ユニット・オ=ズが、ある周波数の電波を浴びたことで暴走し、施設のセキュリティを掌握したことが判明する。 そして、三人は施設の中枢コンピュータと一体化したオ=ズ細胞変異体と対峙する。 変異体の本体であるユニット・オ=ズを倒す直前、中枢コンピュータは施設からの脱走を図っていたが、時子に見抜かれ、自爆コードを打ち込まれてしまう。
チャプター57 「黒猫とブラック」
魔界の辺境まで飛ばされたブラックは、一文無しのまま、魔界中西部にある小国乱立地帯に辿り着く。彼はとある村が出していたトロール退治の仕事を見つけ、偶然同じ仕事に応募していた六穂と出会う。やがて二人はトロール退治の裏に隠されたバジリスク退治を見つけ、協力して倒した。その後、バジリスク退治を祝う酒宴に紛れてブラックはその場を後にし、六穂も本来の目的であるロロ子爵領へと向かう。彼は協力関係にあるマリカと合流すべくグリンフォートという小さな村へ向かう中、幼い村娘アリスタの熱意に絆され、彼女が母親のエミリアと暮らす家に泊まる。その夜、復活したアイアンサイド率いる盗賊団・紅霞旅団が村を襲うが、ブラックによって倒される。その際ブラックはアイアンサイドがテウタテスの手引きで復活したことを知る。そこへマリカが現れる。別れ際、ブラックはアリスタたちにも路銀の一部を分け、「もし人間界に用があったら、魔界騎士イングリッドを頼るといい」と言い残し、人間界へと向かう。
同時期、ワイトはヨミハラにいるテウタテスの配下の一人レディ・シャークに、アミダハラ監獄に移送される予定の朧の身柄の確保を命じ、その魂を手渡す。ところが、この移送はノマドと五車が共同で張った罠であり、朧の魂はレディ・シャークから黒猫先生の手に渡り、五車預かりとなる。テウタテスへの復讐がご破算となったことに朧は納得がいかなかったものの、おぼ猫に諭されてヨミハラへと戻る。
メイドの国の大冒険
ある日、ロロ子爵領にて、メイドマニアの魔術師アレスターに関する遺跡の発掘調査が行われる。ところが遺跡に封じられていたメイドゴーレムを介して、メイド服の着用と「奉仕の心」を強制されるという「メイドの呪い」が拡散し、五車からの使者として子爵領に来ていた六穂も巻き込まれてしまう。
そこで、クリアとカラスがミレイユの案内で現地に向かい、小太郎が別の場所から指揮を執ることにした。六穂の助手として同行していた学生対魔忍の大林あずきと合流した3人は事態が悪化していることを知る。4人は住民たちが避難している洞窟に行き、領主のエマ・ロロ、そしてその友人にして仲介役であるエレオノールと面会する。
そこへメイド化した怪物たちが洞窟に雪崩れ込んでくる。あずきたちは怪物たちを追う中で、メイドゴーレムが魔術師アレスターの残留思念と言い争いをしている様子を目撃する。一方、小太郎の元にリューリが現れ、救援を申し出る。彼女はリリスたちを送り込んでアレスターの残留思念による世界改変の儀式を妨害する。さらに、小太郎がドローンを通じてリューリの護符を貼ったことで、メイドゴーレムは弱体化、あずきによって機能停止に追い込まれた。その後、メイドの呪いは解け、解放されたメイドゴーレムもエマの使用人となった。
森のサメさんとラティクール
ある日小太郎たちは、森宮まきのの引率の元五車近郊の森でサバイバル訓練に参加する。 その夜、次元魔獣ヤヒロワニとタマヨリがこの森に来て食あたりに遭う。見張りに来ていた卯奈に助けられたヤヒロワニたちは、恩返しとして彼女を次元のはざまにあるトイレへ誘導する。卯奈本人は数分間の出来事だと思っていたが、実際は数時間が経過しており、野営地では小太郎たちが卯奈を探し回っていた。誤解から小太郎たちとヤヒロワニたちの間で衝突が起きるものの、卯奈の帰還により誤解は解ける。また、たまきも事情を理解し、ヤヒロワニたちは卯奈とともに暮らすことになり、キャンプは無事に終わった。
チャプター58「光を与えし者」
- 実装日：2023年5月22日[252]、ライター：そのだまさき[253]

ある日、リーナは部隊を率いてレディ・シャークを始末していたところ、フェリシアの奇襲を受ける。助太刀に来たイングリッドとの間で二対一の戦いが繰り広げられたところへ、テウタテスが現れフェリシアを回収する。フェリシアが彼を「おとーさま」と呼ぶ様子を見たリーナとイングリッドは二人の関係を知り慄然とする。
一方、あずさはマルジャーナが「別荘」と称する場所に侵入し、追いかけてきた凛子を利用する形で自己強化を果たし、追ってきたマルジャーナの部下・スズカを撃退する。人間味の欠けた姿に衝撃を受ける凛子を前に、あずさは盲目だった自分に心眼を教えてくれた養母・心願寺楓の敵討ちを果たすために、ブレインフレーヤーの機械生命体となったことを明かす。
結婚のヴァルキリア
豊穣と性愛の女神・ダキニは、昨今人間界で問題視されている非婚化や晩婚化の責任はジュノにあると指摘し、結婚の女神の座を自らに譲れと迫っていた。元々ダキニと相性が悪い上、やる気はないが、他人に自分のものを取られるのを嫌うジュノはこれを拒否。解決策として、双方が三人の「結婚のヴァルキュリア」を選定してチームで戦わせる「選定の儀式」が行われることとなった。ジュノはさっそくきらら、小太郎、孤路の三人を選定する。 一方、ダキニはゆきかぜ、蛇子、そしてアサギを呼び出す。
かくして三対三のチーム線が展開され、孤路が紫水を呼び出したことで勝利を収める。ダキニはこれを不服とし、仕切り直しとして眷属たちをけしかけてくる。ある程度したところでダキニは降参する。二人が落ち着いたところで、ダキニはきららがラグナロクの娘であることに気づく。
酒呑童子と志木麗佳
- 実装日：2023年6月16日[256]

マルジャーナの「別荘」での一件の後、あずさは五行学園を去る。
そのころ、六波羅が追っていた悪鬼・酒呑童子が復活し、幹夫という少年に化けてヨミハラに潜伏し、シャオレイをはじめ同族の女たちを魅了して従えていた。かつて彼を倒したことのある五行学園の教員・志木麗佳は、レーダー役の式神・三吉うらはとともに彼を追跡するが、逆に追いつめられてしまう。 そこへ、別ルートで彼を追っていた小太郎たちが到着する。小太郎に同行していた五車学園教師・津島優紀子は、忍法「誘我刀」で酒呑童子が自分の弱点を暴露させるよう誘導し、自滅に追い込む。死の間際、酒吞童子は魔術師ファウストによって復活したことを明かす。 
開発スタッフによる言及
小太郎のサポートを務めた叢雲いぶきは少し前のレイドイベント「千里眼の時子」で端役として登場していたため、本シナリオにてあらためて登場する運びとなった。
チャプター59「太平洋上空に地獄を見た」
ある日、太平洋から高度3000メートルの上空にて、強力な魔力を帯びた小型台風が発生し、東京へと向かう。米連空軍から送り込まれた偵察機が台風に近づくことなく墜落したことから魔族の関与が疑われる。出動したカリーナ・コクラン率いる米連対魔飛行小隊は、台風から出てきた怪物たちを撃退できたものの、風の結界に阻まれたため接近を断念した。 台風から遠く離れたまえさき市で女子会を行っていたアスカとリーナは上空の異変に気付き、同席していたリノアも五車からの連絡を受け、会を切り上げる。 その夜、DSOに戻ったアスカは仮面の対魔忍から飛行小隊の顛末を聞く。しかも風速が上昇しつつあり、このままで東京が壊滅的な被害を受けることから、アスカ、ルネ、ミシェアの三人が飛行小隊とととに台風に立ち向かうこととなった。 また、DSOは五車にも協力を要請しており、小太郎たちがアサギと共に作戦会議を行なっていた。ヘリで現地に向かう。
その頃、ヨミハラではリリスらの協力を得て、ドロレスがリーナを遠隔で操縦する形で台風と対決することになった。
一方、先に相手の攻撃圏内に入ったDSOチームは、台風の中から現れた魔獣レッサーシルフィードと戦闘を繰り広げる。遅れてやってきた五車チームの一人である持田めぐみの忍法により風の結界が壊され、アスカはそこから台風の内部に侵入する。台風の内部は風ではなく巨大なエネルギーが渦巻いており、その中心には怪物・アンズーがいた。ヘリの中にいた小太郎はアンズーがブレインフレーヤーのガーディアンであり、彼らが送り込んだというよりは放置されていた個体が偶発的に起動したと推測する。ところが、未来アスカから「アンズーをそのまま倒すと、台風として蓄えられていた風のエネルギーが放出され、街が消し飛ぶ」という警告が寄せられる。ルネの提案により、アンズーを倒すと同時に、風のエネルギーを大気圏外へ拡散させることになった。もう一人結界に入れる人員について考えていた矢先、リーナが現れる。ヨミハラ側のトラブルにより急遽ドロレスから小太郎に交代するアクシデントはあったものの、リーナもアンズーの結界に突入することができた。
また、小太郎はアンズーの索敵範囲外に遠距離攻撃を得意とする対魔忍たちを乗せたヘリを待機させており、彼女たちの合わせ技も加わって、アンズーを撃破することができた。
馬の剣士と真夏の対魔忍
ある日、米連の特殊戦闘員サリー・ロバーツはDSOからフュルストが遺した秘密研究所の調査を命じられ、サポート役として純子を指名される。調査の結果、この施設はGとの共同研究が行われいた可能性が高く、二人は神格の魔獣アンヴァルと、特殊サイボーグであるビビ・ブラッドの記録を回収した。 ビビの行方は分からなかった一方、アンヴァルは人間の剣豪の魂を入れられた結果正気を失っていたことや、元々魔界の海に生息していたことから、サリーは純子に応援を呼ばせた後、海へと向かう。
一方、あずさとの別れを経た凛子がふさぎ込むのを見かねたアサギの計らいにより、小太郎らとともにビーチへ遊びに行く。 そこへサリーが現れ、小太郎たちにアンヴァルらの捕獲協力を依頼する。皆でアンヴァルを探す中、サリーはビビの素材に死んだ対魔忍の臓器が用いられていることを話すが、小太郎らへの気遣いから、誰のものかまでは明かさなかった。
そのとき、ビーチにアンヴァルが出現する。居合わせたココアの浄化魔法も効かない中、凛子は一騎打ちの末にアンヴァルを倒す。アンヴァルの肉体に入っていた剣豪の霊が成仏したことで正気を取り戻し、断片的ながらもビビのことについて話す。
ビビ・ブラッド
サリーたちがフュルフトの研究所に来る前のこと、アンヴァルをはじめとする実験体たちが暴走する中、特殊サイボーグであるビビ・ブラッドが脱走する。研究員の一人によって起動された別のサイボーグ・サーフェイスは、ビビの管理キーを受け取り、彼女への執着を胸にヨミハラへと向かう。それから数時間後、妹を探しに施設へ潜入したホワイトタイガーの獣人フロストは、偶然純子たちと出会った後、ビビが妹の手がかりを持っているかもしれないことを期待してヨミハラへ向かう。
一方、ヨミハラに到着したビビは体調不良に陥り、美琴の治療を受ける。そこにフロストが来るが、ビビが妹とは無関係だと聞かされ落胆する。 ビビは美琴の元を去り、フュルストが拠点として使っていた教会に行くが、自分が何者かという情報を得られなかった。そこへサーフェイスが現てビビを追い詰めるが、フロストの助けを得てサーフェイスを倒す。その後、ビビは黒薔薇でホステスとして働くこととなり、偶然その場にいた紅に対して何とも言えない衝撃を味わう。
チャプター60「ライブラリーの休日」
- 実装日：2023年7月21日[261]

弾正が存命だった頃、佐郷隊の隊長であった文庫はその厳しさから隊員たちに恐れられていた分、孤立しており、里の内部でも問題視されていた。ある日、彼は弾正によって、木霊と呼ばれる精霊の使い手・出雲きぬを副官としてあてがわれる。文庫は初対面の時点できぬをお飾りだろうと軽んじていたが、戦闘面での強さだけでなく、他者とのコミュニケーション能力の高さから部隊の雰囲気も良くなり、文庫自身も彼女の良さを認めるようになっていった。
そのころ、伊豆山奥では産廃工事によって破壊されたブレインフレーヤーの遺跡から瘴気が漏れ出し、この地を守護する精霊ククノチが被害を食い止めるために自ら瘴気を吸い込んだ結果、殺戮衝動に飲まれたおぞましい怪物と化し、現地に派遣された佐郷隊を襲う。深傷を負ってでもまだ戦おうとする部下たちに対し、文庫は彼らに伝令を命じ、きぬと二人で立ち向かう。急所をついても核となった部分は忍者刀で切れぬほど硬かったが、文庫は忍法で全身を結晶化させる。だが、ここでククノチが最後の足掻きを見せ、忍法の反動で動きが鈍った文庫をきぬが庇う。木霊を呼び寄せて治療させる中、文庫が守った森が彼らの故郷だったことが判明する。その後、二人は結ばれ鶴をもうけるが、文庫が弾正の意志を注いで孤独な戦いを続ける中、きぬは五車で病没する。
そして現在、小太郎から熱海旅行をプレゼントされたライブラリーは鶴とその友人であるなおと孤路とともに現地へ向かう。ククノチとの戦いの場で、ライブラリーと鶴は親子としての会話を交わす。
最強バニー決定戦
大淫魔の一人、パティエンスは親友のアンブローズとともに、カーマデーヴァに仕えていた。 ところが、パティエンス「『美』とは他者の評価の結果である」というかんがえをもっており、「美しくなるには、外見のみならず、内面をも磨く必要がある」というアンブローズと対立し、殴り合いの喧嘩の末に敗北して放浪の旅に出ていた。その後、彼は放浪の旅に出、いつしかバニークイーンと名乗るようになっていた。
ある日、リリムとミナサキは五車を抜けてヨミハラに遊びにきていたところ、最強バニー決定戦がBunny Kingsという店で行われると言うビラを拾い、二人でその店に向かう。同じ頃、静流の店で留守番をしていた小太郎が何者かに攫われ、現場には挑戦状と思しきものが残された。彼を助けにきた卯奈と学生対魔忍の日ノ出陽葵も、挑戦状にあしらわれたマークがBunny Kingsのものだと気づき、店内に潜入する。
試合が行われる中、同じく大会に参加していた対魔忍の長沼美蔓は、棄権を表明し、小太郎を探しにカジノへと向かう。 これにより、準決勝で陽葵とリリムが対決する。リリムが誘拐犯だと考えていた陽葵は忍法を用いてリリムを捉えようとするが、何者かの妨害により忍法が無効化され、リリムの勝利となる。会場に戻ってきた美蔓と陽葵の前に、前回優勝者のバニークイーンが現れ、副賞としてバニーガールの服装をさせた小太郎を差し出す。リリムが小太郎と付き合っていると言うはったりに乗ったバニークイーンはリリムの母親を侮辱してしまう。そこで覚醒リリムと化し、バニークイーンは圧倒される。 試合後、賞金を受け取ったリリムだが、そこへ黒猫先生が現れ、リリムが相手に使ったアイテムの代金として賞金を没収した。
大洋の魔女
- 実装日：2023年8月16日[263]

元魔界騎士の傭兵クーリッジは、由子の依頼でリリーに本を売った人物を探しているうちに、消息を絶ってしまう。六波羅はほくとら救助部隊の派遣を決定、由子とリリーも同行することになったが、クーリッジが最後に目撃された館に閉じ込められてしまう。そこへ大魔術師ファウストの配下である魔女・廃墟の貴婦人が現れ、粉塵を浴びせて一同を分断させる。ほくとは地下牢に監禁されていたクーリッジを救出した後、僚友である丹陽香と合流し、館の最深部で廃墟の貴婦人と対峙していたリリーの元に駆けつける。だが、廃墟の貴婦人はリリーの腹にレイピアを刺し、そこから魔力を吸収しだした。そこへ密かにリリーに同行していた壱郎が現れ、廃墟の貴婦人に突進してくる。彼女はファウストの新たな器だとして壱郎を攫おうとするが、現れた由子によって仕留められる。
後日、由子は三鬼とのやり取りの中で、彼が最初からファウストに狙われていることを知っていたのではないかと疑問視しつつも、自分の師匠である彼の祖母への誓いを新たに立てる
チャプター61「死が溢れ出す」
- 実装日：2023年8月21日[264]

魔王没後から少し後のこと、魔界北方西部を支配する炎武卿ヘリオガバルス・ガープは南方の蛮族たちと組んで領土拡大を目指しており、魔界情勢にも影響を与えていた。 ガープの部下テウタテスは主人に諌言した結果、妻子を惨殺される。何とか祖国から脱出した彼は悪魔に魂を売り魔性の力を得た。ある日彼はビスマルクからガープ暗殺を命じられ、旧友のベオウルフが護衛についた。
ベオウルフがガープへの使者としてもてなしを受ける間、テウタテスが暗殺するという計画が立てられるも、本人に計画が漏れてしまった上、ビスマルクが紅血卿と組んで挟み撃ちにすべく、兵を向かわせていることが語られる。その時、テウタテスは悪魔から得た魔性の力を解放してガープを暗殺しようとするが失敗し、ベオウルフもろとも囚われの身となった。地下牢に閉じ込められていた彼の前に、ガープに付き従っていた魔女が姿を現す。ガープの関係者ですらない彼女は、テウタテスこそ「虚無の器」にふさわしいと告げたうえで、世界の破壊と再生の際に出た「闇の残滓」を授ける。
そして、彼は再びガープに戦いを挑むも追い詰められてしまう。その時、テウタテスの内側で「この『私』を呑み込み、自分の全てを闇に捧げよ」という声がし、迷わずそれに従う。その結果、彼は禍々しい姿へと変貌し、ガープを討ち取った。テウタテスがホッとしたのも束の間、何者かによって魂ごと肉体を乗っ取られる。命からがら帰還したベオウルフはビスマルクの冷徹さに嫌気がさし、100年にわたる隠居生活を送った。 その後、死者の肉体や魂を操るテウタテスと同名の者がガープ領を制圧し、九貴族・死霊卿の一角となった。 また、ガープに宿老として仕えていた辺境伯イクリンガスはテウタテスの軍門に降り、多くの北方諸侯たちもそれに従った。
そして現在、魔界の北方に住まう獣人・銀狼族がイクリンガスの軍勢に襲われたことをきっかけに、対立関係にあった紅血卿と同盟を結んだ。 テウタテスの近況を知ったべオウルフは、彼がどうなったかを知るための旅に出た。
夏の終わりと百目の鬼
神流はまえさき市を訪れていたところ、夏祭りの実行委員会の一人である棚橋という男に「夏祭り応援ガール」としてスカウトされる。 その後、実行委員会の事務所が一面血だらけになるという事件が発生した。現場に残されていた神流の浴衣には、「浴衣の娘を頂きに参る。祭りの鬼」という血文字があしらわれていた。身の危険を感じた彼女はアサギのすすめで夏に相談する。事情を聞いた夏は、かつて自分が仕留め損ねた百目鬼ではないかと確信し、神流と親しいなおたち3人を呼び寄せる。彼は祭りと強い魔力を持つ娘が好きで、夏の仲間も犠牲になっていた。
祭りが翌日に迫っているため、会場全体に気を配りつつも、なおと孤路が棚橋をマークし、鶴と夏が密かに神流を護衛することになった。
ところが、百目鬼の狙いは神流ではなく夏であり、棚橋を使ってなおたちを蒔いた後、妖気の霧で夏たちを閉じ込める。しかし、孤路の忍法によって守られたなおたちに妖気の霧は通用せず、奇襲の末にとどめを刺される。
爆拳の対魔忍と呪われた美女
- 実装日：2023年9月16日 シナリオライター：そのださまさき[266]

爆拳の対魔忍の異名を持つ風遁使い・天津杏里は闇組織の幹部と、様々な立場で接するうちに2人は逢瀬を重ねる。杏里は男に愛されていると信じたものの裏切られ、片足と片目を失った。男への未練を抱えながらも五車で隠居生活を送っていたある日のこと、男から「Gに囚われているカテジナという女を救出しろ」と一方的に告げられ、複雑な気持ちで指示された場所に潜入する。
男の指示で潜入した杏里は同じ目的でDSOから来ていたウィルムとシアリーと出会い、共同戦線をはることにした。
一方、カテジナは生まれつきそばにいる者を呪い殺してしまう性質があり、それで肉親や恩人を死なせてしまった過去があり、人間界に来たところをGに捕まり、兵器転用の研究対象となった。また、彼女は異性を惹きつけるほどの美貌を持っていており、呪いを理解したうえで恋人にしたがる男も絶えなかった。
そして、杏里たち三人はカテジナのいる隔離室に到着する。あの男の姿はどこにもなく、杏里は利用されたと悟り、カテジナへの嫉妬心で胸がいっぱいになった。その時、マッスルジョーのクローン・カースジョーが乱入する。彼に付与されたカテジナの呪いはその頑強な肉体を蝕み、自分を含むこの世全てへの呪いを露わにしていた。カースジョーはカテジナへ近づき、彼女も死ねるならと受け入れようとするが、杏里とウィルムに止められる。2人の覚悟を知ったカテジナは、Gから与えられた呪いを制御するための三叉鞭を手に、カースジョーをしとめる。
その後、カテジナはDSOへ保護される。別れ際、杏里からあの男について尋ねられたカテジナは「正体は明かしてくれなかったものの、自分のところに会って話しかけてくれて嬉しい。できればもう一度会ってお礼がしたい」と答える。その際杏里の嫉妬心に反応するが如くカテジナの呪いが発動されるが、杏里の怒りの素振りで発散した。
チャプター62「紅き血の秘録」
ある日、凛子はミラベルからの依頼で、逸刀流の披露ため、米連基地に赴くこととなった。それに先駆け、凛子はあずさによる米連への阻止すべく、あずさの大叔父にして紅の祖父・幻庵の元を訪れる。凛子からあずさのことを聞いた幻庵はそんなことをしても楓は喜ばないと断言し、五車から追放された自分の代わりにあずさを止めて欲しいと頼む。その上で彼は、心願寺家の秘術を凛子に伝授する条件として、ノマドの米連拠点にいる左京に楓の死について聞くよう頼む。
凛子は逸刀流に入門したばかりのゆきかぜに加え、楓の死を知るために重要な忍法を使う孤路を連れ、米連南部にあるフォート・クラーク基地に行き、模擬戦を行う。その後、凛子はミラベルの許可を得て、三人でこの基地の近くにあるアレントンという町に行き、ノマドのフロント企業Zero Nationsグループの本社オフィスにて、会長である左京と面会する。凛子から姪であるあずさのことを聞いた左京は悲しみを見せ、楓が自分に会いに行こうとしたところ攫われて死んだと話す。ここで孤路が忍法「黄泉送り」を用いて、詳細な状況をゆきかぜと凛子に追体験させた。 
今から19年前の2063年、左京は心眼の力で金の流れを先読みして投資に成功したものの、会社を売って放浪の旅に出、アレントンの教会でブラックと出会う。魔界九貴族・紅血卿カーラ・クロムウェルの弟として生を受けたブラックは、魔界社会のはみ出し者たち集めてノマドという組織を作り、それを通じて人間界を研究してきたと語る。彼は前世で不死性を喪失したことにより、不完全な者たちがより良い生き方をできるようにすることを模索していた。それに同意した左京はノマドの幹部となった。
その後、楓とブラックは結ばれ、第一子である紅をもうける。それから3年後の2068年、ブラックと左京は第二子の出産を控えている楓に会いに空港へ行く。空港で待機していた心願寺母子、そして仁右衛門の前に、卍鉄の手引きでGのサイボーグ、イーヴィー・エース率いる部隊が現れる。仁右衛門に紅の避難を任せ、楓は自らイーヴィー・エースと対決する。そこへ死霊卿が現れ楓のお腹の中にいる2人目の子に興味を示した後、楓もろとも闇の中へと取り込む。そして彼が去った後、紅と合流した左京らが空港に到着する。
現実世界に戻ってきた凛子たちを前に、左京は楓が自ら命を絶ったと明かし、2人目の子は生きていたとしても死霊卿の傀儡にされているだろうと示唆する。その上で凛子はあずさを止めることを誓う。
10月10日は妊娠の日
ある日、エムプサとダキニとともに味龍で食事をしていたジュノは、生理不順のストレスにより別側面である月光と月経の女神ルキナへと変貌する。ルキナは憂さ晴らし目的で、小太郎の子種をモデルに魔力でできた仮想の胎児を埋め込むため、その場にいたリリノーエが巻きまれる。おまけにルキナは五車学園の校長室に乗り込み、アサギも孕ませる。入れ替わりで校長室に来たダキニとエムプサは、ルキナを倒して妊娠状態を解除する為、小太郎とアサギを東京キングダムへ案内し、リリノーエと引き合わせる。
小太郎たちがルキナと対峙するまでに被害は拡大していった上、最悪の嫌がらせと称してニ車忍軍にまで狙いを定めていた。
結局、一戦を交えたことでストレスが解消され、元のジュノに戻り、アサギたちも妊娠から解放された。
電脳ハロウィンの怪物
ハロウィンも近いある日、Gの暗殺者・大国エリウは、電脳魔法陣の構築に必要なネガティブなエネルギーを集めるために、廃棄されたAIデザイアを悪用して複数のSNSで炎上を起こした。これによりサーバーのダウンが相次ぎ、五車とDSOによる合同チームが組まれた。DSO側の技術主任に任命されたルネは乗り気ではなく、渋々ネットの書き込みからエネルギーを視える化するシステムを用意したものの、上層部とのいざこざから会合を欠席した。
独立遊撃隊と、アスカ、そしてみことが捜査に当たった矢先、インターネットの各所で大規模な炎上が起きる。助っ人として呼ばれたルイスは、この炎上がかつて自分が参加した「インターネットを用いた大規模魔術実験」に似ていることに気づく。炎上によって生じたネガティブなエネルギーは「電脳魔法陣」を形成し、そこから都心に大入道が召喚される。これを見たルネはジェネラルハロウィンに乗って殴り込みをかけるも追い詰められる。みことが自らの意識をネット空間に飛ばし、AIデザイアを通じて現れたエリウと対峙する間、小太郎は炎上に加担している者たちに向けて仲間たちの協力を得てルネを応援するフェイク動画を投稿した。これによりネット空間にはポジティブなエネルギーが溢れ、大入道は倒れた。
ネット空間から撤退したエリウは、そばで見守っていたフィオナに「(今回の実験では)良いデータが取れた。本番ではうまくいくよ」と告げる。
チャプター63「終末世界の救い方」
大人ゆきかぜの世界にて、五車はブレインフレーヤーの襲撃を受けていた。焔と舞は駅で応戦していたが、追い詰められた焔は舞に逃げるよう促し、自らの生命エネルギーを燃料にする忍法・終炎説で軍勢に突っ込む。焔から漫画本を託された舞は駅から脱出し、蛇子らと合流する。
そして時は流れ、舞は焔との約束を果たすべく、忍法で作った紙製のバイクに乗って各地から本を集めて図書館を作っていたが、文明の排除を謳うカルト教団・ネオアースから妨害を受けていた。
ついに彼女は教団本部に拉致されてしまうが、おぼ猫とナーサラによって救出される。一行を追っていたネオアースの構成員クリスファイは、逆に追い詰められる。Pウイルスによって怪物と化したクリスファイを倒したことにより、ネオアースの本部は壊滅した。 若い紫たちから協力を求められた舞は迷ったものの、2人の意図を汲み、一行に加わった。
キングダムレース
- 実装日：2023年10月31日[273]

DSOは東京キングダムにて賭けレースの杮落としを目的としたエキシビションを主催し、五車とノマドも参加する。DSOがこのレースで周囲を惹きつける間、ミラベルが敵対勢力の排除を担う予定だったが、これはGの罠であり、彼女はGと組んでいた神田旅団に追いつめられる。ところが、この時彼女は最新鋭の強化外骨格・クラウディウスに搭乗しており、神田旅団が本来の目的を無視してまでそれを手に入れようとした結果、会場に逃げ込まれてしまい、追いかけるもたたき出されてしまう。監視役として同行していたアレスは痺れを切らし、ついには自らミラベルを始末しに会場入りするも、仮面の対魔忍の姿を見るや否や退散する。
異世界遠足からの冒険譚
- 実装日：2023年11月16日[269]

一般家庭に生まれた処条はつみは、魔族の襲撃に巻き込まれてしまった際、武器と一体化する忍法・心物合神に目覚めた。ただ、自らの忍法によって彼女はその武器と深く結びついてしまい、彼女自身がその武器の影響下に置かれたことに加え、忍法もそれによって強化されており、いつ魔に呑まれてもおかしくない状態だった。彼女本人は発露した時の記憶がなく、セクションスリーも彼女の状態や忍法の難度から対魔忍に相応しくないと思っていたが、アサギが説得して監視付きで五車学園に編入させた。
ある日、小太郎が紅血卿ことカーラ・クロムウェルについて図書室で調べていたところ、はつみが現れ、「自分と同様の忍法に目覚めたナツという農民が、五車町近辺の上村という地域にて、妖の王である古代龍を倒した」という古文書の記述に興味を見せる。小太郎は彼女の誘いに乗る形で、蛇子と鹿之助、ラティクールを連れて古代龍退治に行く。ナツの遺した石碑のそばにはブレインフレーヤーによる転移装置があり、一行はそれを通じて魔界に到着する。
その後一行は、リーナの妹分であるローラを助けたお礼として、とある村の酒場で食事を奢られる。 同じ頃、カーラはナツと協力して封印した古代龍・クエレブレの封印の様子を見に来たところ、小太郎らを見つけ、ひそかに後をつける。
遺跡に到着した小太郎らは盗賊の襲撃に遭い、はつみを人質に取られてしまう。その時はつみの額に紋様が浮かび上がり、態度も一変した上、盗賊ごとナイフを自らの身体に取り込み始めた。小太郎の呼びかけによりはつみは我に返るものの、目の前の状況を理解できずにパニックに陥り、現れたカーラによって助けられる。その後、カーラを加えた一行は遺跡の奥に進んだ。盗賊によってクエレブレの封印が弱まっていたため、再封印するにはクエレブレの喉元に生えた逆鱗から出血させる必要があり、かつてナツが担ったその役割を今度は小太郎たちが任された。硬い鱗に悪戦苦闘する中、自分でも何かできないかと思案していたはつみに対し、カーラは助言を与え、自らの魔力を貸す。はつみは自らを魔剣に変える形でクエレブレの逆鱗を貫く。
ローラと別れた後、カーラは自分がブラックの姉であることを小太郎達に明かす。
チャプター64「雪像、消えて」
- 実装日：2023年11月21日[274]

ある日、小太郎ときららは、六穂との情報交換のために魔界に赴く。
六穂と別れた2人は、マルジャーナの命令で死霊卿勢力を撃退しに来たラグナロクと対面し、創との馴れ初めが語られる。 
かつて霜の鬼神の土地にはユグドラシルという神木があり、その周囲には緑が広がっていた。ところが、今から20年前に一族の者がそれを伐採し、種子を転売してしまう。族長の娘だったラグナロクは転売先であるアザンのいるヨミハラに向かう。ラグナロクが通行人の甘言に乗りかけたところに、人間の青年が止めに入る。その人物こそが創であり、彼もまたアザンを追っていた。アジトに到着するや否や、創は忍法・変わり身の術でアザンの部下の1人と一時的に入れ替わり、種子のありかを聞き出す。ただし、魔力が高いであろうアザンと入れ替わるにはかなり接近する必要があった上、彼の取引先であるGの使者としてシルバースカルも来ていた。居ても立っても居られなくなったラグナロクは取引の現場に乱入する。アザンはそれを見越して防護策を展開したため、シルバースカルは種子が本物だと認める。ところが創の登場はアザンにとって予想外であり、対魔忍に売られたと思ったシルバースカルは取り引きを破棄して退散する。その後2人は協力してアザンから種子を取り戻す。ユグドラシルの発芽を見届けた後、2人は結婚し、創の故郷である雪国に居を構えた。それからしばらく後、ネイスの親類・ネイシルが鬼崎家を訪れ、族長とその後継者であるラグナロクの兄が族長の弟(ラグナロクの叔父)に殺されたと告げられる。さらにそこへネイスが現れ、ネイシルや周囲にいた追手たちを抹殺する。実はネイシルも貧困から叔父側についており、ネイスの口からユグドラシルの成長が十分でなく、それが貧困や混乱を招いたことが語られる。一刻も早い事態の収集が求められる中、ラグナロクは愛娘・きららを置いていくわけにはいかないと思っていた。一部始終を見ていた見ていた創の提案により、対魔忍の敵対勢力として討伐されたことにされた。
ラグナロクはきららに魔界に帰ってくるように言うが、本人が拒否したため戦闘に発展する。戦いを通じて我が子の成長と、小太郎という仲間の存在を認めたラグナロクは、五車に残ることを認めた。
紅き血の鎮魂歌
紅が生まれるずっと前のこと、ブラックにあこがれる楓は護衛の仁右衛門とともに初めて魔界を訪れる。その際、サキュバスたちが楓を狙って近づいてくるが、アンブローズの妹・リーシャが仲裁に入り、その流れで彼女の屋敷に招かれる。旅の目的を聞いた彼女は、自邸の警備にあたっている魔界騎士見習い・ローラを案内役としてあてがう。
三人でブラックのもとへ向かおうとしていた矢先、大勢の盗賊が立ち塞がる。仁右衛門とローラは、楓を馬車に避難させ、盗賊をあしらっていたが、近くの村で火事が起き、彼らの元に傾れ込み、身動きが取れなくなる。盗賊の背後に井河家の長老衆がいることに気付いた楓は、仁右衛門らとはぐれたまま単身避難するが、長老衆の一員・四ツ腕夜冥に見つかってしまう。 魔族に犯されて産まれた夜冥は、四本の腕を理由に里で孤立していたが故に、高い地位や名声に執着しており、魔族であるブラックと結ばれようとしている楓は許し難い存在だった。楓はそれを理解しつつも、自らの想いをかけて夜冥を撃破する。後日、彼女は満身創痍でブラックと対面し、本人を驚かせる。
夜冥との戦いから5年後、テウタテスに攫われた楓は、彼の領地にある地下監獄で第二子を出産し、フェリシアと名付けられる。その後、彼は楓への陵辱を繰り返し、ついには第三子を身籠る。ある日、楓はフェリシアを連れて監獄から脱出する。その中で「魔族と人間が交わった先には破滅と不幸しかない」という夜冥の言葉を思い出すが、自分は不幸ではなかったと思い返す。 そこへテウタテスが現れる。彼の正体はブラックの前世での行いで生じた「エラー」であり、ブラックを取り込むことで完全な存在となり、世界を手に入れることが目的だった。楓は哀れむように一蹴し、「生命は不完全だからこそ、支え合って生きている。完全な世界からは何も産まれない」と告げ、自害する。
クリスマスの訪問者
- 実装日：2023年12月26日[276]

クリスマスイブ、リリムはミナサキたちと遊ぶ際に、ミリアムから盗んだ魔導書で雪人形や悪霊を呼び出す。その際、リリムは魔導書に封じられていた魔獣トナカイ・ドンダーを解放してしまったことに気づかず、そのまま水城家で開かれるクリスマスパーティに参加する。そして、ミリアムが取り戻しに来た時には、すでに被害が五車町全体に拡大していた。小太郎は水城家の訪問客たちと協力して、ドンダーを封印した。
チャプター65「動乱の前奏曲」
ふうま宗家に近い血筋の出身である高下駄の勘九郎は、弾正の死をきっかけに東京キングダムに進出し、独立勢力として活動したのち、二車忍軍に加わった。二車幹部の一人である次郎衛門は、勘九郎と縄張りが隣同士だったこともあって衝突が絶えず、骸佐の母の死を伝えに来た小太郎と紅を勘九郎の差金と勘違いする有様だった。
比丘尼ら主力部隊が、フュルスト残党の毒爪のトルコからヨミハラの縄張りを取り返しに行っていた矢先、勘九郎と次郎衛門の調停に来ていた尚之助が、勘九郎の配下に襲われた。尚之助と勘九郎の間で主張が割れる中、勘九郎に謹慎処分が下された。 この内紛がきっかけで、二車忍軍に恨みのあった獣王会との間で喧嘩となり、クラブ・ペルソナが事態の収拾にあたった。
同じ頃、アヌビスとフェリシアがテウタテスによって東京キングダムに送り込まれ、二人は次郎衛門を殺す。その後、二人は勘九郎の元を訪れ、テウタテスの支援とひきかえに骸佐の抹殺を依頼する。勘九郎は快諾し、次郎衛門の代理を務めていた弩竜の殺害を依頼する。弩竜がフェリシアに殺された後、尚之助が現れ、勘九郎を抹殺する。そして、尚之助は、骸佐に捧げる怨念を集めるべく、双方の地区の住民を皆殺しにする。また、紅の命令で偵察に来ていた篝も何者かの襲撃を受ける。
ビューティフル・ニューイヤー
- 実装日：2023年12月31日[278]

ブレインフレーヤーの刺客・メカハイリは小太郎らをゆきかぜの夢の中に閉じ込める。 ところが、メカハイリも夢の中に囚われていた上、ゆきかぜ本人も本来の姿と幼いころの姿に分裂していたため夢から覚められなくなっていた。
なんとか小太郎らが現実世界へと帰還したところで、メカハイリが本来の目的を果たそうとしたが、五車の一員となったメカジローらに阻止される。
ところで、小太郎らは夢の中で出会った不知火を夢の世界の住人と思っていたが、実際は本物の不知火が幻夢卿のみが扱える「夢見の宝玉」を用いてゆきかぜの夢の中に介入していた。その際母を求める姿を目にしたことから、自分の判断が良かったのか迷っていた。

## あらすじ（2024年実装分・第一部）
思いがけないMANGAヒーロー
米連兵のエリクソンは、肉体改造によって成果を上げている同期のエルザ・スワンソンに対する焦りから無茶な改造を重ねていた。やがて、彼の改造に使われたわずかな魔族由来成分によって彼はオーバードーズと呼ばれる異形の怪物と化して基地を飛び出し、エルザが追いかける。
同じ頃、小太郎は若いさくらを連れて新港区のクラブへ行く。若いさくらが外に出ている間、小太郎は奇妙な少女と出会う。彼女はサメの性質を持って生まれた突然変異体であり、過酷な人生の末にここへ辿り着いたことをあっけらかんとした態度で語る。また、彼女には名前がついていなかったらしく、小太郎がふと呟いた「駄ザメ」を「ダジャメ」と勘違いし、そのまま自分の名前とした。
そのころクラブの外にいた若いさくらはオーバードーズを追うエルザを目撃する。若いさくらは素性を隠して助太刀に入り、機能停止に追い込んだうえで生捕りに成功した。若いさくらがクラブに戻った時には、ダジャメの姿は消えていた。また、エルザは本来ダジャメの追跡のために呼び出されたが、任務を解かれた。
五車チョコレート大戦
アンブローズの妹の一人・アルヴは兄姉たちに会えず、暇を持て余していた。 というのも彼女は無自覚に膨大な魔力を「こうだったらいいのに」という漠然としたイメージで振るってしまうため、兄姉から外出を制限されていた。ある日兄との約束の一つである居合いを実現できたことから、あまりの嬉しさにそのままヨミハラに行ってしまい、そこに来ていたエルシー、マヤ、ラティクールと出会う。人間であるマヤにに自らの剣術を止められたと知ったアルヴは友人ができたと大喜びする。カカオケートスの撒き餌の材料として「魔界ワスプの蜜（無加工）」を調達したいと思っていたラティクールに対し、エルシーは帰化した魔界ワスプの屯している場所として下水道を案内する。
魔界ワスプの蜜を手に入れたあと、アルヴにせがまれたマヤは地上行きを条件付きで許可する。カカオケートスを待つ傍ら、ラティクールが五車へ相談したところ、即座に情報収集に移り、五車に入れないようにという指示が出された。
カカオケートスを倒したあと、ラティクールとマヤの様子がおかしくなる。 そこへリリムが小太郎を連れてやってきたため、騒動へと発展する。覚醒リリムによってアルヴが騎士に任命され、騒動はおさまる。
開遁の巫女・魅神千都
- 実装日：2024年2月16日[281]、ライター：そのだまさき[282]

魔界錠前師のドワーフ・ドヴァリンは、アミダハラ監獄の鍵を作ってきた。ある日カヲルをデートに誘ったものの、あまりの口下手さからそう認識されなかったショックから故郷であるラグナロク領のドワーフの村に帰ってしまう。アミダハラ監獄では彼でしか開けられない鍵が多数あるため、囚人たちの生活環境は悪化していた。 おまけに、彼は自分の故郷の村でもあらゆる建物に鍵をかけてしまい、村人たちを困らせていた。
そこへ、五車からリリムを一ヶ月間アミダハラ監獄に入れたいという相談が寄せられ、カヲルは鍵開けの得意な対魔忍を小太郎に同行させるようアサギに依頼する。こうして、なんでも開ける開遁の使い手である2年生の魅神千都が、小太郎と2人で初めてアミダハラを訪れることになり、現地でもみじと阿修羅も合流した。千都が忍法で鍵を開けた後、カヲルはあらためてドヴァリンの連れ戻しを依頼し、その協力者として彼と面識のあった見習い看守の釘光クロエをあてがう。
翌日、一行はドワーフの村へ行って本人と対面するも、本人は説得に応じるどころ戦闘へと発展する。小太郎の提言で、千都は忍法でドヴァリンの心の扉を開き、そのまま彼を連れてアミダハラへ帰還する。
開発スタッフによる言及
このシナリオでは千都が初めて登場することから、彼女の視点で物語が進む。また、ライターのそのだとしては無理やり接点をつくらないほうがやりやすいということで、学年の異なる小太郎とはほとんどかかわりがないキャラクターとして設定された。一方、千都と同学年のキャラクターはそれなりにいたため、教室での日常風景の場に彼女たちを登場させ、彼女たちから見た小太郎が描かれている。その中にはそのだが過去に手掛けた「バニー対魔忍とカジノ・ラビリンス」で小太郎と共闘した蛍も含まれており、そのだは助かったと振り返っている。
他者言及
ゴブリンXは2024年5月に「BugBug」に寄せた連載記事の中で、リリムの収監はのちの伏線というよりはむしろ、覚醒リリムが強力すぎるため隔離されただけではないかと推測している。
メインクエスト・チャプター66"爆炎と不死の炎"
- 実装日：2024年2月21日

丈太郎の兄・丈虎はかつて火遁衆伍番隊筆頭だったが、人間の力への限界から部下を皆殺しにして五車を抜け、死霊卿の配下となった。そして、死霊卿から授けられた不死の肉体を、自らの忍法・火食いの術で強化していた。彼は死霊卿の命令で、Gの基地を荒らしまわっていたあずさを追っていたものの、焔と丈太郎に鉢合わせたことで、火遁衆の撲滅を優先してしまう。また、丈太郎も足止めに絶技・終炎説を使ったため、炎を使えなくなる。
その後、丈虎は小太郎の策にかかる形で、待ち構えていた舞華の襲撃を受け、アジトに逃げ帰る。そこへアレスが現れ、自分の正体に感づいた丈虎を抹殺する。
一方、凛子は幻庵と出会い、一族以外の者が神眼を得る方法として「神獣を殺してその返り血を浴びる」ということを知り、儀式に臨む。
迸れ！パワーの夜会
- 実装日：2024年2月29日[285]

ノマドは黒薔薇にて対魔忍との和睦を演出するためのパーティを開き、紫とリノアを招待する。余興担当の朧はこの状況に対する不満から、勝手にデモンズアリーナの闘奴パワーレディと紫のエキシビジョンマッチに持ち込む。
一方、小太郎は五車の教師の一人である薬師寺瑞穂とともに黒薔薇の隣にあるクラブで開かれている違法オークションに潜入する。用を済ませた後、小太郎は奴隷として出品されていた人狗族の少女・弥生が気になり救出する。そうしているうちに会場の警備に見つかってしまい、瑞穂は脱出すべく薬品爆弾を投げ込むが、建物同士が密接していたため、爆発の衝撃が黒薔薇にも及び、その流れで三人の追手がパワーレディと紫の共闘により破壊された。 パワーレディは朧に雇われていただけであり、紫への恨みもなかったため、意気投合する。そして、五車とノマドの和睦という目的が達成できたということで、パワーレディと紫が乾杯しようとした矢先、弥生から紫のグラスに薬が仕込まれていることを指摘され、朧はその場から退散する。
その後、オークションは五車とノマドに摘発され、弥生は五車に保護されたほか、没収された売上金の一部は黒薔薇の壁の修理費に充てられた。なお、美琴もこのオークションに出品していたが、何らかの形で五車とノマドの摘発から逃れた。
ツバキとヨーコ
- 実装日：2024年3月16日[286]、ライター：そのだまさき[282]

ツバキは五車の任務で死戦を彷徨った際に、魔性の力に目覚めたことで死した仲間たちの血を操れるようになり、窮地を脱した。その際、気分が高揚していたことが恐ろしくなり、五車を去ってフリーの傭兵として活動した後、自分の力の源を探るべく魔界を渡り歩いていたものの収穫を得られず、人間界へ戻る。
一方比丘尼の元には、骸佐が東京キングダムにある自分の縄張りで虐殺を繰り広げたという真偽不明の情報が寄せられる。彼女はヨミハラを離れられない自分たちの代わりにツバキを現地に送り込むこもうとするも、本人の機嫌が悪く、失敗に終わる。 比丘尼と別れたツバキは、溜まったツケを取り立てに来たチンピラといざこざを起こす。五車学園の生徒・麻藤陽子が事情を知らずに仲裁に入ったことで騒ぎが大きくなってしまい、騒ぎを聞きつけた朧から、賞金首の魔術師シモンの追跡を命じられる。
二人は、ツバキの知り合いである魔族オルトールの元を訪れ、シモンについて話を聞く。また、別口でシモン討伐の依頼されていたベオウルフとアデルハイト、そしてオルトールの屋敷に侵入した夢怪盗こと淫魔・マルーデルも一行に加わる。その後、体調を崩したベオウルフ以外の四人はシモンが乗っ取った城下町ズールへと向かい、紆余曲折の末に本人と対峙する。彼は複数の顔から詠唱できるため、弱点への攻撃もままならなかった。そんな中、陽子から大量の血を提供されたツバキがシモンを撃破する。事件後、ツバキは自分と似た力を持つビスマルクに会いに行くことを決意し、陽子も同行する。
開発スタッフによる言及
担当ライターであるそのだまさきは、ツバキと新キャラクターの陽子が相棒になる物語を書きたかったので、小太郎を登場させなかったと2025年のブログの記事の中で明かしている。ツバキとヨーコが魔界に行き、ベオウルフと会った後にシモンを撃破するという流れは早い段階で決まっていた。一方、シナリオに合わせてユニットとして実装された4名のうちマルーデルとオルトールの登場はライター任せだったが、夢怪盗である前者と寝てばかりの後者という組み合わせをそのだが気に入り、物語の中盤でオルトールの夢を狙うマルーデルとの戦いを描いている。ただし、ベオウルフは強力な存在であるため、シモンとの対決メンバーからは外された。また、オルトールも次元操作という強力な能力の持ち主だが、前述のとおり寝てばかりで短時間しか行動できないという設定だったため、1セクション分のみの登場となった。
チャプター67「神眼逸刀流」
ライター：そのだまさき
あすざは楓のかたき討ちと称して日本国内にある米連基地を手当たり次第に襲撃しており、ついにはダールのいる秘密研究施設を襲う。Gもブレインフレーヤーの技術サンプルとしてあずさをおびき寄せるつもりでいたが、対峙したアレスは敗走し、イーヴィ・エースは嬲り殺された。
そのころ、凛子は霊山に登り、神獣の正体が幻庵を知りつつも、戦いを続ける。幻庵から神眼を命がけで授られた凛子は下山する。紅が見送る中、凛子は仲間たちと共に五車からの迎えのヘリに乗り、あずさの元へと向かう。一行はあずさを追っていたスズカと機竜騎士団の団長アロンダイトと鉢合わせるも、降参したスズカから後を託される。凛子は一騎打ちの末にあずさを撃破する。その際、凛子は孤路に頼み、楓の形見として持ち歩いていた髪飾りを介して楓の想いを伝えさせる。その中で、楓は「光の中をまっすぐ歩め」と言っていたことにあずさは気づき、楓に謝罪の言葉を述べたあと、自爆する。一方、三鬼はあずさの身体を自らの式神に使うつもりでいたが、協力していたダールからことの顛末を知り落胆する。
関係者による言及
担当ライターであるそのだまさきはあずさと凛子の決着は割と早い段階から考えていたと自身のブログの中で振り返っている。そのだは、あずさが生き残るのは個人的な好みにそぐわなかったため、当初のイメージ通りに終わることができてほっとしている。また、あずさは復讐が楓の望みでないということに後悔はしていたものの、その過程で無関係の者を殺したことについては公開しておらず、そこも後悔の対象に含めていたら、ブレインフレーヤーの機械生命体として不自然であるとそのだは述べている。
雷撃のガールズバンド
- 実装日：2024年3月31日[292]

ある日、ゆきかぜは「Y-kazeX」としてのライブの中で、バンドメンバーの募集をかける。動画と音源による審査の末、最終選考が公開オーディションとして行われることになり、 「エレキ琵琶法師」として動画配信していたほくとや、壱郎から過去に勧められたことのあったリリーは応募する。同じく応募していたドロレスは「ロンリー・ギター・ヒロイン」という名前でミリアムのゴーレムを遠隔操作する形で最終選考まで進み、ゴーレムを通じてリリーたちと対面する。
会場にいた小太郎はステージ上のギター・ヒロインから強烈な邪気が発せられていたことに気づき、同行していたクリアらを安全な場所に避難させようとする。それをみたドロレスはその思いを歪んだ音としてぶつけ、ほくとらが歪んだ音で応戦する。それを見ていたゆきかぜはライブの趣旨と異なると指摘する。そして、ほくとはエンターテイナーとしての矜持から、サポートメンバーたちとともにライブの趣旨にあった演奏をしてギター・ヒロインを誘導する。
他者言及
ゴブリンXは「BugBug」に寄せた記事の中でほくとについて、これまでお堅い学生陰陽師としての側面が強かったのに対し、本イベントで演奏系配信者として活動する一面が描かれたことで親しみがわいたと述べている。

デスグランプリ2nd
- 実装日：2024年4月1日

東京キングダムにある闇のサーキット場で再びレースが行われる。

舞と最強オークと呪いの日記
- 実装日：2024年4月16日[294]

本の魔人によって願いを叶えられ破滅した者たちから生じた負のエネルギーは、「呪いの日記」として結晶化した。読んだ者は日記に記された内容を追体験できるため、ビブリオマニアたちの間を点々としていた。そして、まりと舞がヨミハラ在住のビブリオマニアからその日記を回収したところ、オーク最強の侠客・ホワイトドンの襲撃を受ける。そこへアスタロトがビブリオマニアから自分の日記を取り戻しに来る。二人が彼女に気を取られている隙にホワイトドンは日記を舞から奪おうとするも気づかれてしまい、取り合いになるうちに日記は真っ二つに破れ、日記の中から出てきた負のエネルギーが溢れ出す。
舞は読書好きが災いして負のエネルギーの影響を強く受けた結果別人のようになってしまった上、ホワイトドンも日記に魅入られてしまった。 影響が小さかったまりは助けを求めるために外に出ようとしたものの、助けに来た小太郎たちを前に気持ちを抑えられず、襲いかかってしまう。彼らに同行していた2年生の射影輪文乃の忍法・射影輪「回春の術」による精神攻撃によってまりは正気を取り戻す。
そして、舞は日記の虜になったホワイトドンを下僕のように扱い、小太郎たちにけしかける。騒ぎがおさまったあと、アスタロトが姿を現す。その際、アスタロトは舞の気持ちを理解し、負のエネルギーをあえて少し残した上で呪いを解く。

チャプター68「ふうま決闘ヶ原」
- 実装日：2024年4月22日[295]

2068年、時の政府と組んで対魔忍を牛耳ろうとする井河家の長老衆と、「忍びは使い捨ての道具ではなく人間である」という思想をもつ弾正との間で対立が起き、殺し合いへと発展する。政府を味方につけた長老衆は、強者揃いのふうま一門を追いつめ、ついに里へと攻め入る。 満身創痍の弾正はふうま八将の一人・黒谷将監を呼び出して魎馬たちを追い返す。そして、将監へ「もしこの戦いの後にもふうまが残り、自分の子どもたちが健在であれば、彼かに力を貸してくれ」と依頼する。
その後、戦う意味を失ったという理由から将監は娘の甲斐を連れて魔界へ武者修行へ出る。そして現代、二人は弾正の法要に合わせてふうま家を訪れ、ふうまの里の近くの原野「決闘ヶ原」での決闘を持ち掛ける。その際、甲斐が自らの邪眼・天駆馬を使わない代わりに、小太郎の右目の使用は許可された。とはいえ、甲斐は黒谷家に伝わる棒術の使い手であるため、特訓に際しては同様の戦闘スタイルを持つ翡翠が協力してくれた。
その夜、天音は黒谷父子と戦い敗北する。この時彼女は義手の交換を控えていたものの、彼の挑発に乗ってしまったことを悔いつつも、将監と戦いたいと頼み込む。その際、小太郎は弾正が天音を守りたいという気持ちから将監に最期を看取らせたのではないかと語った上で、復讐目的なら許さないが、過去を乗り越えたいという気持ちであれば話は別だと答える。
そして当日、時子立会の元、第一戦として小太郎と甲斐の決闘が行われた。戦いの中で紫水の力が発動した際、甲斐は咄嗟に邪眼を使ってしまったため降参する。 次いで第二戦、義手を交換した天音は将監と対峙する。
その後、黒谷父子はふうまの軍門に下り、五車町内にある仮住まいに移住することになった。その際、父子の会話の中で弾正が骸佐のことも気にかけていたことが判明する。将監は心配そうな様子で二車忍軍が支配する東京キングダムを見守る。

メイドと執事とお使いの冒険
ある日ローラがカーラからブラック宛ての荷物を渡すよう依頼を受け、カーラの元に滞在していたスネークレディは面白そうだからだと同行する。
一方、アンブローズの執事のゲオルギオスは主からの頼みでアルヴを探していたところ、知人のスネークレディとローラがトラブルに巻き込まれているのを目撃し、助けに入る。その後、何者かがその場にいた一般人を操ってローラを襲撃させていたことが判明し、やがて三人のもとに刺客が送り込まれる。ゲオルギオスは仲間のキイから託された特殊な鍵を使い、ブラックの屋敷に避難するが、追手も屋敷に乗り込み、三人の目の前でメイド姿の怪物へと変貌する。また、ミスマリンは屋敷への攻撃の対応で手一杯であり、避難どころではなかった。そうこうしているうちに、黒幕であるメイド魔術師・リッチメイドことアルメリアが屋敷に現れる。もともと彼女はノマド設立前のブラックが付き合っていた相手の一人だったが、その独占欲の強さから絶縁されてもなお、禁断のメイド魔術を習得してまでブラックに執心していた。アルメリアはどさくさに紛れてローラの荷物を横取りし、騒ぎを聞きつけたブラックへのプレゼントとして渡すも、本人に見透かされて追い出される。
他者言及
ゴブリンXは「BugBug」に寄せた記事の中で、「メイドの国の大冒険」に出てきた「メイド魔術」の設定が生きていたことに驚いたと語っている。また、ゴブリンXはブラックがプレイボーイという設定はまるで主人公のようだとしている。
おいしい契約
- 実装日：2024年5月16日

ヨミハラでは重要な契約を結ぶ際には魔術で強制力を付与する契約魔法が一般的だったが、ある日から、契約書が呪怪という怪物に食べられ、契約が無効化される被害が頻発する。 調停師の異名を持つ魔族アーセラは静流の依頼で調査に加わり、呪怪が契約書を通じて契約にかけられた魔法自体を食べていると分析する。
瑠璃の蔵書から呪怪は「美味しい契約」に弱いがわかったものの、何を意味するのか分かりかねていた矢先、同じく静流の要請でヨミハラ入りしていた五車の科学班の一人・御厨屋みのりの提言で、美味しい料理で誘き寄せることになった。また、味龍も協力してくれることとなり、春桃とみのりによる新作メニューの選考会という体裁で開かれた。ジュノたちが来店した矢先、呪怪が店に乗り込み、春桃らの対決の契約書を食べるが、食事の場を台無しにされたジュノたちの怒りを買い、却って追い詰められる。彼は命乞いで相手を油断させて逃げようとするが、対決の契約書にはアーセラの「枷」が仕込まれており、命乞いのセリフが誓約とみなされた結果、誓約を破ったとして自動的に制裁が加えられてしまい、降参する。最終的に彼はみのりの料理を口にして改心する。
Chapter69 死神が生まれた日　前編
- 実装日：2024年5月21日[298]

甲河朧の弟・零は、優秀な姉へのコンプレックスに苦しんでいた。姉と風貌が似ていた彼は男娼としての潜入任務を多く任されていた。ある日、零は身籠っていた甲河家当主夫人の影武者を務めた際、瀕死の重傷を負い、その治療として全身を機械化された。この出来事がきっかけで彼は姉を里から解放すると誓い、抜け忍となる。彼は、ベルゼビュートから他者の忍法を封じる封遁の術を授けられた。彼はアレスという偽名で暗躍してきたが、マルジャーナからテセラックを盗んだことがきっかけでそれを狙っていたテウタテスによって里や姉を失った。
一方、里の壊滅と前後して五車の監視下に置かれたアスカは組み手で九郎を負かすほどの実力があったものの、あくまでもそれは死霊卿への復讐心からくるものであり、九郎からは一人前の対魔忍として認められていなかった。
ある夜、アサギが九郎の家を訪れ、ノマドの大幹部・朧の写真を見せる。アサギが帰った後、九郎から情報を共有されたアスカはこの朧が甲河朧かどうか確かめようといてもたってもいられず、彼が寝た隙をついてヨミハラヘ向かう。ヨミハラヘと続く首都圏新外郭放水路にて、アスカは零と会う。彼女は事情を知らなかったものの、行動を共にする中で零への疑念を抱く。やがて、アスカの前に死霊卿の分身・無明が現れる。無名との戦いの中、零もといアレスは封遁の術でアスカの忍法を封じる。さらにそこへテウタテスが現れ、執拗な拷問の末に四肢を奪う。そしてベルゼビュートに嗾けられる形でアレスが子宮を破壊しようとした矢先、本物の甲河朧こと仮面の対魔忍がアスカを救出する。その後、アスカはサイボーグとなった。
そして現在、アスカは自邸の跡地でアレスと対峙する。アスカは封遁対策のなされた決戦型兵器を身に纏い、アレスも巨大ロボット「アレスセンチネル」を自らの新たな義体として乗り移る。
イングリッド姫の結婚
ブレインフレーヤーのガーディアン・マリッジゴーレムは人の心を惑わすことから、かつてジュノによって封印された。その後本人の不注意によりマリッジゴーレムの封印が解け騒ぎとなる。対峙したイングリッドはマリッジゴーレムによって自らの精神世界に閉じ込められ、カレンベルグ公国の第一王女だと思い込んでしまう。
放蕩息子として悪名高い隣国ベーヴェルシュタム王国の第五王子アンドレアスとの政略結婚をセラれていた矢先、ゴーレムを連れた紫水が乱入する。引き止めようとするアンドレアスの頬を叩き、イングリッドは紫水の手引きで逃走する。紫水から事情を聞いた後、イングリッドは愛用する魔剣ダークフレイムの召喚に成功し、追手を返り討ちにする。マリッジゴーレムはイングリッドの仲間の偽物を用意するが、本物によって破られる中で、イングリッドは少しずつ記憶を取り戻していった。そしてついにマリッジゴーレムはブラックに化けてイングリッドを誘惑する。ブラックとの結婚まで体感したところで、イングリッドは本物のブラックが楓のことを今も愛していたことに気づき、偽物のブラックを切り伏せる
現実世界に帰還した後、イングリッドは小太郎らを援護していたシュヴァリエにくる。 エムプサからことの真相が明かされたあと、小太郎はマルジャーナから託された本についてイングリッドに相談し、瑠璃に取り次いでもらうこととなった。また、シュヴァリエからはブラックから頼まれていた死霊卿対策がイングリッドに伝えられた

怪獣と巨大化対魔忍
実装日：2024年6月16日、ライター：そのだまさき
魔族・フォルシアは人間界のとある犯罪組織に捕まり、魔界医ベルフェゴールの指揮の元、さまざまな肉体改造を受ける。彼女は組織の施設を飛び出し、他の被験者たちを助けてほしいと五車に要請する。その結果、施設の廃棄が決まり、被験者たちは殺処分される。被験者の一人として監禁されたダジャメはベルフェゴールを追っていたところ、小太郎らに助けられ、その流れでフォルシアとともに五車入りを果たした。ダジャメは対魔忍になることを希望していたが、あまりにも一般常識が欠落していたため、中等部に編入となった。
そのころ、ダジャメよりも前に施設から抜け出していたベルフェゴールは、資金調達のため、ある者の依頼で巨大生物・怪獣Xを生み出す。ダジャメ救出に関わった学生対魔忍・大道寺なみは忍法による巨大化能力を生かして怪獣Xを追っていたものの、怪獣Xは姿を消して逃げ回っていた。
ある日、彼は新港区にて怪獣Xを出現させた後、取引相手であるバルド・バルドに会い、先の研究所で得た被験者たちのデータと引き換えに、特製の魔術心臓を得る。 怪獣Xの出現を聞きつけた小太郎たちは現地へ向かうが、なみの訓練を見守っていたダジャメもついてきてしまう。 怪獣Xが姿を消した後、偵察に来ていたルネとパメラが小太郎たちと合流する。その時ダジャメがベルフェゴールの臭いに気づいたことがきっかけで、一行はベルフェゴールを追跡する。小太郎らがベルフェゴールを追い詰めたその時、怪獣Xが出現する。巨大化したなみが応戦する間、ベルフェゴールは小太郎から逃れる。 
開発スタッフによる言及
そのだは本シナリオの執筆に先駆けユニットとしてのなみのHイベントを執筆している。Hイベントは本シナリオに登場する怪獣に敗北するという内容だったため、面倒だったと述懐している。シナリオができていない時点で、戦闘中のなみに「こないだ出てきた怪獣と全然変わんないじゃん！」と言わせるのは少し緊張したが、Hイベントが勢いのある内容で書いていて楽しかったため、本シナリオも勢いに任せたものとなった。その一方、そのだはこれまであまり登場してこなかったキャラクター、とりわけ2年生をなるべく出そうと考えていた。ただし、シナリオの序盤はなみのキャラクター性を前面に押し出すため、このようなキャラクターの描写は控えめとなった。
Chapter70「死神が生まれた日　後編」
- 実装日：6月21日

アスカの四肢が奪われた後、姉が仮面の対魔忍として生きていることを知ったアレスは、復讐を誓う。 そして時が経ち、仮面の対魔忍が九郎を通じて自分のことを嗅ぎ回っていることを知ったアレスは、わざと自分の正体を明かして彼女を誘き寄せてヨミハラに監禁したうえで、ベルフェゴールに頼んで自分が死んだら彼女も死ぬように仕向ける。
そこでアスカは仮面の対魔忍の救出をクローンアサギ一行に任せ、自らは時間稼ぎも兼ねて甲河の里でアレスと対峙する。 一連のアレスの行動はGの思惑とは無関係であり、フィオナはアレスへの慕情から、アスカたちを援護していた九郎を秘密裏に襲うも、彼が伏兵として妹の紫を用意していたことあって、逆に追い詰められてしまう。結局、ダールの命令でフィオナを連れ戻しに来たエリウも巻き添えを食らい、二人は命からがら撤退した。
一方、ヨミハラではクローンアサギ一行がベルフェゴールの妨害に遭いながらも仮面の対魔忍の救出に成功した。 九郎からそのことを伝えられたアスカは、特殊な超音波を用いてアレスセンチネルのボディに用いられていたウラノス合金製の装甲を崩壊させた上で、彼にトドメを刺す。
他者言及
ゴブリンXは本シナリオについて、個人的な怨恨で襲ってくる狂人を返り討ちにしただけの、本作史上まれに見るむなしい戦いだったと述べている。また、ゴブリンXはアレスセンチネルにウラノス合金が用いられたことが世界分岐の特異点になったとは考えにくいため、ウラノス合金をこの時代に持ち込んだ者の方が重大事案ではないとみており、あるいはアレスセンチネルにならなければ憎しみを超えて歴史を動かす存在になった可能性もあったと推測している。
一方、フィオナやエリウといったGの年少組がアレスを慕うのには何らかの理由があり、デイヴィッドもただの狂人を側に置くとは考えられないため、自分たちの知らないアレスの一面があるかもしれないとみており、何かしら仲間内でのエピソードがあれば印象が変わったかもしれないと述べている。 加えて、仮面の対魔忍が監禁されているときの立ち絵が『対魔忍アサギZERO』の甲河朧のものが使われていることから、ゴブリンXは狂人というより姉に対する偏執が過ぎているのかもしれないとしている。
カーラ様と海水浴に行った件
- 実装日：2024年6月30日[301]

小太郎とアイナが淫魔族から奪還したリゾート地が、この度全年齢向けにリニューアルオープンすることとなり、小太郎たちはその功労者として招待された。準備をしていた小太郎の元に、カーラがマリカを連れて来訪してきたため、やむを得ず海水浴への同行を認めた。同じく招待されたアイナも同性の仲間達を連れてきたため、小太郎に同行していた蛇子は彼との距離を感じ、一人で岩陰に行ってしまう。そこへマリカが現れ、自分はカーラの護衛というよりは監視役に近いことを明かす。カーラの元へ戻るマリカを見送った後、蛇子は妖気を察知し、海へと潜る。そこで彼女はブレインフレーヤーの遺跡を見つけるも、何者かによって気絶させられる。
その夜、カーラは小太郎を連れて海辺を散策していたところ、アンブローズらにでくわし、小太郎の提案でビーチバレーで対決することとなった。カーラがビーチバレーセットを召喚した際の魔力に反応する形で、怪物・たこぼうずが出現し、それを追う形で蛇子も現れる。 このたこぼうずはブレインフレーヤーの遺跡から生じる妖気で変貌したただのタコであり、ひと騒動起こした末に元に戻り、カーラによって海に返された。 
他者言及
ゴブリンXは、本シナリオにおいてカーラの自由奔放さが目立つが、物語の主題が蛇子だったのが意外だったと述べている。

ビーチ開放区の女王
- 実装日：2024年7月16日[302]

五車とヨミハラによって、中立地帯である「ビーチ解放区」が設けられ、監視員は双方の組織から選出された。ある日、ヨミハラのぼったくり業者がこの解放区に店を出そうとしたが、「頂き魔族女子」もとい小動物コンビに店を奪われてしまう。本人から事情を知った小太郎たちは水着美女コンテストを利用して問題を解決しようとする。

黒いバニーの暗殺者
エレシュキガルとも深い関係にある暗殺者一族の少女エレミアはその出自に思い悩んでいた。ある日、彼女は秘密基地を探しにきたファンタスマと出会う。友達になりたいと誘われた当初は生まれを理由に辞退したものの、そういうのは関係ないということで、そのまま友人関係をむすんだ。やがて、エレミアは暗殺者・ブラックバニーとして名を馳せた。
ある日、彼女はヨミハラの闇商人から、敵対関係にある静流の暗殺を請け負う。ヨミハラ町内会主催の夏祭り当日、ブラックバニーは会場に来ていたファンタスマを洗脳して静流をさらい、さらに複数の偽物を撒いて小太郎たちの注意を逸らす。
ところが、ブラックバニーが洗脳に用いた毒は表に出ていたファンタスマの人格にのみ作用しており、難を逃れたアンナの叫びによってファンタスマは正気を取り戻す。また、静流が密かに持っていた通信端末をもとに、小太郎たちも駆けつけてきたため、ブラックバニーは逃走する。 その後、ミリアムらの調査により、ブラックバニーの雇い主が判明し、事件は一応の解決を見せた。
他者言及
ライターのゴブリンXは、例年のバニーガールシナリオのようなお笑いかと思いきや、物語の結末にてファンタスマとエレミヤの関係が、小太郎と骸佐の関係と重ね合わされる形でまとめられて意外だったと述べている。一方、ゴブリンXはブラックバニーが静流を刺したまま逃走したことについて、『ユキカゼ2』のように静流が洗脳されていないか心配だとも述べている。
対魔忍・オブ・ザデッド
ある時、小太郎と鶴の三人は共同で異界の門を破壊する任務にあたる。ところが、目的地への降下の際にアスカは何者かの襲撃によってパラシュートを壊されてしまい、小太郎たちと引き離されてしまうおまけにこの地の大気にはテセラックが含まれているため、三人はそれぞれ能力を封じられた状態でゾンビたちに追われてしまう。 小太郎らはゾンビたちの発生源となる別の世界から毒島冴子という女学生が現れ、小太郎たちを安全な場所へ誘導する。冴子は騒ぎが起こるひと月前に仲間の宮本麗と高城沙耶、そしてその場にいたゾンビたちと共に小太郎らの世界に転送されたことを明かす。
その頃、アスカはゾンビとの共存を目指すアナーキストと呼ばれる者たちに捕まっていたところ、拠点に潜入していた麗たちによって救出された。小太郎らと合流した後、冴子たちは門を見つけながらも、その守護者に阻まれていたことが判明する
その後、一行はアナーキストの物流倉庫近くでいったん別れ、アスカがケースを回収した後再び合流する。そしてアサギから小太郎を通じてこの地への爆撃が予告されたのを受け、急遽冴子たちに対魔忍スーツが提供される。そして、協力して守護者ゲートキーパーを倒す。 そして、冴子たちが門を通じて元の世界へ帰った後、テセラックやゾンビの流入を防ぐために門は壊された。
Chapter 71「禍津夜叉髑髏」
- 実装日：2024年8月30日[304]

アレスの隠れ家から瀕死の尚之助が見つかり、二車幹部たちに指示を出していた尚之助が偽物であることが判明した。
一方、東京キングダムでは、獣王会が骸佐の奇襲に失敗し、東京キングダムの混乱に拍車をかけた。 他方、死霊卿の指示を受けたアヌビスは、ある目的を以て東京キングダムの地下にある魔石を訪れ、骸佐を生贄に魔界の門を開ける準備をしていた。その骸佐は死霊卿の企みに便乗して本人を生贄にしようとしていた。
独立遊撃隊ときらら、ゆきかぜの5名は東京キングダムに上陸し、紅や二車幹部たちも現地に到着する。小太郎と激戦を繰り広げた後、骸佐は自分の前だけに現れたベルゼビュートと会話を交わし、死霊卿の元へと向かう。
一方ブラックは死霊卿への復讐を果たすべく、ケーレスと二人でマルジャーナの城に潜入し、勝手についてきたアルメリアの同行も認める。 武器を手に入れた後、ブラックはアルメリアを連れて東京キングダムへ向かう。その間、ケーレスは手下を連れたマルジャーナと応戦する。 ケーレスはマルジャーナが魔界の門を破壊しようとしていることを指摘し、伏兵として呼び寄せた九頭龍騎士団の団長・シェーシャと二人で撤退する。二人が去った後、マルジャーナの口から、ケーレスの正体がナーガ族の族長の一人・ヴァースキであることが語られる。
開発スタッフによる言及
そのだは、小太郎と骸佐が対決する場面の描写にはかなり気を使ったと2025年のブログの中で明かしている。また、双方の最後の一撃についても、小太郎が本気で骸佐を殺すつもりで心臓を貫いた一方、骸佐は怨念で変貌しても小太郎を殺し損ねると対照的に描かれており、この点についてそのだは骸佐の本質が出ていると分析している。
Persona
- 実装日：2024年8月31日[305]

井河家の上忍の家に生まれた澄谷夕美は、長老衆との戦いでアサギを補佐した実績はあったものの、非常に控えめな性格をしていた。その後、彼女は五車学園に入学したばかりの小太郎と親しくなり、時には小太郎から励まされることもあった。 この時彼女は「本物の陽キャ」という理想像があり、自らの忍法・色遁の術を用いることにした。そして、彼女はヘヴィメタルバンド・Personaのボーカルオーディションに受かり、YUMI-SONAとして芸能界デビューを果たした。
一方、セブンジャッジは自身の配下であるレッドゴウトとブラックバニーにリリムの暗殺を命じる。折しも、夕美からPersonaのライブチケットをもらった小太郎は、新港区で開かれるライブ会場に小動物コンビを連れてきていた。ステージに上がったレッドゴウトによって会場は混乱に陥る。しかも、会場でグッズとして配布されていた仮面に細工が施されており、覚醒リリムは力を封じられしまう。小太郎はYUMI-SONAの正体に気づきつつも、2人でレッドゴウトに立ち向かう。一方、ミナサキと2人で会場から脱出したリリムは、レッドゴウトの子分に襲われる。ミナサキは事前に夏から託されたお守りを用いて変身し、窮地を脱する。会場の外で一部始終を見守っていたブラックバニーはリリムの暗殺が思った以上に簡単ではないと感じ、その場を後にする。
黒星と海獣
- 実装日:2024年9月16日[306]、ライター：そのだまさき[282]

2年生の地獄丸アキラは元々単独での任務が多かったことに加え、かっこよさを重んじるところがあったため、自らを犠牲にしてまで仲間を生かしたいという思いがあった。アキラの同級生である伊庭美南は自らの力への過信から犠牲者を出してしまった過去があり、仲間を失いたくないという気持ちからアキラを諫めることが多かった
小太郎との任務から数日後、アキラは母の仕事である華道の稽古に来ていたが、なんだかしっくりこないと思っていた。同じく稽古に来ていた麻里亜から「ここで立ち止まるのはあなたの思うかっこいいとは違う」と言われたアキラは何かを思いついたように生けていた花の一部を切った後、学園にあるシミュレーション施設に向かう。そこで彼女は美南たちの訓練を見届けるものの、小太郎の誘いを辞退して単身裏山で訓練をしていた。夜、訓練を終えたアキラは校庭で美南がいつもとは違う形相で訓練している様子を目にする。美南はアキラに気づいた後、裏山の様子から訓練していたことを知っていたと明かす。
やがて、消息を経っていた2年生・観凪影波が、フォルシアらがいた施設からコンテナ船に偽装した移動研究所に移送されていたことが判明する。救助作戦全体の指揮は小太郎が、潜入部隊の指揮は美南がそれぞれ決まった。また、陽動部隊の指揮はアキラが自ら名乗り出る形で収まった。そして、この三人に加え、久重ナナと文乃が情報収集を担当する。その後、影波の居場所を特定したうえで潜入部隊が向かうが、目の前に眠る彼女の姿が自分の知っている彼女とは異なることに気づく。このことから精神も改造されている疑いが浮上し、五車のラボへ連れれて行こうとした矢先、覚醒処理が始まり、別人のようになった影波が潜入部隊に向けて発砲する。駆け付けたアキラが影波を無力化した矢先、今度は研究所で開発されていたキメラクリーチャーが現れる。アキラと美南は、小太郎の指示で待機していた凛子の協力を得て形勢逆転を果たし、キメラクリーチャーを撃破する。その後、影波は五車のラボで検査が行われ、魔の覚醒や入れ替わりによるものではなく、本人であることが確認されたものの、性格は元に戻らなかった。
開発スタッフによる言及
アキラが麻里亜と生け花をする場面は後者の設定に由来しており、そのだは別々に作られたキャラクターの設定から新たな人間関係を作るのは、イベント設計の楽しみの一つであると2025年のブログ記事の中で語っている。
ルキナちゃんの家出
ある日ルキナはジュノの堕落ぶりに嫌気がさし、ついには自ら分離してしまう。早速ルキナは玉藻の神社を使い、小太郎とゆきかぜ、そしてアレクトラに手伝いを依頼する。 ルキナの繁盛に嫉妬したジュノは、ルキナのパワーを暴走させ、騒ぎを引き起こす。
chapter「72 動乱の終奏曲」
小太郎は仲間たちと共に撤退したものの、身体に食い込まれた怨念によって魔性の力を抑えられていた。駆けつけた紅の力も何らかの力によって弱まる中、小太郎はきららの冷気で自らを仮死状態にさせてもらう形で怨念を鎮静化させる。一命を取り留めた篝の案内で一同はシュヴァリエの元へ向かう。シュヴァリエの除霊と紫水の治療により、小太郎は回復する。そして小太郎達アヌビスの大結界を破壊する中、紅とゆきかぜは結界の最深部に到着し、真の姿を解放したアヌビスと対峙する。ブラックとともに現れたアルメリアの死霊魔術により、アヌビスから不死の力が抜けたことで、死霊卿がアヌビスを暴走させるよう仕向けていたことが判明する。もはや不死ではなくなったアヌビスはブラックによって倒されたことで、大結界は解除された。
一方中央広場では魔界の門が出現し、骸佐は死霊卿と対峙していた。二車幹部が次々と倒され、骸佐も瀕死となる。ブラックは罠だと承知の上で邪眼「真・魔門」を用いてフェリシアと一体化し、彼女を闇の触手から解放して元の文香に戻す。死霊卿は闇の触手を通じてブラックを取り込んだほか、小太郎からも闇の力を吸い取り、天聖テウタテスと化する。死にゆく骸佐は最後の力を振り絞り、自らを刀に変えて小太郎の手の内に収まる。その時、ベオウルフとアデルハイトが現れ、死霊卿になる前のテウタテスを引き離したことにより、天聖テウタテスは不死性を失う。そして小太郎は紫水とともに全ての力を込めてテウタテスにとどめをさす。
そのころ瑠璃とナーサラの元にラグナロクらが現れる。瑠璃の死によって魔界の門が消滅し、大破壊が起こるため、ナーサラに逃げるよう促す。ナーサラは辞退し、自らを犠牲にヨミハラを救う。
開発スタッフによる言及
そのだは骸佐に重点を置きたいため、一つ一つの戦闘をダラダラ書くつもりはなく、二車幹部各人の結末も決まっていたため、次々と死ぬ展開にしたと明かしている。なお、そのだは独立遊撃隊と二車幹部の直接対決も考えていたが、独立遊撃隊は二車幹部よりもずっと強い敵を相手にしてきたためいまさらやってもしょうがないということでお蔵入りにしたと語っている。
当初蛇子は鹿之助をかばって戦線離脱する予定だったが、本人の性格や能力、さらには骸佐との関係から、実際のシナリオでは瀕死の骸佐をテウタテスから救出するといった活躍を見せた。これについてそのだは蛇子がいい味を出しており、さすがは幼馴染だと語っている。

ダークネスハロウィン大暴走
- 実装日：2024年10月16日[308]

上層部から予算を押さえられたルネは自身のライフワークであるハロウィンシリーズの最新作（以下:ダークネスハロウィン）を完成させられずに落ち込んでいた。そこへ、糧となるストレスを失ったハロウィンの悪霊が現れ、彼女の不満に引き寄せられる形でダークネスハロウィンに憑依してしまう。暴走したダークネスハロウィンはルネを掴んだまま街へと繰り出してしまい、警備に来ていた東や学生対魔忍たちによって退治される。

第一部エピローグ
- 実装日：2024年10月31日[309]

死霊卿討伐からしばらく後、きららたち3年生は卒業を迎える。

## あらすじ（2024年実装分・第二部）
新学年とヨミハラRUNレース
- 実装日：2024年10月31日[309]

甲斐は五車学園に編入したものの、なかなか授業に出ないため留年し、2年生に進級した小太郎たちと同じクラスになった。
一方、2年生の学年主任となった龍前トモコは、心願寺家の執事の娘であるトモコは五車入りした後も紅への敬意を忘れておらず、いつかは小太郎と結ばれるべきだと思っていたが、甲斐が小太郎と結婚すると聞き、ヨミハラで開かれる徒競走を利用して甲斐を排除しようとする。
他者言及
ゴブリンXは本シナリオ内で開かれたイベントは盛り上がったものの、ヨミハラとノマドの窮地が描かれていたと述べており、魔界の門消失によって貿易機能を喪失したものの、地上で禁じられているものを受け入れたり、魔族の居住地としての役割が残っているとはいえ、地理状況が極めて悪いため急速に衰退するだろうとし、それはイングリッド次第だと語っている。

ミラベル・ベル
- 実装日：2024年11月16日[310]

新兵時代のミラベルは、上官だったマリア・ブライトから「力なき者のために戦う」ということを教わっていた。だが、マリアは指揮官を務めていたある作戦で米連を裏切って逃走し、ミラベルはかろうじて生き延びた。米連が秘密裏に追う中、マリアは国際テロリスト・マクナイトとして暗躍していた。 ヨミハラでのレースの後、ミラベル率いる部隊はマクナイトを追って、アレッキィの案内で現地入りする。
一方、双方の動向を把握していたノマド上層部は協議の末、首領代理の紅がミラベルたちとの交渉に当たった。交渉の末、共闘することになった一同は、辺境部にあるマクナイトのアジトでマクナイトと対峙する。激戦の中、ミラベルから裏切りの理由について尋ねられたマクナイトは「自分は大義を信じて民間人殺しなどの汚れ仕事をひきうけてきたが、すべてダールに利用されていただけだった。米連に従うだけでは本当の正義は手に入らない」と答えたうえで、ミラベルを自分達の側に引き込もうとする。だがミラベルはマクナイトの言い分をある程度理解した上で、それを一蹴する。 
他者言及
ゴブリンXは、紅の交渉でなんとかなったとはいえ弱ったノマドが別勢力に叩かれるのは時間の問題であり、頼る相手が対魔忍というのは皮肉だと述べている。

チャプター1 再始動
- 実装日：2024年11月22日[312]

五車を卒業したきららは、なぜ母が魔界の門の破壊に関わったのかを知るため、自ら志願してヨミハラに常駐する。
一方東京キングダムはテウタテスの暗躍により死霊まみれになり、街も活気を失っていた。また、魔界の門の跡地の周辺は封鎖され、さくら率いる対魔忍チーム「ストレイ・キャッツ」が監視にあたっていたが、不用意に侵入した部外者が残留していた闇の力によって異常をきたす事例が相次いでいた。
新学期が始まる前、小太郎たちはヨミハラと東京キングダムを訪れる。

翡翠先輩とGOLDEN GIRL
- 実装日：2024年11月30日[313]

鹿之助らに討伐された隠し神は閉鎖空間に逃げ延びて再起を図っていたが、完全復活するよりも前に五車に見つかり、討伐隊として小太郎たちを送り込まれてしまう。 隠し神は糧として得たガラクタから電子的なノイズを使って鹿之助のタケミカヅチに対抗するも、討伐隊の一員である1年生のナタリー・フレッチャーによってとどめを刺される。
開発スタッフによる言及
本シナリオにおいては、同時にユニットとして実装されたキャラクターが全員登場しており、夕恋とヴィクトリアが対照的な性格でうまく座組がはまったとそのだは述懐している。

クリスマスは冬ごもり
古代龍アンダストラは、姉のベリリクから聞いていた稲毛屋のアイスを求め、五車を訪れる。アイスを食べた後、アンダストラが暴走してしまい、あたり一面を猛吹雪にしてしまう。近くを通りかかったアサギの協力のもと、夏はアンダストラを落ち着かせ、三人でふうま家へ向かう。そこではクリスマスパーティが行われており、ベリリクとリリスも参加していた。

白蛇姫と幸運のお正月
魔界の門の消失に伴い帰れなくなったアンダストラは五車預かりとなり、リリスとベリリクも五車にとどまることになった。ふうま家で正月を過ごしていたところへ、リーナが訪れる。また、アンダストラにかんする伝承を聞きつけたアスカときららもふうま家に来る。

## あらすじ（2025年実装分）
銀世界の復讐者
- 実装日：2025年1月16日[314]

正月も過ぎたある日、ベルフェゴールはホワイトスネイクの死体を改造して魔人に仕立て、実験として五車にいるリリムたちへ嗾けていたところ、彼に恨みを持つ学生対魔忍・朽木真妃留の奇襲を受ける。リリムたちによって魔神は倒されるが、アンダストラと夏の接近に気づいたベルフェゴールは真妃留を無視してその場から退散する。

chatper2「廃棄都市」
- 実装日：2025年1月21日[315]

アミダハラのサナダヤマには魔界の門があるものの、この地はかつての戦争で用いられた核ミサイルの落下地点であり、ミサイル由来の汚染物質と門から溢れた魔界の空気が入り混じった独特の瘴気が漂っていた。しかも、ヨミハラの門の消失により、サナダヤマの門から溢れ出る魔界の空気の量が増え、瘴気は拡大しつつあった。米連陸軍が調査に来るものの、任務で運用していた支援ドローンAQ-9キラービーが瘴気によって暴走しまう。米連陸軍は瘴気の中では活動しづらいと判断し、五車に支援を要請する。独立遊撃隊はミラベルとともにアミダハラ入りし、「ハウンド・ドッグズ」こと五車アミダハラ支部と合流して現地へ向かう。
その頃、アンネローゼとミチコは、ベルフェゴールの頼みでサナダヤマまで案内する。一行は門のあるダンジョンの入り口にあたる地下鉄タマツクリ駅に到着するものの、ベルフェゴールは現れたキラービーに夢中になってしまう。三人で小太郎たちがキラービーを倒したのを見届けた後、ベルフェゴールはアンネローゼに「小太郎は俺の父の仇だが、彼が父を殺していなければ、俺が殺していた」と複雑そうな表情で語る。そして、ベルフェゴールは用が済んだとしてアンネローゼに報酬を渡し、その場を去る。

廃棄都市と未来ギャル
- 実装日：2025年1月31日[316]

ある日、舞華姐さんは大人ゆきかぜの拠点にある装置を勝手に使って現在の小太郎の元へ行こうとするが、アミダハラにきてしまい、クロエと出会う。一宿一飯の恩義ということで、舞華姐さんはクロエの拷問チョコの素材集めに協力することにした。その中でアミダハラの繁華街でGから追われていたメイジャーと会い、食事を奢ってもらった関係で、チョコの材料である皇帝スライムの変異種・チョコスライムを目当てに、サナダヤマに行く。レピタ率いるリッチスターキャピタルの従業員であるエモリタらも同じ目的でサナダヤマに来ていた。紆余曲折の末、チョコスライムとの交渉も成功し、これで小太郎に渡せるチョコが用意できたと思いきや、舞華姐さんは大人ゆきかぜと未来アスカに追われる羽目になった。
嶺と炎鬼
- 実装日：2025年2月15日[317]

五車学園の新入生・百鬼院嶺は、生者・死者問わず、思念を集めて「炎鬼」という炎として使役する、忍法・炎魂使鬼の使い手だった。本来意思が弱いはずの炎鬼だが、彼女の炎鬼はその逆で、初めてこの術が発動した時、嶺の身体を乗っ取ろうとするほどであり、そのことについて悩んでいた。
ある日、関東某所にあるブレインフレーヤーの遺跡を調査していたDSOの調査隊が消息を絶つ。DSOの要請を受けたアサギは、嶺を独立遊撃隊と組ませる。DSO側の協力者ゾーヤ・アゼフと合流した後、嶺は小太郎に炎鬼について相談する。小太郎は「この任務に向けた選抜試験の際、ナタリーが友達になりたがっていた」と答え、嶺に炎鬼と向き合うきっかけを与える。
調査隊は、ブレインフレーヤーの眷属になるはずだった異界の鬼神・温羅の封印の一部を解いたことで皆殺しにされていた。温羅は目の前に現れた嶺の肉体を乗っ取って遺跡から脱出しようと目論むも、嶺の身体を借りた炎鬼によって倒される。また、炎鬼も小太郎の策にかかり、嶺の身体を返す羽目になった。
癒しのナースと銭湯の対魔忍
- 実装日：2025年2月28日[318]

近頃、アミダハラでは連続通り魔事件が起きており、五車アミダハラ支部こと「ハウンド・ドッグズ」が捜査していた。一方、五車の保護下に置かれたエレオノールは、ヨミハラからアミダハラに移住し、「ハウンド・ドッグズ」のそばにある診療所で働いており、被害者の治療もしていた。被害者の一人から「おもちゃのようなロボットに襲われた」という報告を受けた「ハウンド・ドッグズ」は、診療所に来ていた学生対魔忍・寄辺都留に協力を要請する。もう一人の協力者であるバーチャルアイドル・トレイシーが配信を通じて情報提供を呼び掛けたところ、ゼンマイくんという小さなロボットが汚染地域そばの公園で子どもたちを襲う様子が映し出された。都留とエレオノールが現地へ急行し、ゼンマイくんを捕まえようとしたところ、主人であるベルフェゴールが現れ、回収されてしまう。
魔石を撃ち抜け
- 実装日：2025年3月16日[319]

ある日、ヨミハラのスラムで孤児の連続失踪事件が起こる。紅によって「鉱石夫人」と仮称された事件の犯人は、先天的に強い魔力を有していた孤児を狙っていたことが判明する。折しも、「闇の銀行家」こと、ふうま八将の一角・蜂矢幸村がヨミハラに資金提供を申し出ており、紅はその対応を優先せざるを得なかったため、自分の側近たちと朧忍軍に孤児たちの救出を要請する。 また、ミリアムが鉱石夫人に孤児と間違われてさらわれたことがきっかけで、クローンアサギらも協力する。幸村が裏で手を回していたこともあって、鉱石夫人は倒され、被害者たちは救出される。 その後、クローンアサギとミリアムの調査により、鉱石夫人の正体が、我が子を亡くした魔女の執念が魔石に宿ったものであり、誕生にはヨミハラの魔界の門の消失も絡んでいたことが判明する。
chatper3「魔界の門」
- 実装日：2025年3月21日[320]

ある日、イングリッドは、アミダハラの魔界の門を通って人間界に来るケーレスを迎えに行くことになり、独立遊撃隊も同行することになった。
そのころ、ベルフェゴールは米連のエージェントに依頼をキャンセルする旨を伝えたところ、口封じとして殺されそうになる。次いで現れたGの女サイボーグ・東郷星に翻弄される中、彼女が星遁の術の使い手であることに気づいたベルフェゴールは、先のエージェントを身代わりに撤退する。 その後、ベルフェゴールはアミダハラの魔界の門へ向かっていたイングリッドらに無理やり加わり、ケーレスと対面する。ケーレスは、アミダハラの魔界の門には強い魔力を持つ者ほど弱体化する呪いがかけられていたことを承知の上でここまで来たが、負担が大きかったため、ヴァースキとしての姿に変わる。ここで蛇子が自分の曽祖母(先代の相州蛇子)がヴァースキであることを知り、驚愕する。
さらにそこへ、マルジャーナが手下たちを連れて妨害しに来たため、撃退する。その際、蛇子はヴァースキから力の一端を受け、ナーガ族の力に目覚める。
幻夢卿の夜会
- 実装日：2025年3月31日[321]

ある日、不知火はヨミハラの門の復興に向け、アミダハラでの自勢力の旗揚げパーティーを開く。招待状を受け取ったアサギは中立の使者として小太郎を選ぶ。
一方マルジャーナはエレシュキガルを焚き付け、その配下である霧雨の魔女ことドゥリィズルを不知火への刺客として送り込む。マルジャーナの企みを見越していた小太郎は、カヲルの友人である幸村から得た刺客の情報をもとに、上級生の天泣憂を護衛として指名し、二人で会場入りした。そこへドゥリィズルをはじめとするエレシュキガルの軍勢が乗り込み、魔法の霧雨によって会場にいた者たちを窒息させる。憂の忍法・雨遁の術により小太郎はピンチを脱した小太郎は、ルルたちと協力してドゥリィズルを撃退する。
次元JCTの支配者
- 実装日：2025年4月19日[322]

ブレインフレーヤーのシャラは、次元を渡り歩き、その世界の強者をコレクションする趣味があった。 ある日、彼女は閃忍ハルカや瑞原葉月、『ランスX』の魔想志津香そして小太郎、亜希、カヲルに狙いを定め、自らが運営する次元ジャンクションに召喚する。ところが亜希とともに召喚されたナーサラによって秘密を暴かれたことで返り討ちに遭い、コレクションにされていた者たちも解放された。
幽霊城再び
- 実装日：2025年4月30日[323]

ヨミハラの門が焼失した影響で、かつて幽霊城騒ぎがあった城跡の地下にあった魔界の門からも瘴気が漏れ出た結果、かつての城主・楢篠長武が城とともに蘇った。
独立遊撃隊と夏は、城跡へ向かう政府の調査隊の護衛の任務に当たる。また、甲斐と一年生の道念みちるも授業態度の悪さから、補習同然でこの任務に送り込まれる。
深夜、鹿之助、甲斐、みちるの3人は城の中へ転移されてしまい、長武と出くわす。長武は自分を殺した忍者への復讐心に囚われており、彼女たちをその忍者と誤認していた。そして、夏によって空間は破壊され、楢篠はただの頭蓋骨に戻る。
この任務をきっかけにみちると甲斐はしたしくなった。

## シナリオ制作
各作品間の関係が複雑であることから、原作者・笹山逸刀斎単独によるシナリオの執筆が困難であるため、そのだまさき、飯田和彦、里見ヨシカの3人から構成されたライターチームがそれぞれのエピソードを執筆するという体制がとられ、笹山はメインクエストおよびイベントクエストのプロット作成、および一部キャラクターの回想イベント（Hシーン）の執筆にとどまった。また、一部のシナリオではプロッターとシナリオライターの2人がクレジットされている。
また、一話完結式のコメディとより大きなスパンで進行するストーリーアークを並行させるという手法は、開発チームが目標とする『うる星やつら』や『機動警察パトレイバー』を参考に取り入れられた。さらに、複数の主要キャラクターの視点から対魔忍の世界観を掘り下げる目的から群像劇の手法も取り入れられている。

### 第一部
シナリオライターのひとりであるそのだまさきは、物語を盛り上げるために、早い段階から小太郎と対立関係にある二車骸佐および彼が率いる二車忍軍が破滅することを想定し、それをほのめかす描写を入れていた。
シナリオチームは話し合いを重ね、骸佐が死に至るまでの過程を作り上げた。最初の段階で「骸佐が東京キングダムで虐殺を繰り広げる」「死んだあと剣になる」という要素が確定し、以降は詳細な理由付けが行われた。まず、虐殺を起こす理由は、骸佐の持つ「他者を殺した怨念を身に纏い己を強化する」という忍法と関連付け、第一部Chapter51「フュルスト」における、フュルストとの直接対決で共闘した小太郎との力の差を痛感するということになった。そのだは他の二車幹部がこの場にいなかったことが都合が良かったと述懐している。
ただし、これだけでは虐殺の理由として不十分であるため、そのだは死霊卿を更なる動機付けにしようと考え、その部下であるワイトの変身能力に着目し、関係者に化けて骸佐をそそのかすという流れを考えた。右腕の権左を残したかったことと、雫や三郎と言った年少者では骸佐を騙すのに不自然であるため、組織のまとめ役である尚之介がターゲットとして選ばれた。シナリオでは骸佐が最初から死霊卿のたくらみを知りつつもそれに乗っているが、そのだは自分と小太郎の決闘をほかの幹部たちに見られたくなかったことが背景にあるのではないかとみている。次いで、「死んだ後小太郎の剣になる」という部分を達成させるため、小太郎の助太刀をするような描写はせず、あえて悲惨な死に方にした。

## 反響
笹山はインタビューの中で、個別のシナリオのうち、「ふうま天音と秘密の館」と「怒れる猫と水着のお姉さま」がユーザーからの評判が良かったと話している。

### 評価
KADOKAWAが運営するゲーム情報サイト「TG Smart」のライター・ゴブリンXは、原作のストーリーをスーパー伝奇としたうえで、本作のシナリオをなろう系のようだと評し、明るい雰囲気の中でキャラクター達が活躍している様子が、悲惨な物語のスピンオフのようで、思わず目頭が熱くなったと述べている。
また、ゴブリンXは2021年に同サイトに寄せた記事の中で、ストーリーラインが多いせいでストーリー全体の進行が遅い点を指摘しつつも、メインクエストのチャプター35「俺はヒーローになりたい」でストーリーの並走という手法が用いられた際は、膝を打ったと述べている。ゴブリンXはこの手法について、テレビドラマ『闇金ウシジマくん』やアメリカ合衆国のテレビドラマに通ずるとし、ストーリーラインの多さが利点となるともしている。
ゴブリンXはアダルトゲーム専門のニュースサイト「BugBug.news」にて、第一部の物語をけん引したのが小太郎であり、骸佐がその裏でムードを作っていたのではないかと分析している。
ASCIIの阿部はストーリーに読みごたえがあると評価し、ストーリーとシステムの関係についても「従来のシリーズとは一味ちがうテイストで描かれる物語を読み進めるうち、気が付けばユニットのレベルや信頼度も上がっているという、なんともニクい仕上がりになっているのだ。」とも述べている。